# Biserica de lemn din Larga

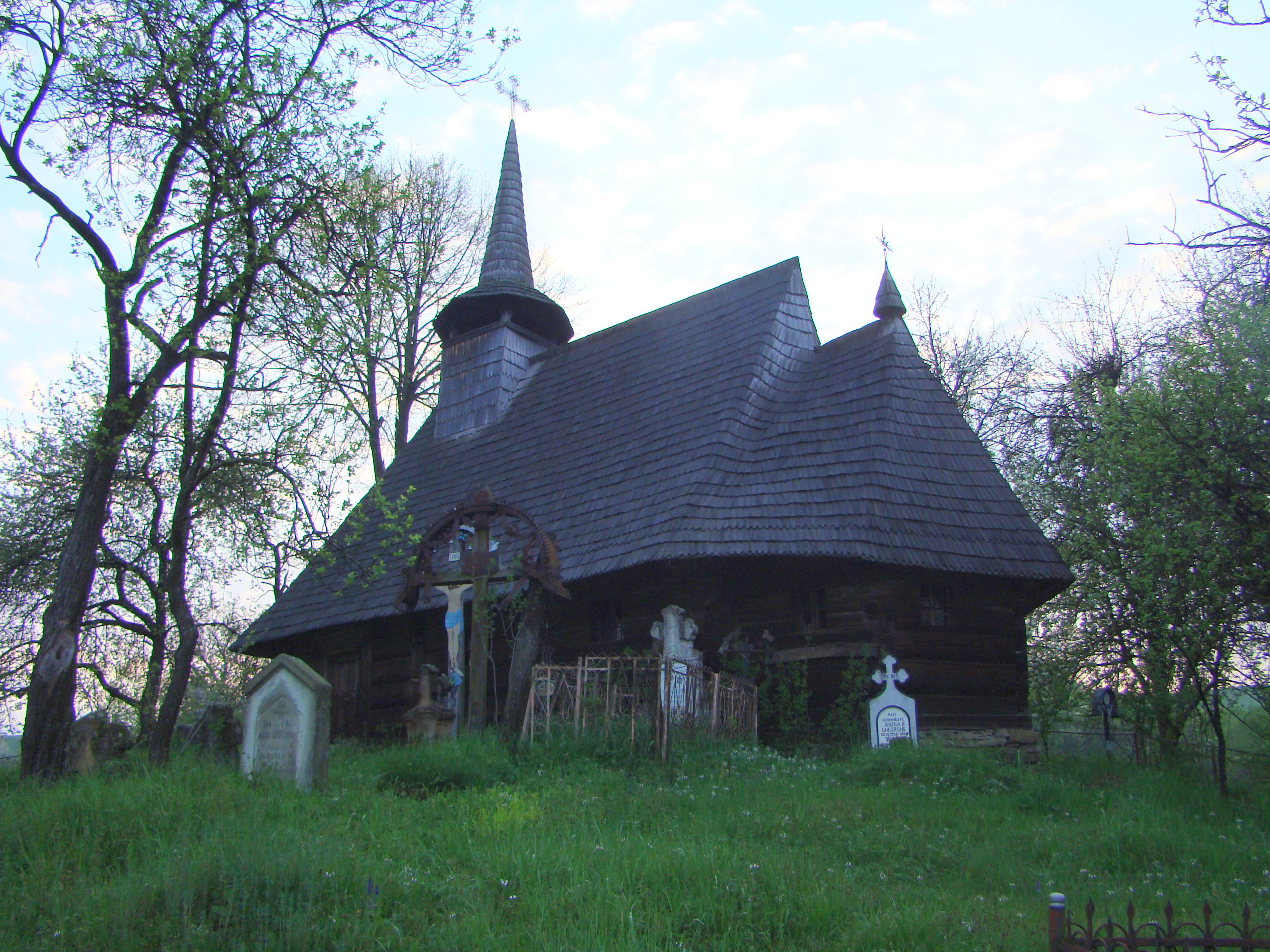
Biserica de lemn „Sfântul Dumitru” din Larga, județul Maramureș, foto: mai 2010.

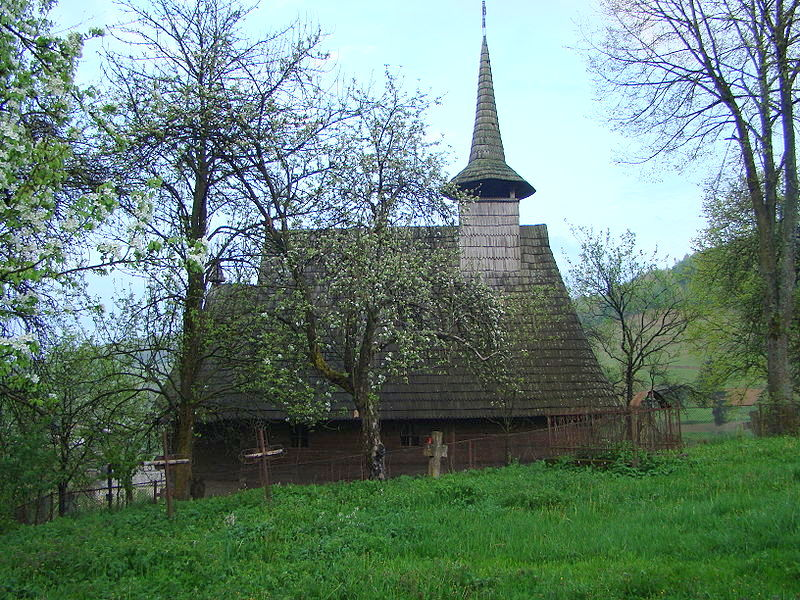
Biserica de lemn „Sfântul Dumitru” din Larga, județul Maramureș, foto: mai 2010.

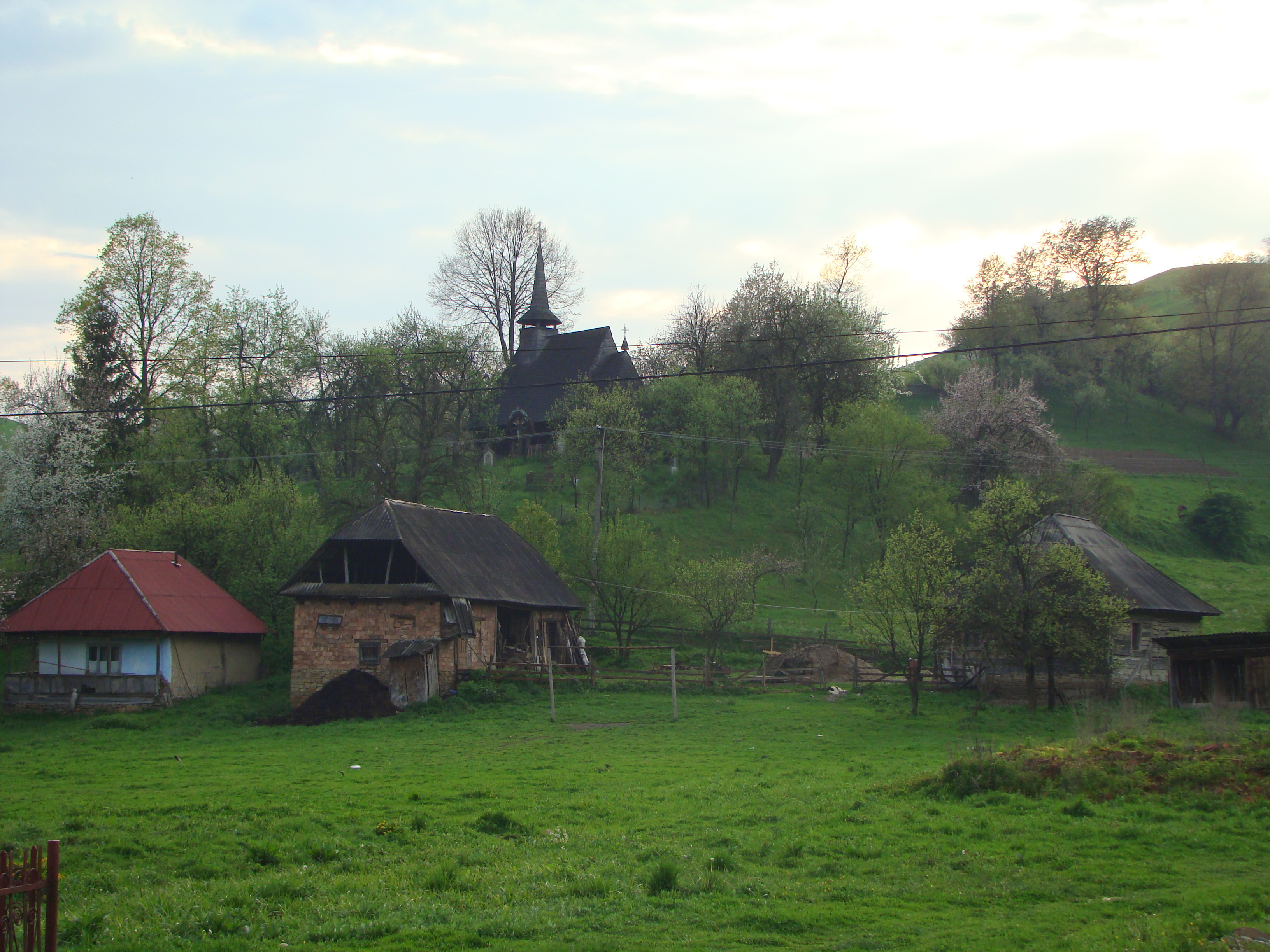
Biserica din depărtare

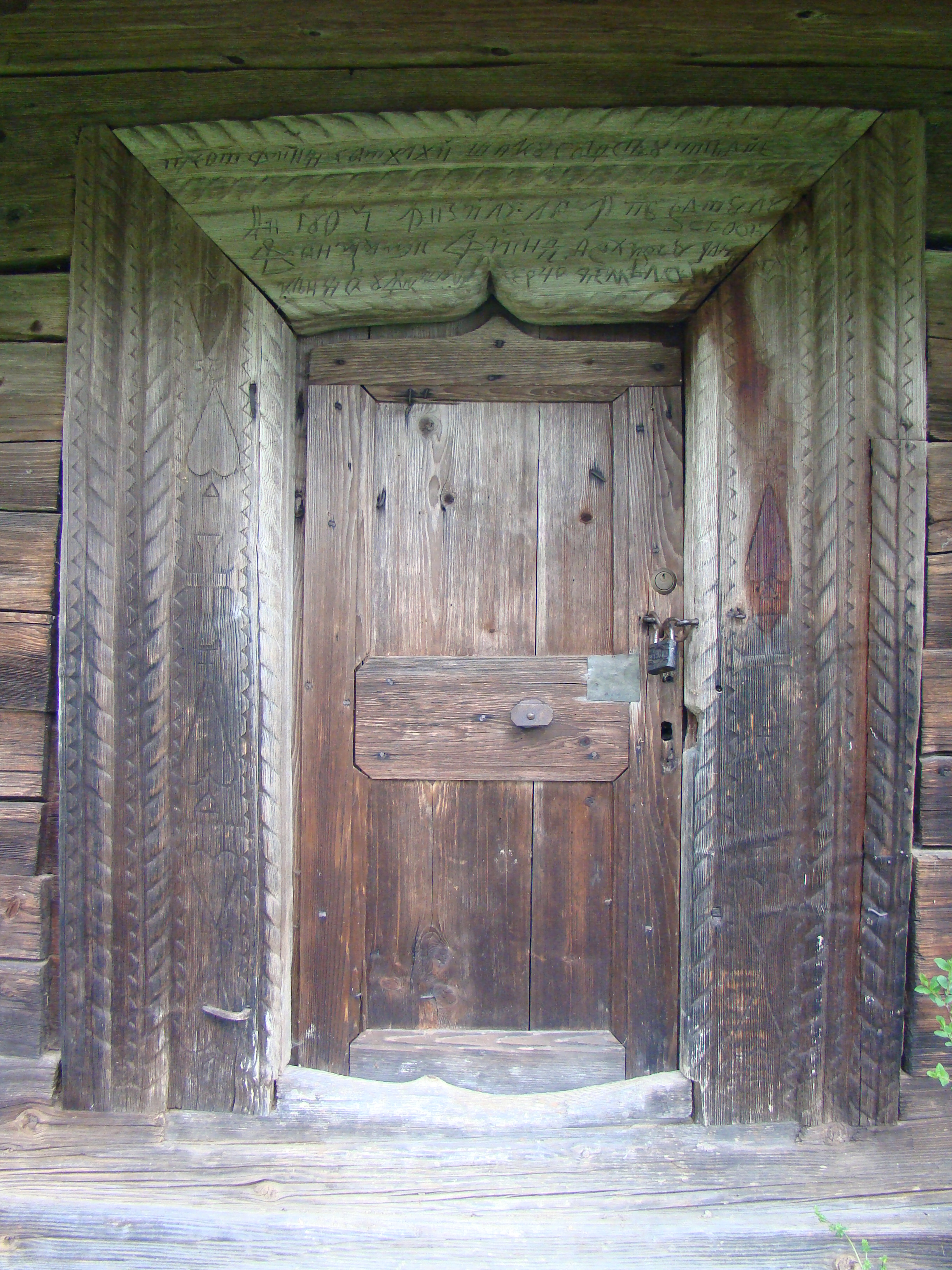
Portalul exterior

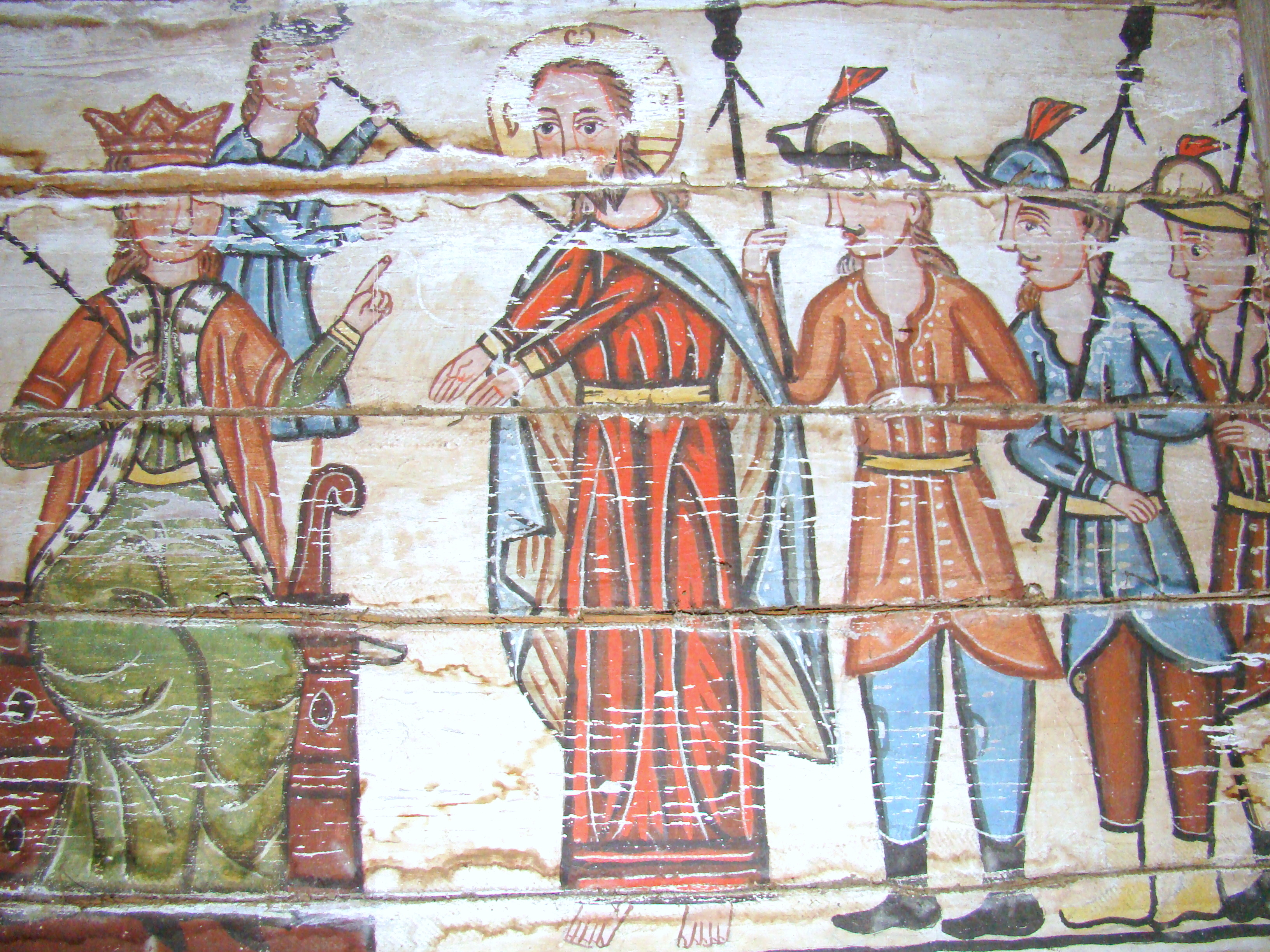
Iisus în fața lui Irod Antipa (pictură pe tavanul pronaosului Bisericii din Larga)

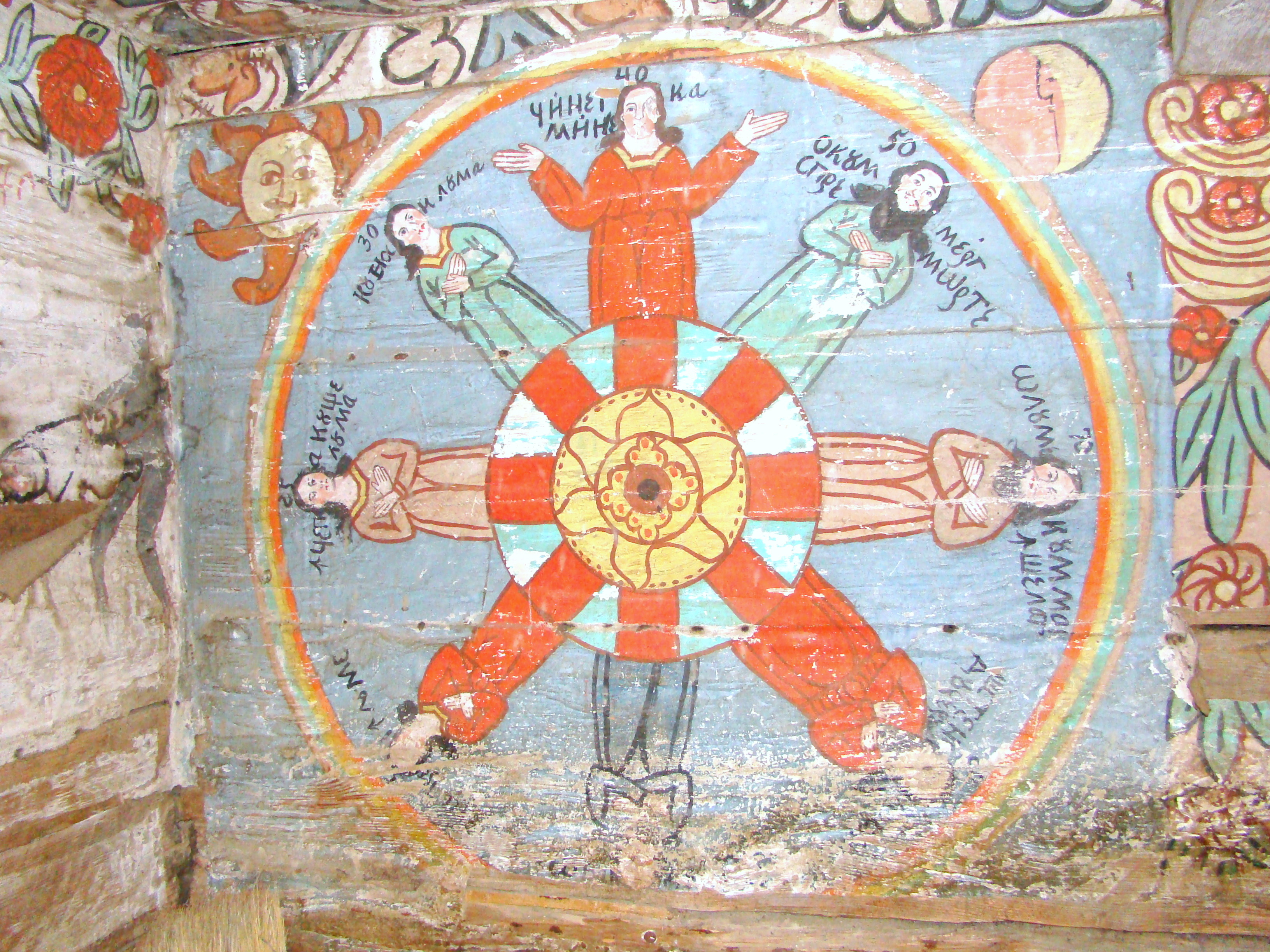
„Roata vieții”, simbolul destinului omenesc (pictură în pronaosul Bisericii din Larga)

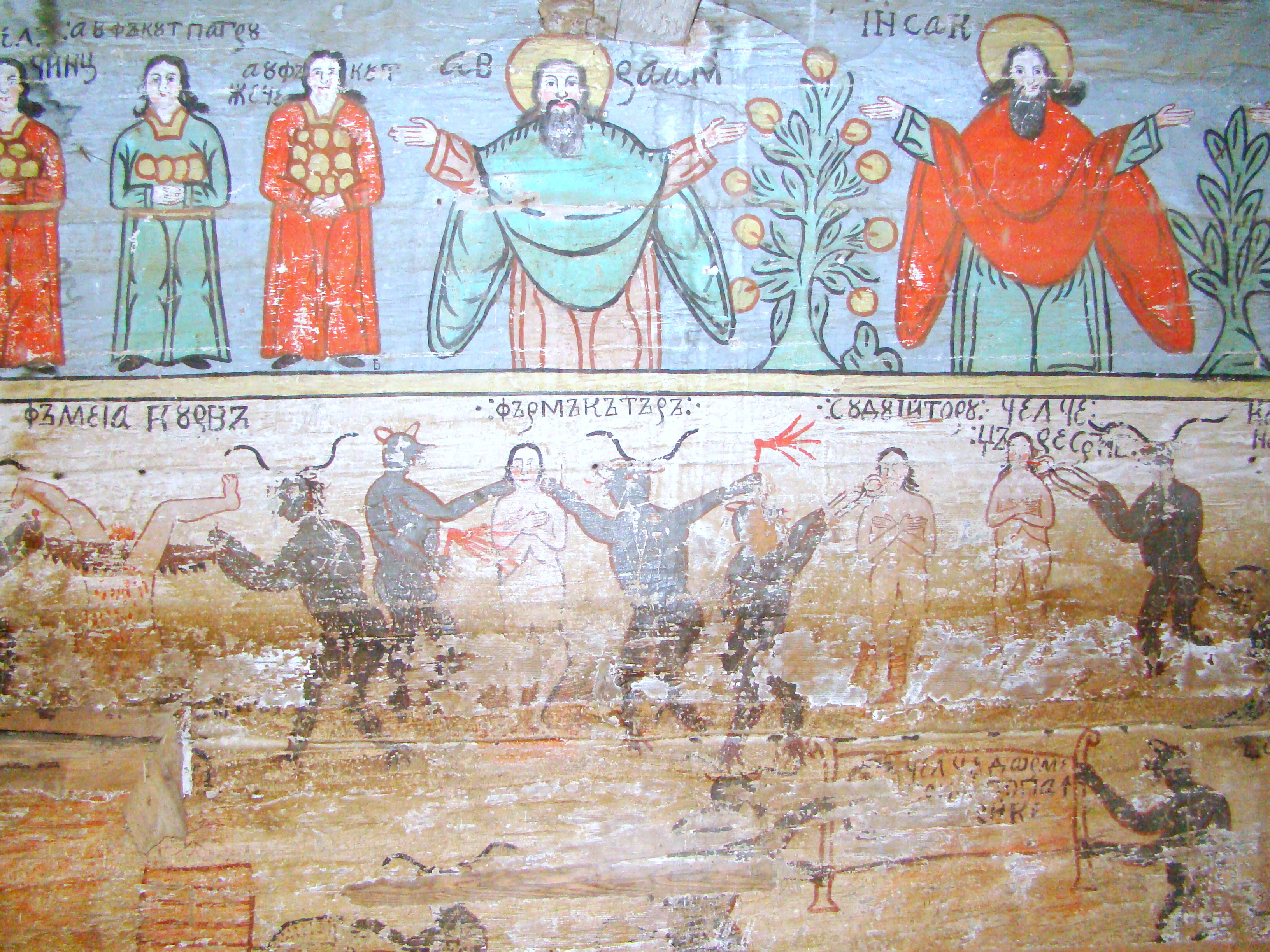
„Judecata de Apoi”, peretele de vest al pronaosului

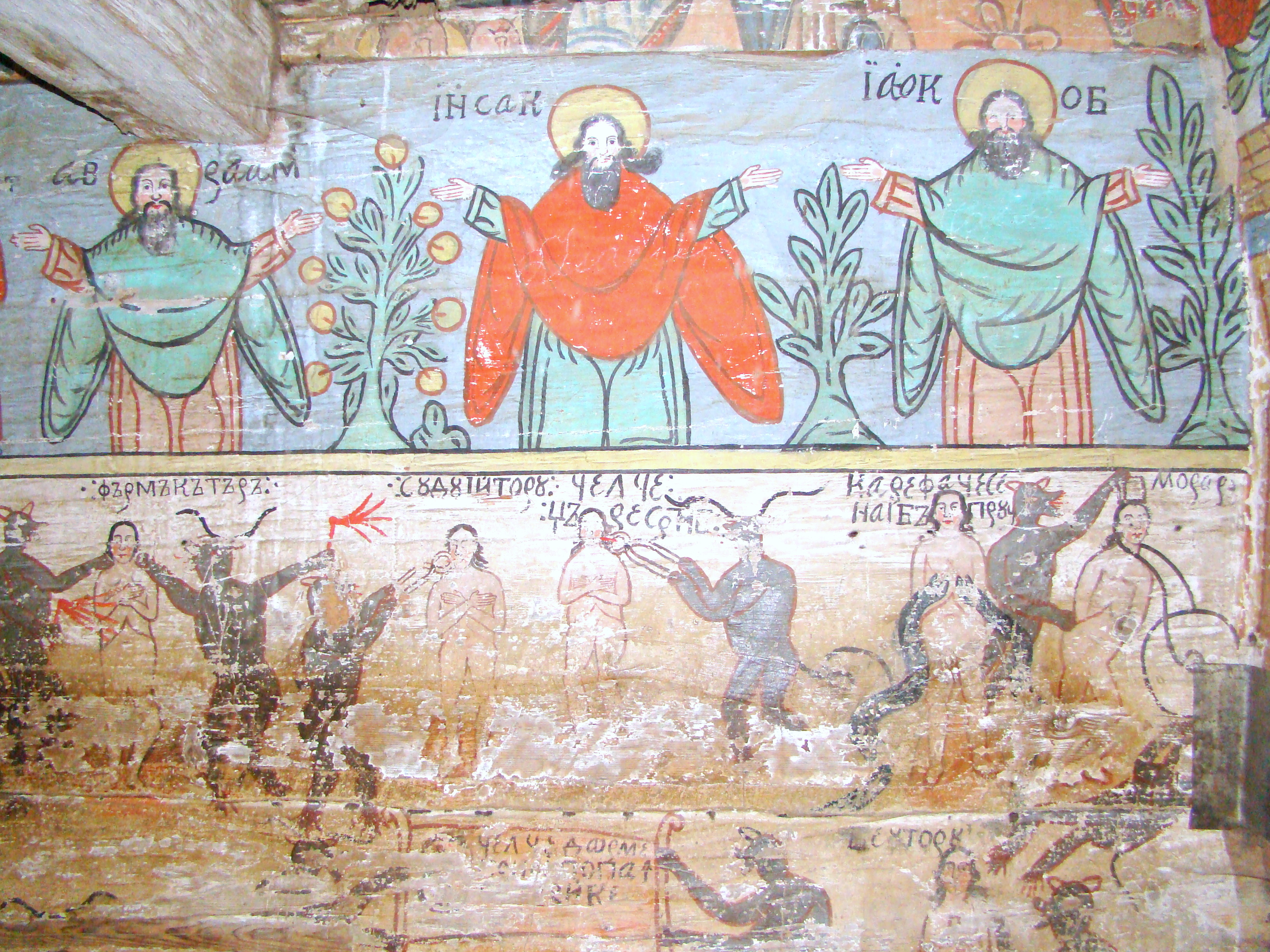
„Judecata de Apoi”, peretele de vest al pronaosului

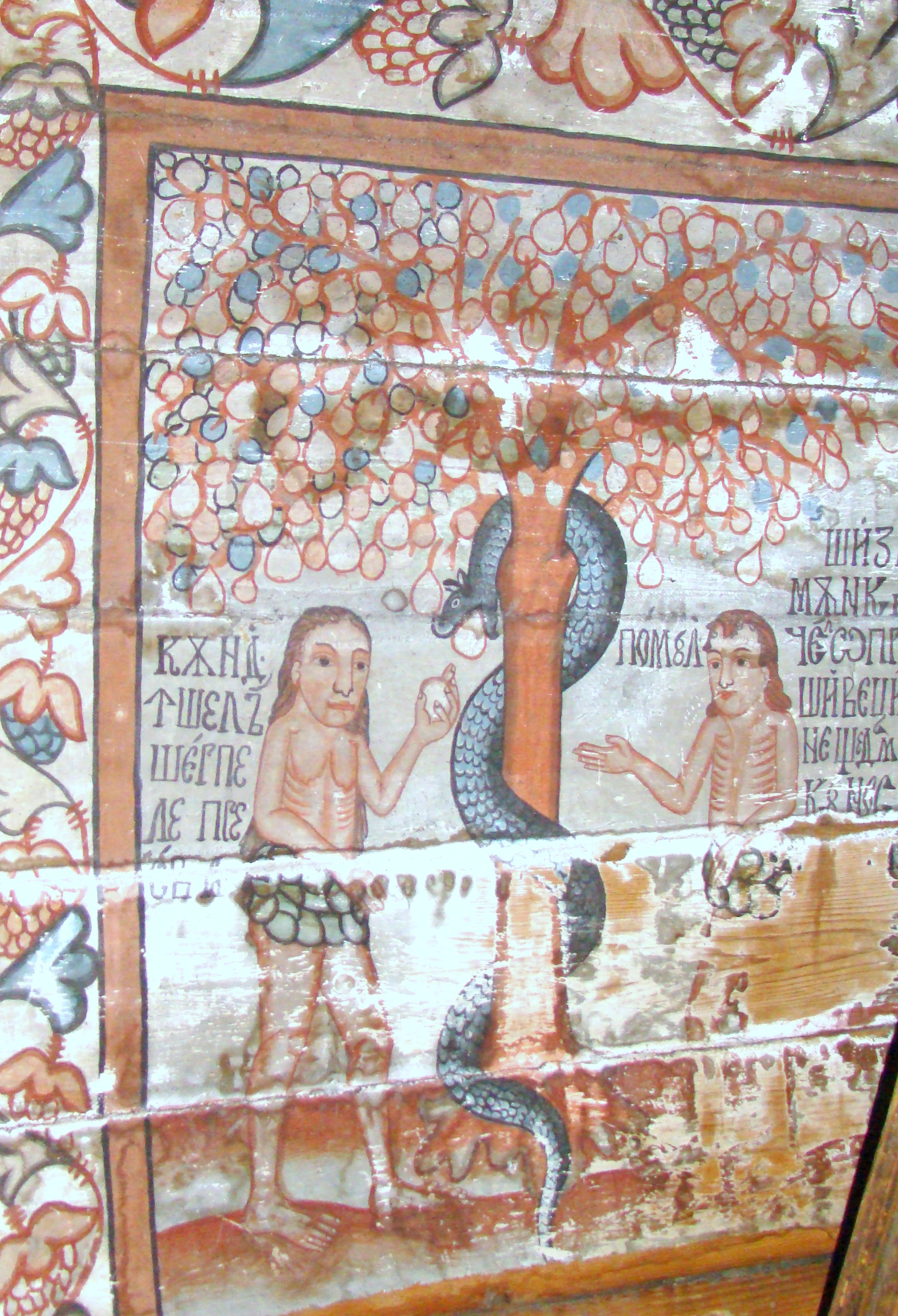
Adam si Eva (ispitită de șarpe) în Grădina Edenului (pictură pe bolta naosului)

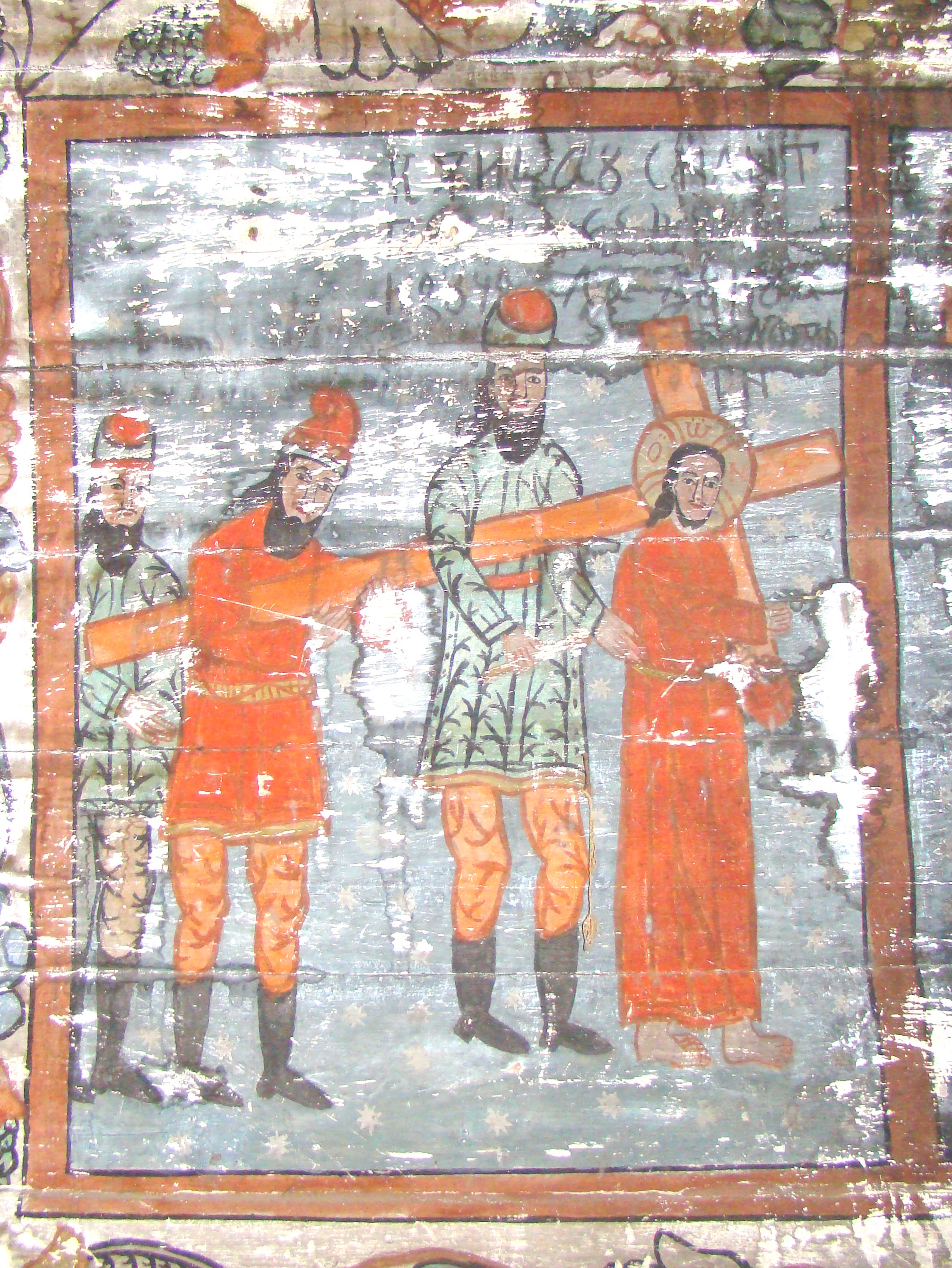
Iisus purtând crucea (pictură pe bolta naosului)

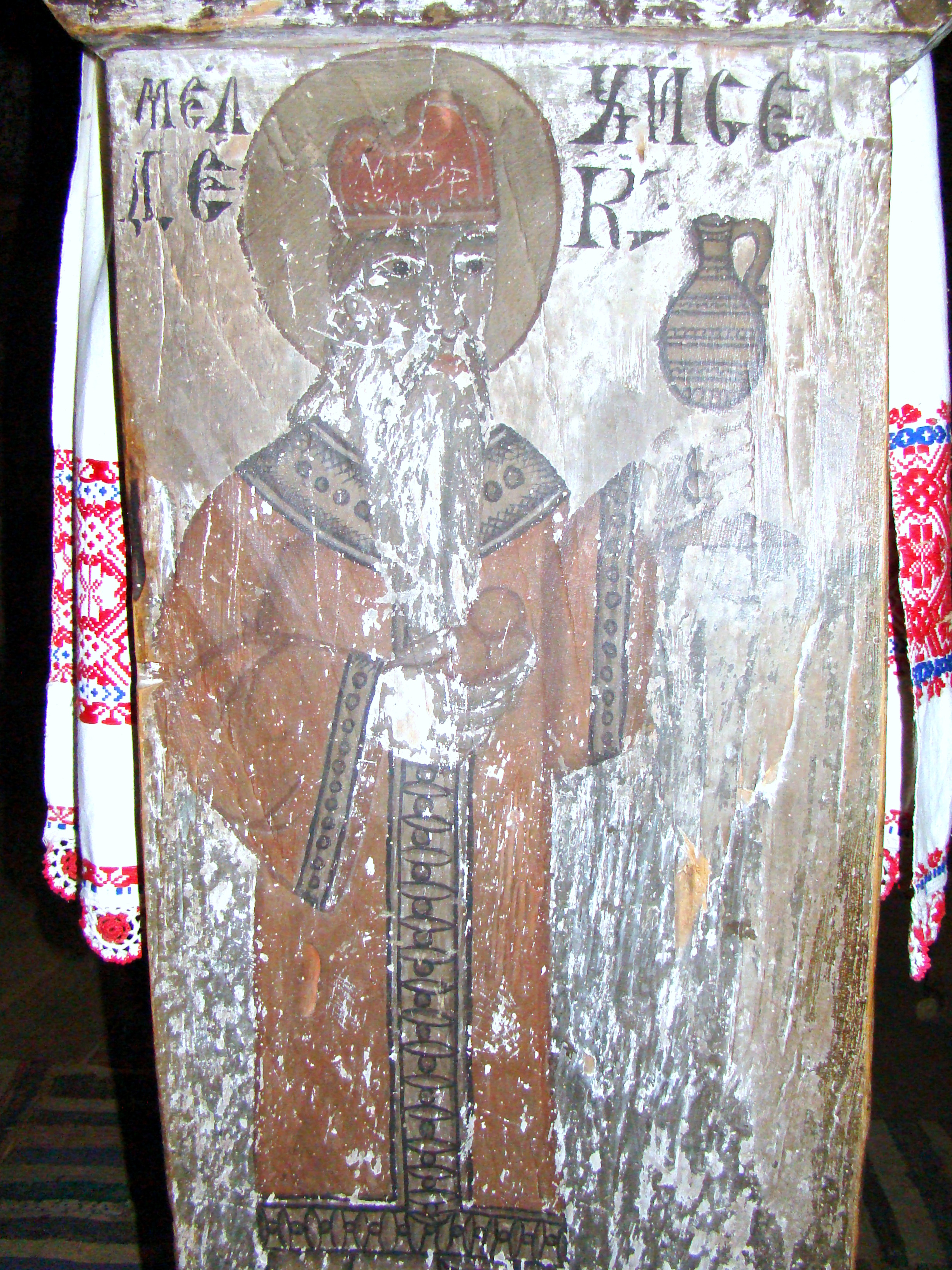
Pictura altarului

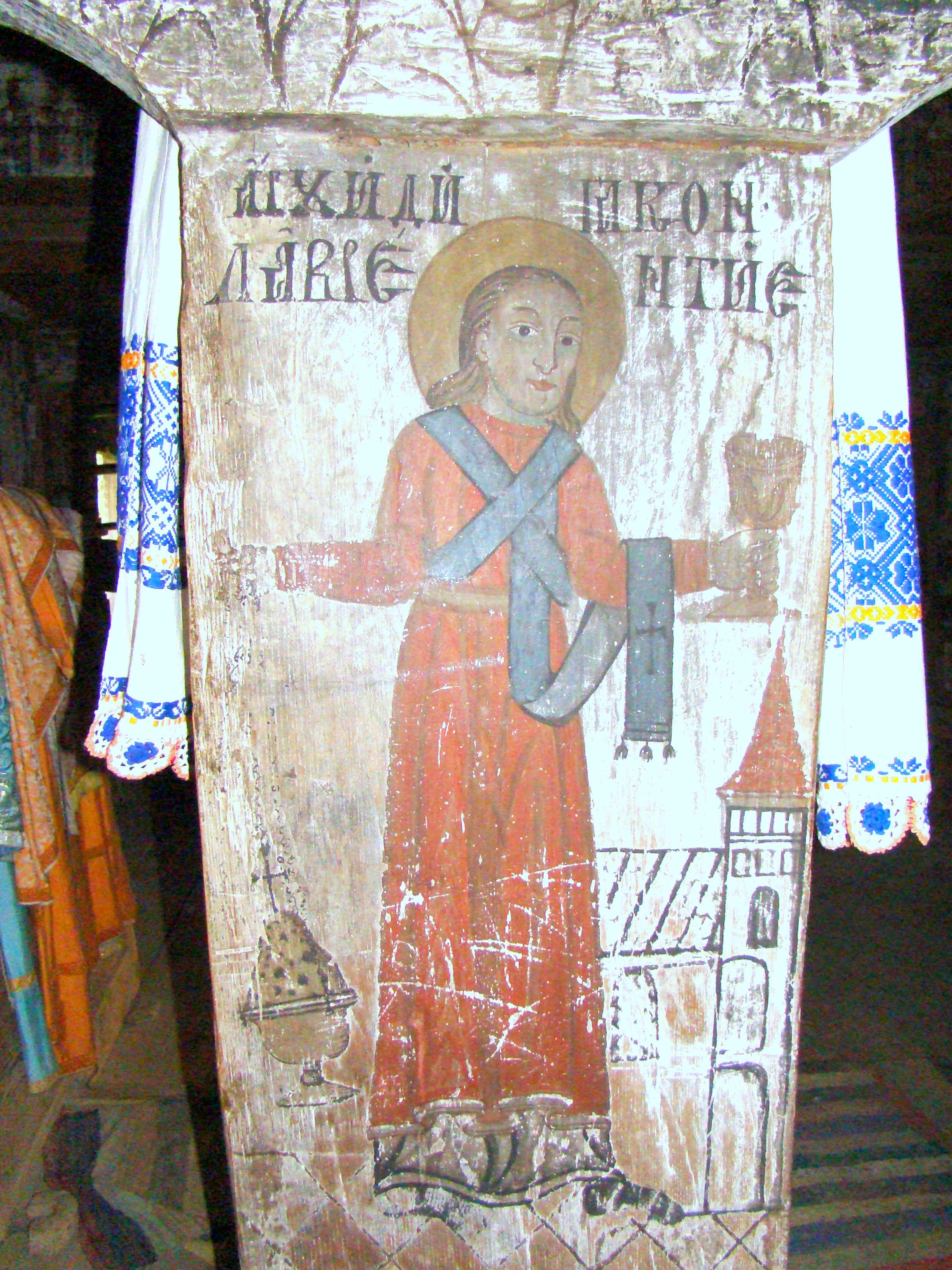
Pictura altarului

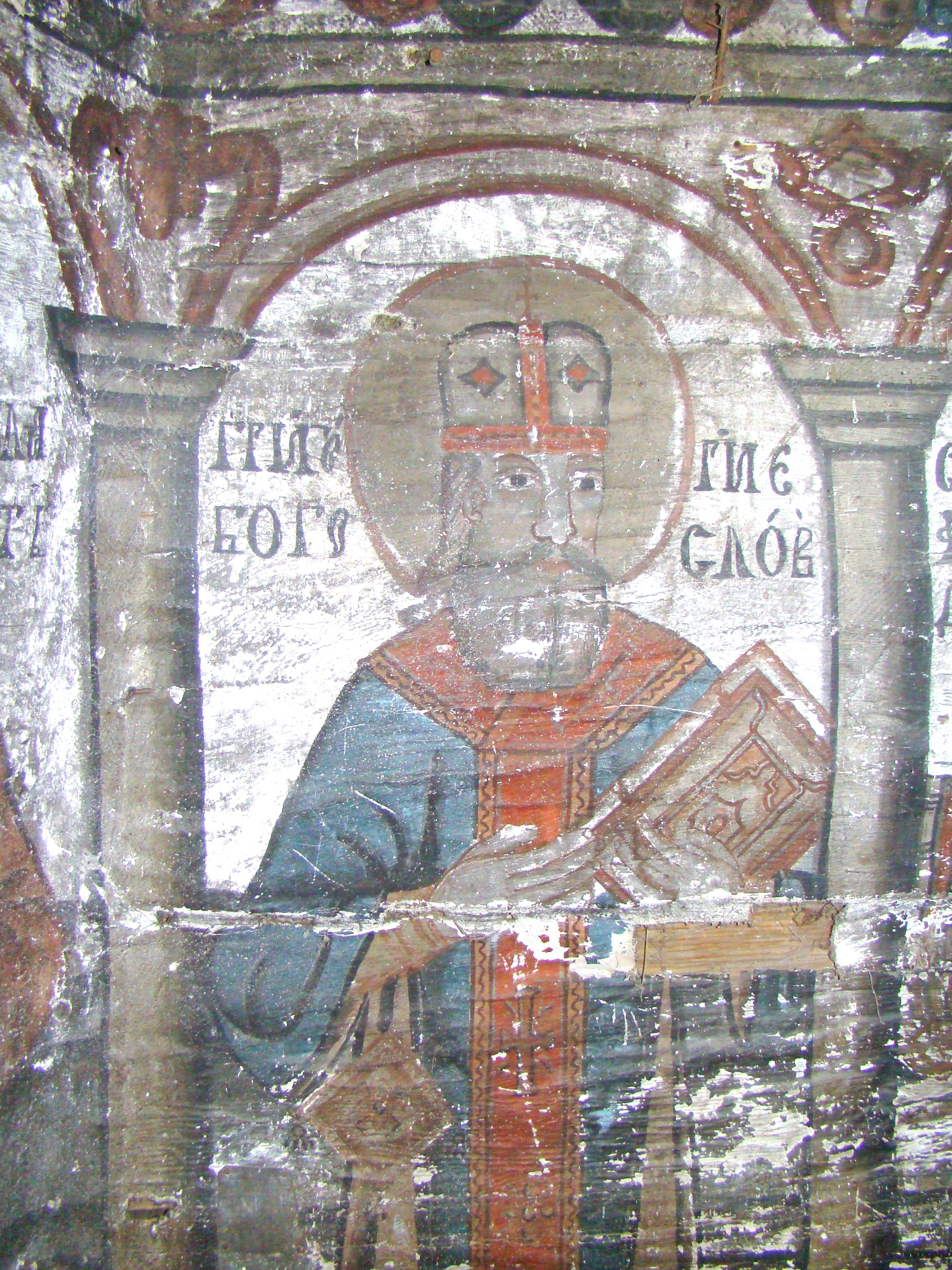
Pictura altarului

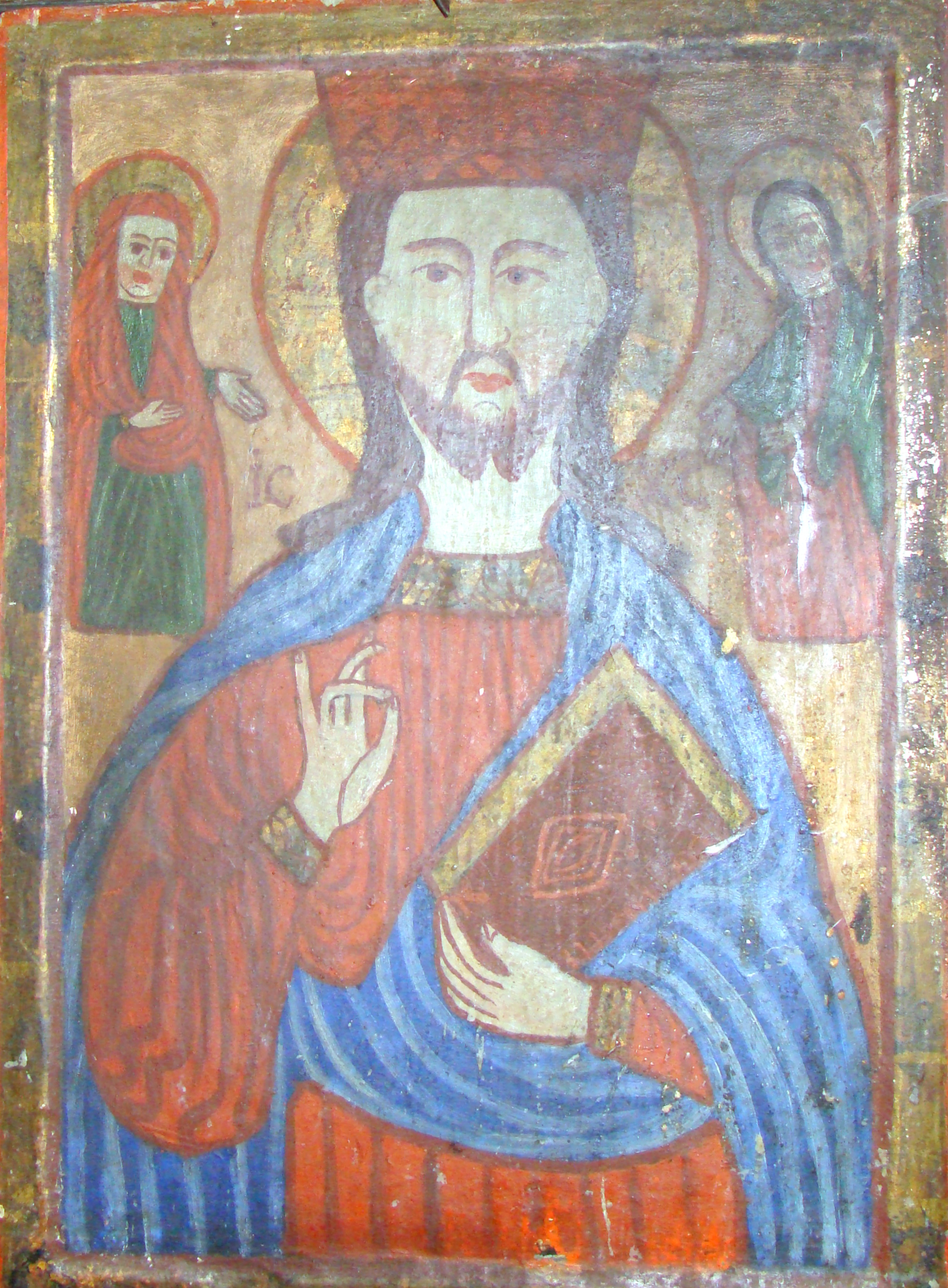
Icoană împărătească: Iisus binecuvântând

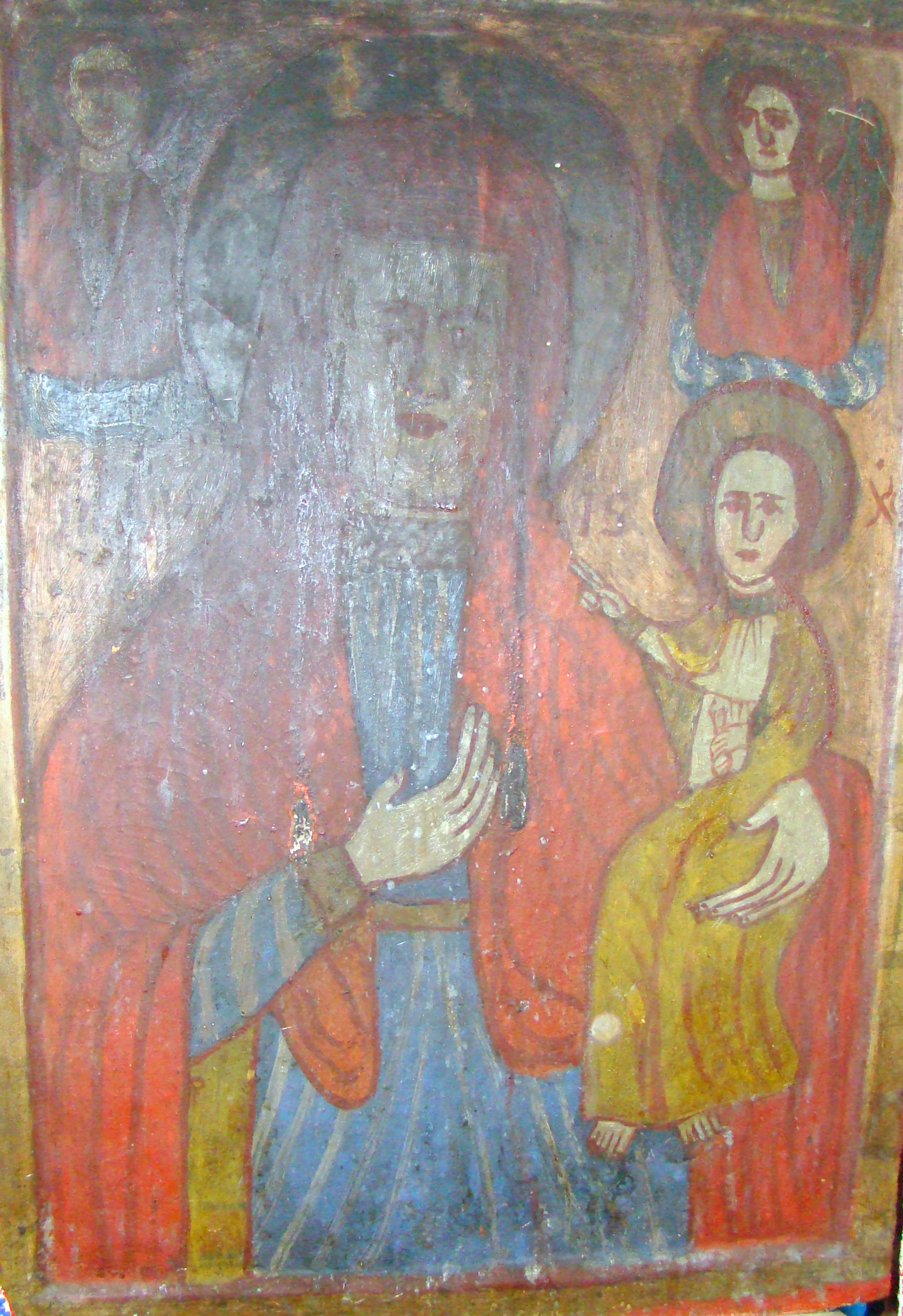
Icoană împărătească: Maica Domnului cu pruncul

Biserica de lemn din Larga, comuna Suciu de Sus, județul Maramureș a fost ridicată sau doar refăcută în anul 1804, conform pisaniei de peste intrare. Are hramul „Sfântul Dumitru”. Biserica se află pe lista monumentelor istorice, cod LMI MM-II-m-A-04594.

## Istoric și trăsături
Localitatea Larga este atestată la 1593 ca domeniu al Cetății Gherla.

#### Arhitectura
Biserica de lemn cu hramul „Sfântul Dumitru” se pare că a fost ridicată sau refăcută la începutul secolului 19. Despre acest lucru vorbește pisania de pe portalul de la intrare, care amintește următoarele date: „An 1804, în zilele împăratului Franțișcuș, fiind arhiereu Bob Ioan, când au fost Merc[i]e Iremea lu Andrei preot fiind satului și cu soțu său Titiane”. Cert este că această construcție de mici dimensiuni are caracteristici arhaice cu pronaos tip tindă, fără decupări laterale ușii de acces în naos, acoperiș simplu în patru ape, decroșat, prevăzut cu un mic coif cu cruce în față și un turn-clopotniță, ce se ridică direct din acoperiș, cu foișor și balcon, peste care se înalță un coif octogonal la bază și rotund spre vârf, sprijinit pe patru stâlpi prinși de o cunună dublă suprapusă într-o cruce. Stâlpii de susținere sunt dublați pe laterale de contrafișe solide, modelate în trepte rotunjite, iar parapetul șindrilit are o balustradă frumos decorată cu torsada scoasă mult în relief. Ancadramentul ușii de la intrare, cu partea superioară în acoladă, are decorațiuni incizate și un relief cu dinți de ferăstrău, zig-zaguri, inimi, cruci și torsade, precum și o inscripție în grafie slavonă foarte bine păstrată.
De remarcat este faptul că grinda de postament de pe latura sudică este fasonată în două trepte: una de jos, ieșită în afară și alta retrasă la nivelul grinzilor ce sunt îmbinate la colțuri în coadă de rândunică, iar cele de sus se prelungesc pentru a forma niște console mici, atent rotunjite.

#### Pictura
Pictura interioară a edificiului poate fi atribuită unor zugravi diferiți. Despre pictura altarului vorbește pisania de la proscomidie, inserată în scena răstignirii: „[Acest sfânt jertăv]nic s[-]au zugrăvit în anul de la H[risto]s 1821 cu toată cheltuiala a lui Popa Ioan ... soțu său Maria ca să le fie pomenire veșnică, Amin. Pentru ac[e]asta oric[i]ă preot, l[-]a învreiadnici D[o]mnul a sluji la acest sfântă jertăvnic, să fie datori ... pururi ca și pre voi să vă erte milostivul Dumnezeu.” Sub brațul drept al lui Iisus răstignit putem citi numele donatorilor: „Preotul Ioan și Maria” și al artistului: „Ioan zugrav”. Probabil că același zugrav, dacă nu altul, a lucrat și bolta naosului și fruntarul bisericii. Pictura de pe bolta naosului și de pe fruntar a fost datată printr-o scurtă pisanie, inserată în scena răstignirii, în stânga lui Hristos, sub boltă: „Anu Domnului 1824”. Pe o icoană împărătească a Mântuitorului, nedatată, dar care ar putea fi atribuită aceluiași artist, este însemnat numele unei donatoare: „Bozga Ioană”. Pictura de pe tavanul pronaosului poate fi atribuită lui Radu Munteanu, zugravul din Ungureni. Pe tavan, se pot distinge scene din ciclul patimilor. Ele au fost zugrăvite pe poște de lemn, care au fost refolosite, probabil, dintr-o boltă de naos anterioară. Tot de la acest zugrav, și probabil din aceeași perioadă, se păstrează un rând de icoane vechi, dintre care „prepodoamna Paraschiva” și „S Mecenic Dimitrie”, datate în 1789 de „Radu zugrav” și icoana prăznicar „în[ă]țarea lui H[risto]s”, pe care putem citi: „1789 Belenija Șandru”. Pictura parietală din pronaos, naos și parțial pe parapetul corului, aparține unui al treilea pictor, însemnat pe dosul ușii de la intrare: „ac[i]asta s[fântă] beserică s[-]au zugrăvit în 1840 ... stăpânirea împăratului .... paroh ... zugravu din Baia Sprie, Opris Ghio[r]ghie”. 
Pictura lui Opriș Gheorghe, a survenit în urma unor reparații, păstrându-se stilul și caracteristicile originale, așa cum se poate vedea din desfășurarea registrelor și tematicii, cât și din paleta culorilor utilizate, în cromatica tradiției locale.
În pronaos se poate admira o Roată a Vieții, vegheată de Soare și Lună, antropomorfizate, cu marcarea în grafie chirilică a principalelor etape ale vieții omului, simbolizate prin chipuri umane în locul spițelor. Se mai pot vedea Pomul Vieții între Avraam si Isac, Pedepsele Iadului cu draci, ce poartă coarne, Ciclul Fecioarelor Înțelepte, al celor Nebune ș.a.
În naos se păstrează pe peretele nordic un registru cu Sfinți stând în picioare, ținând în brațe câte o cruce mare, iar pe cel sudic scene din Noul Testament ca: De la Anna la Caiafa, La Pilat, Drumul Crucii, Coborârea de pe Cruce, Punerea în Mormânt și altele, într-o desfășurare epică originală.
Ușile împărătești nu mai există, dar portalurile lor au pictate chipul Sf. Eftimie cel Mare și al Cuviosului Antonie, iar deasupra acestora se desfășoară în trei registre pe fond albastru scene specifice tâmplei, închise în coloane și medalioane circulare, legate între ele prin inele ce creează impresia unui lanț.
Deasupra ușilor împărătești se desfășoară un brâu în relief, pictat cu motivul torsadei și volutei, al dinților de ferăstrău, romburi și acolade ce continuă și pe pereții laterali, la același nivel sub forma torsadei.
Altarul păstrează, de asemenea, câteva scene și chipuri de Sfinți, în aceeași cromatică plăcută ochiului, cât și o Sfântă Masă din piatră cioplită și unele obiecte de cult, cum ar fi o cruce de lemn sculptată, două cădelnițe și câteva sfeșnice.
Biserica mai are are câteva icoane pe lemn, dintre care Înălțarea lui Iisus și Iisus Pantrocator sunt deosebite, dar și altele pe sticlă, alături de o cruce candelabru pictată și ornamentată în relief pe margini, cu vrejuri din viță-de-vie și o alta din fier forjat, afectată de vreme, înscrisă în cerc cu Semilune pe la colțuri, ce a stat cândva în vârful turnului-clopotniță.

## Imagini din exterior

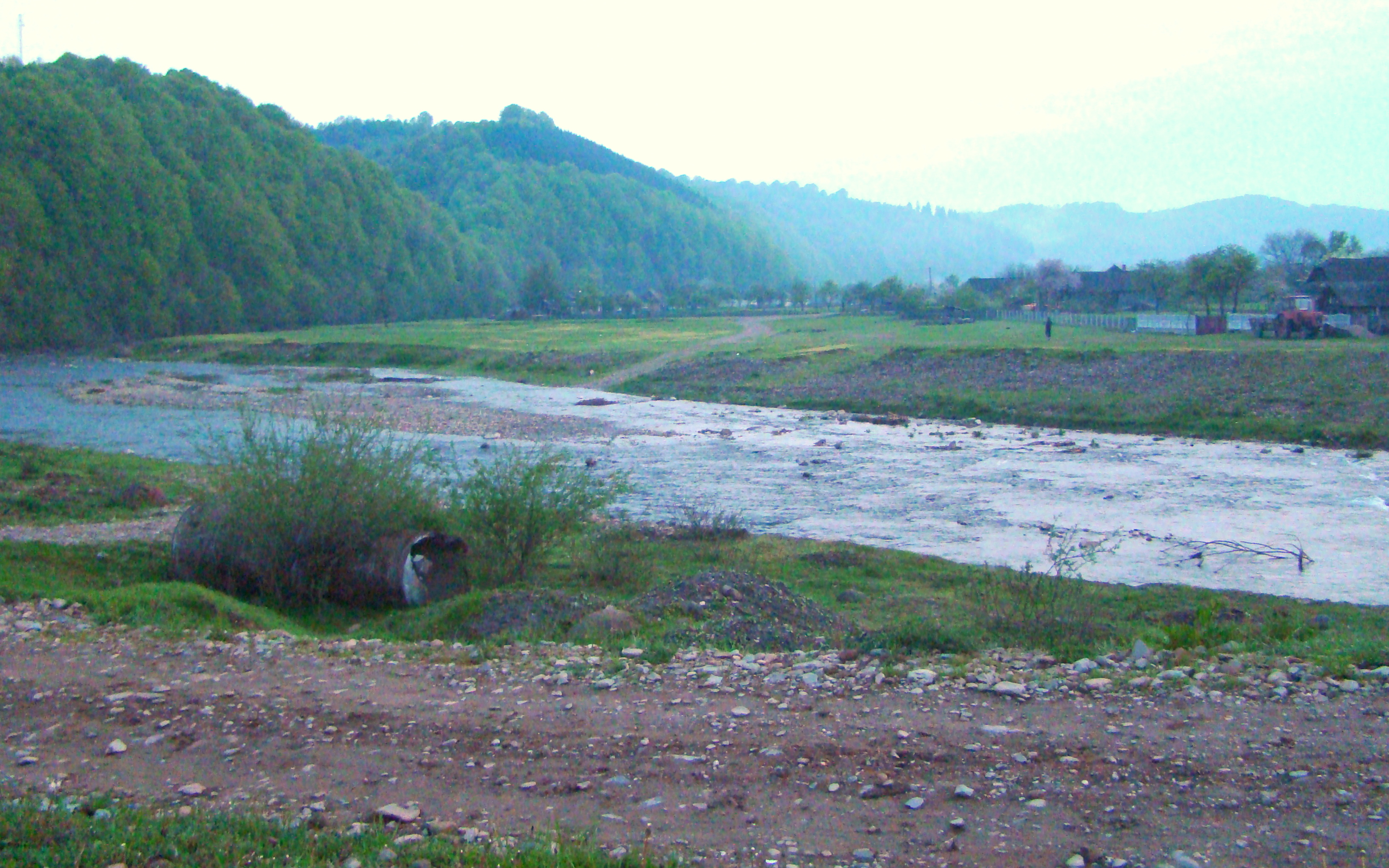
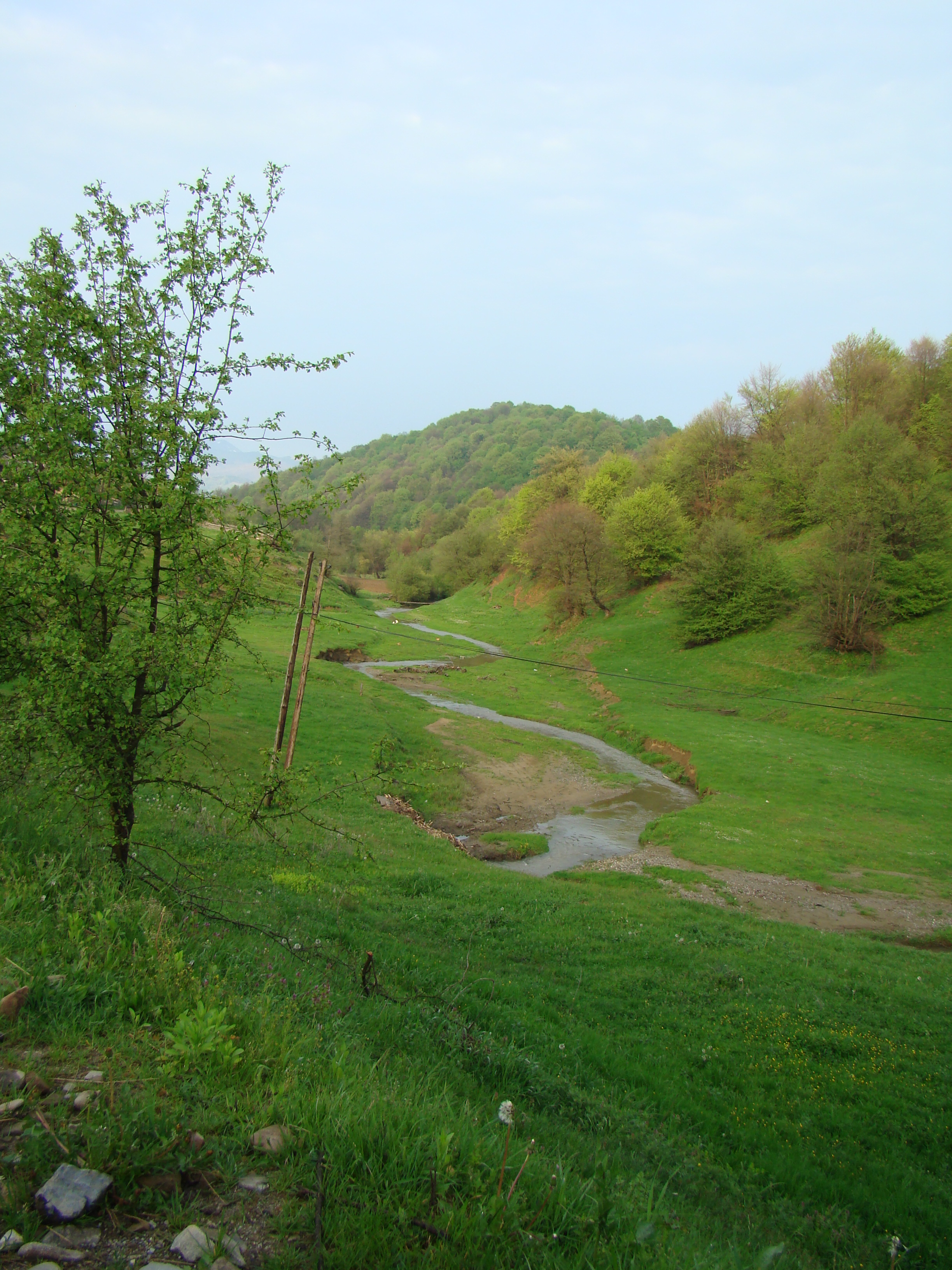
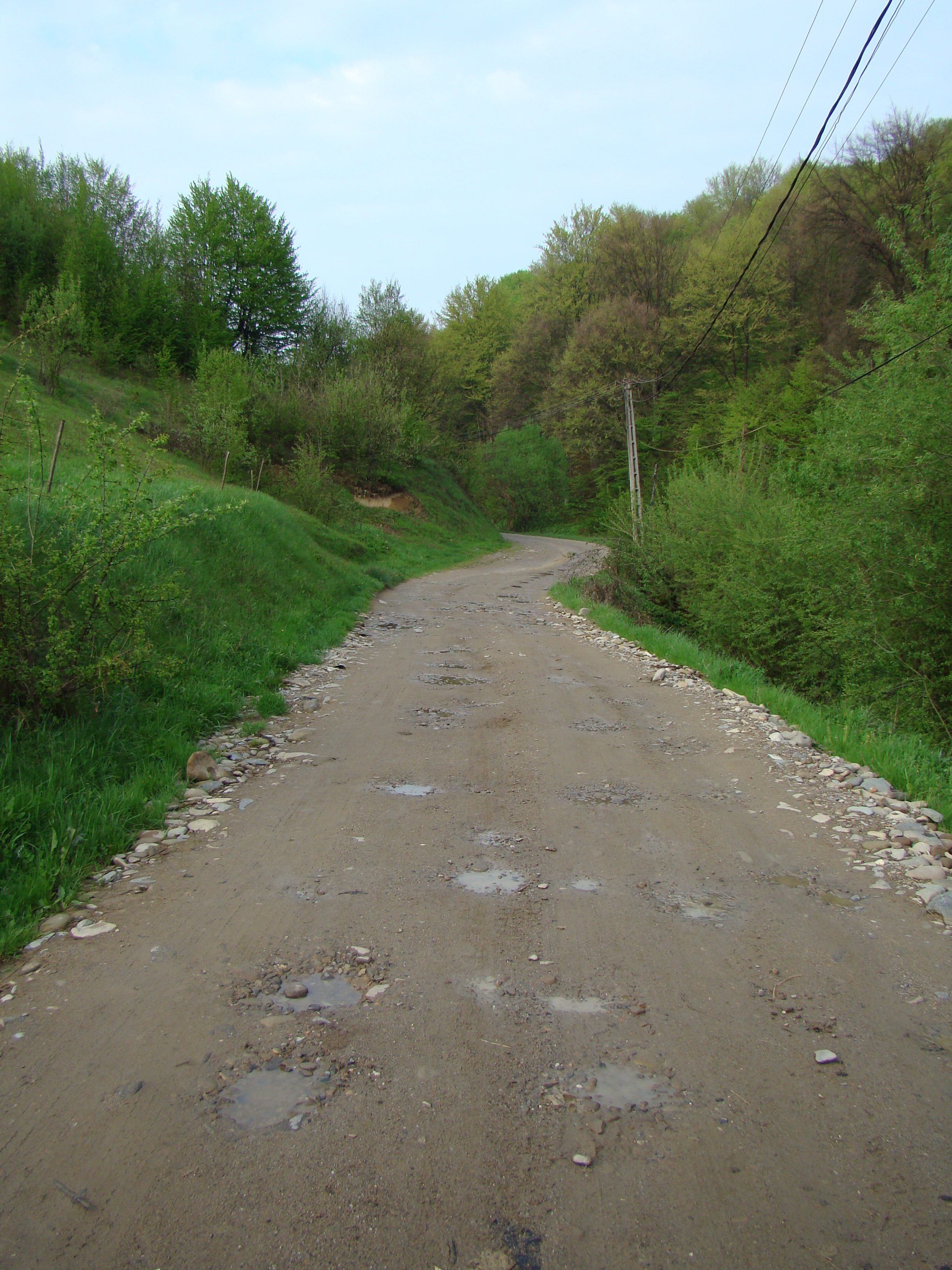
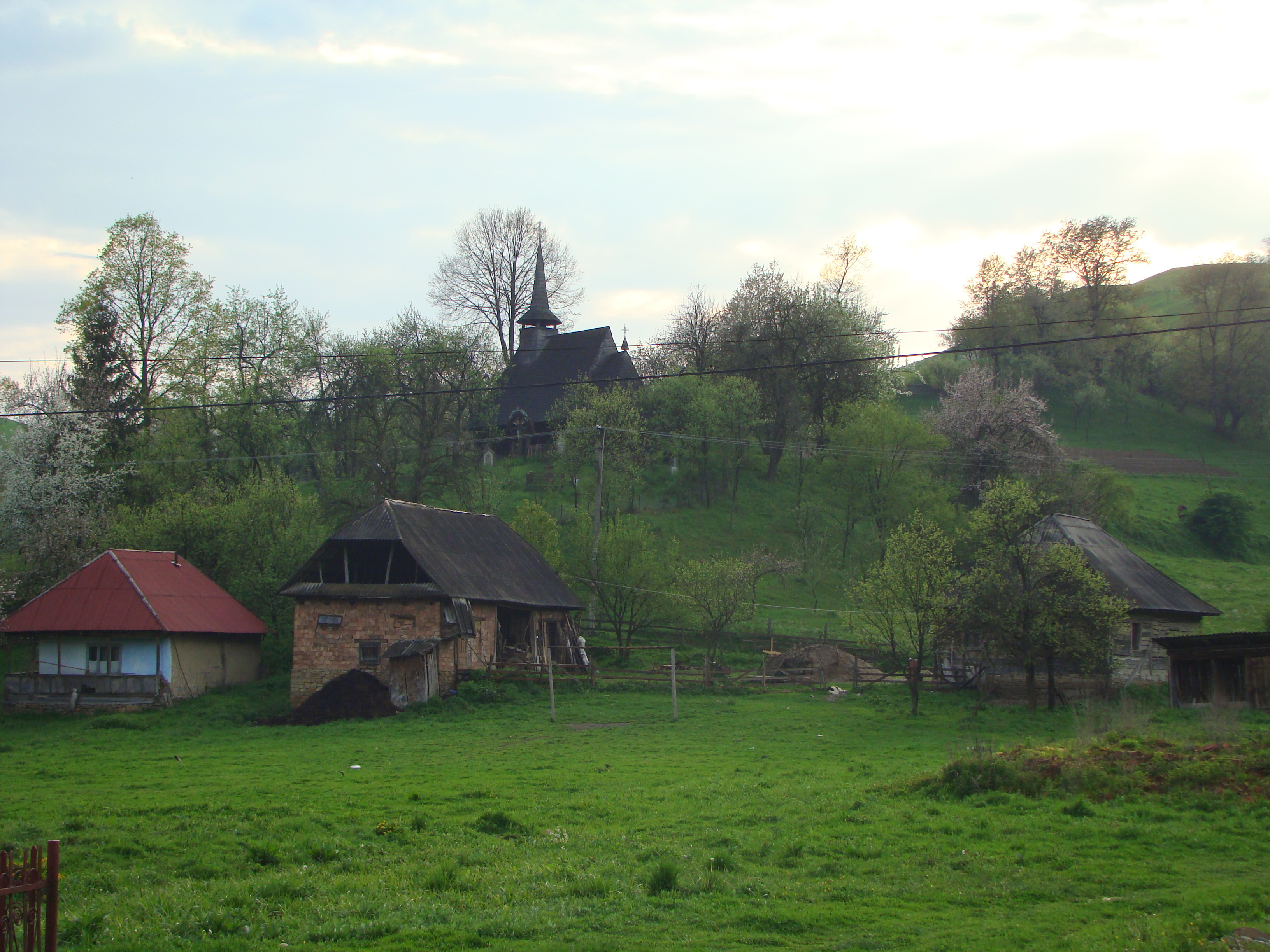
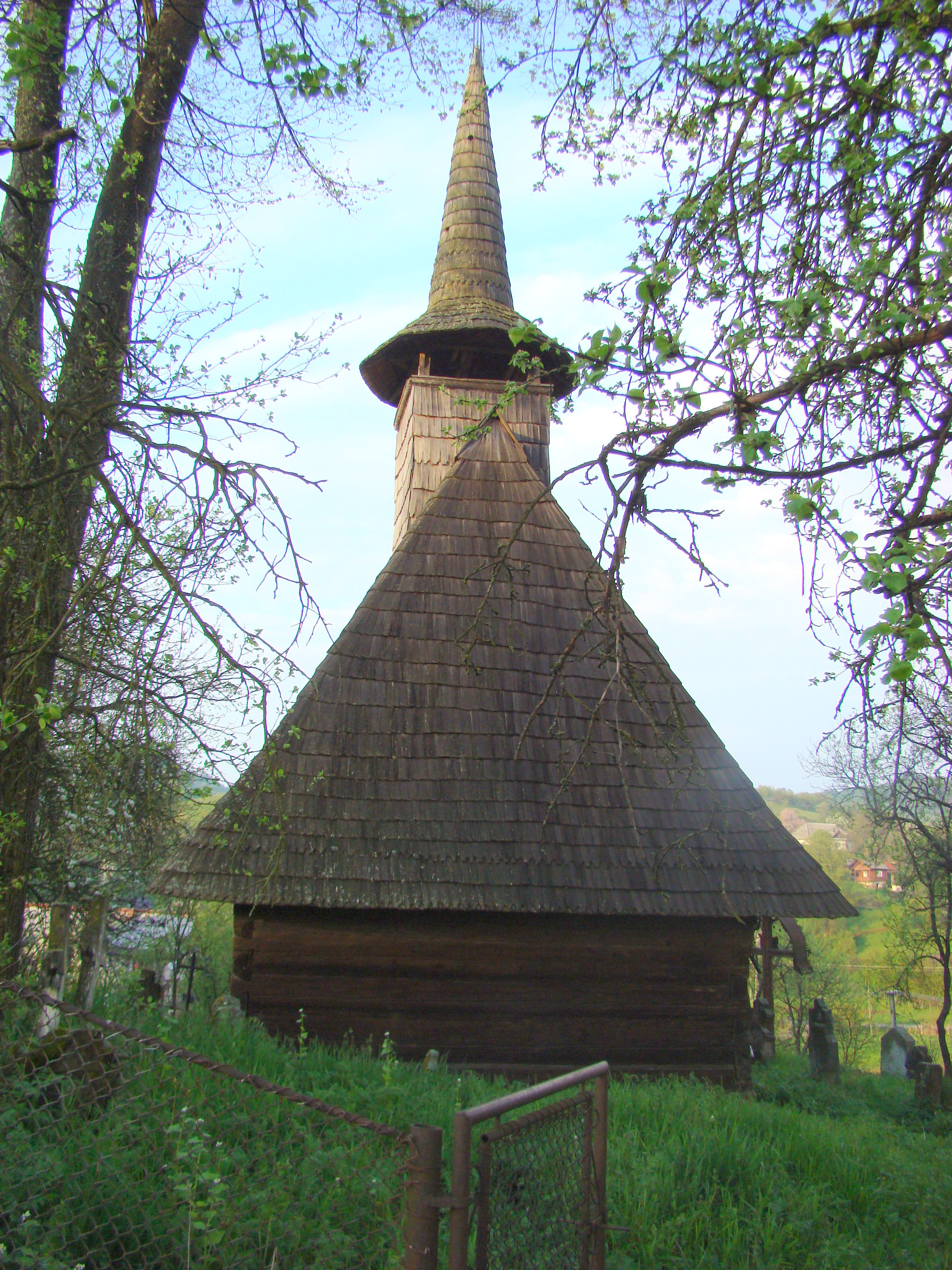
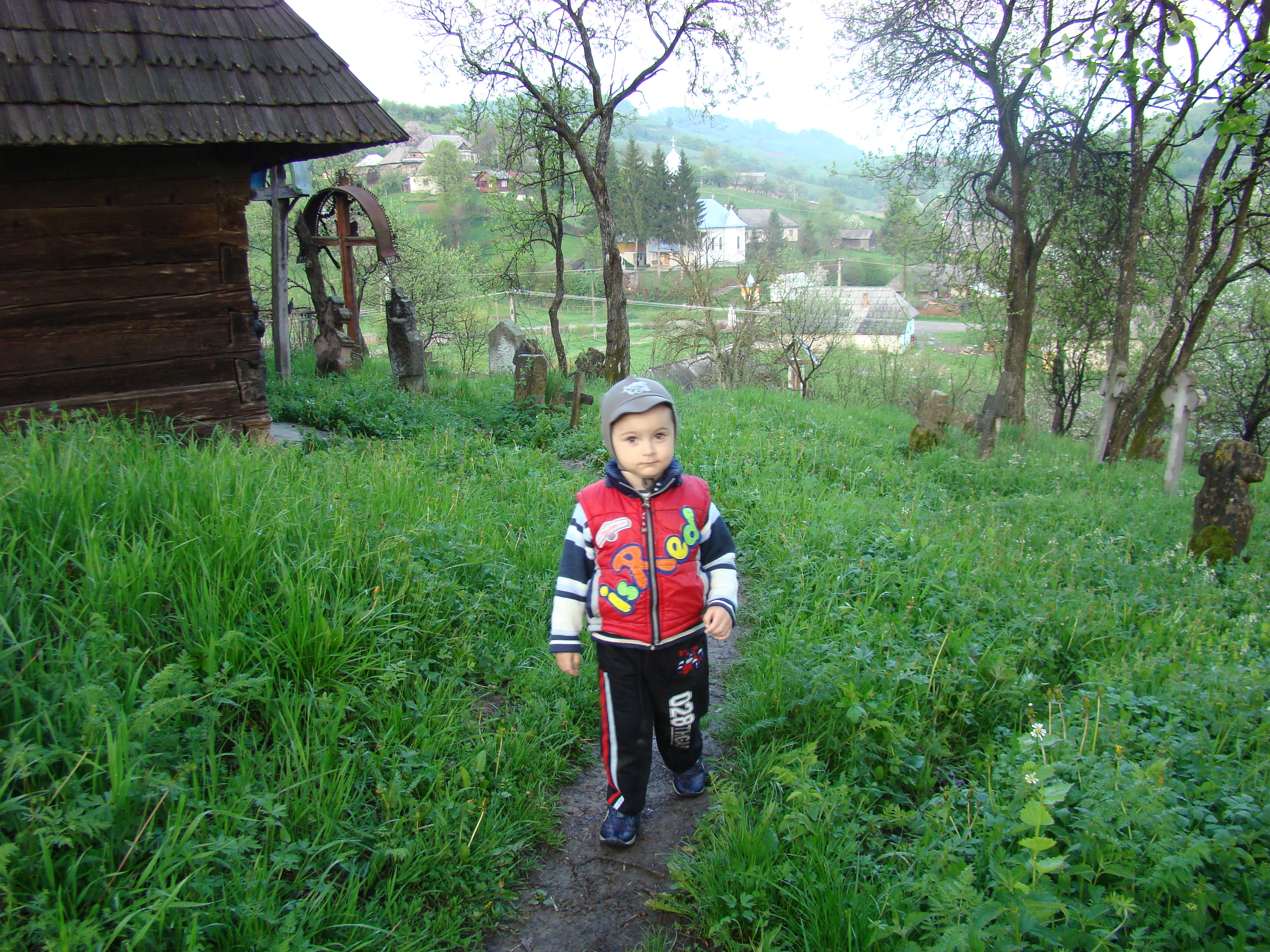
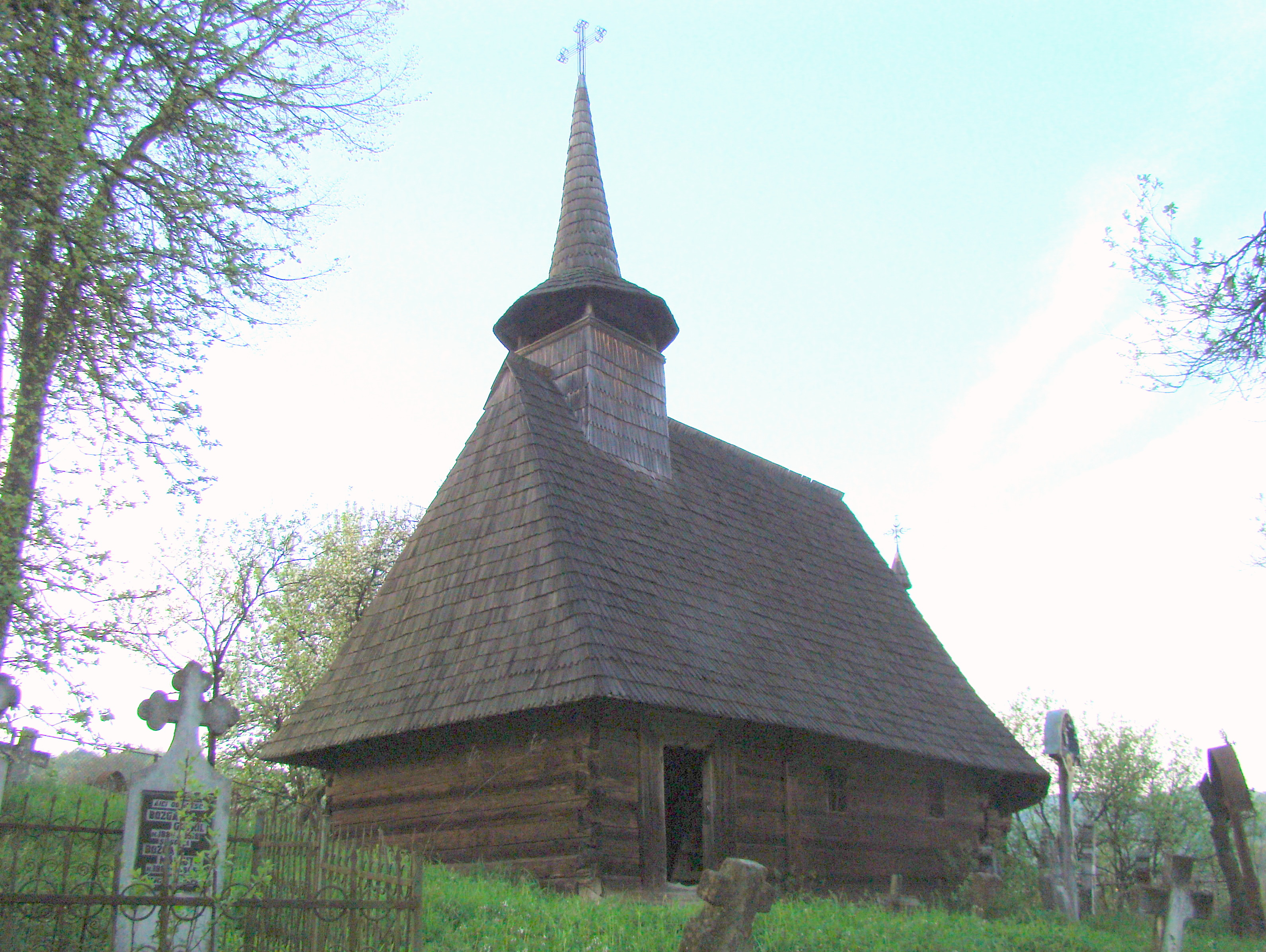
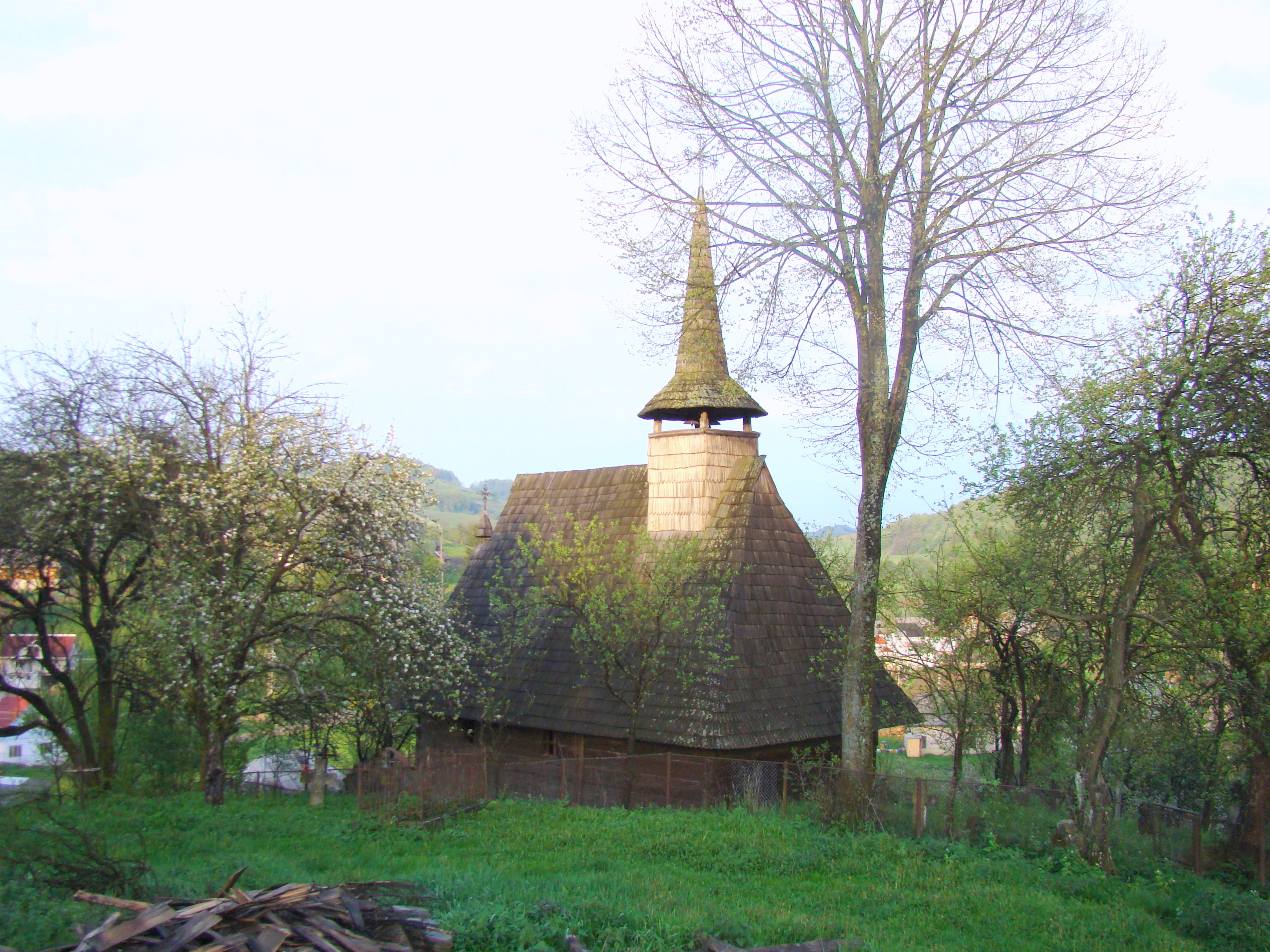
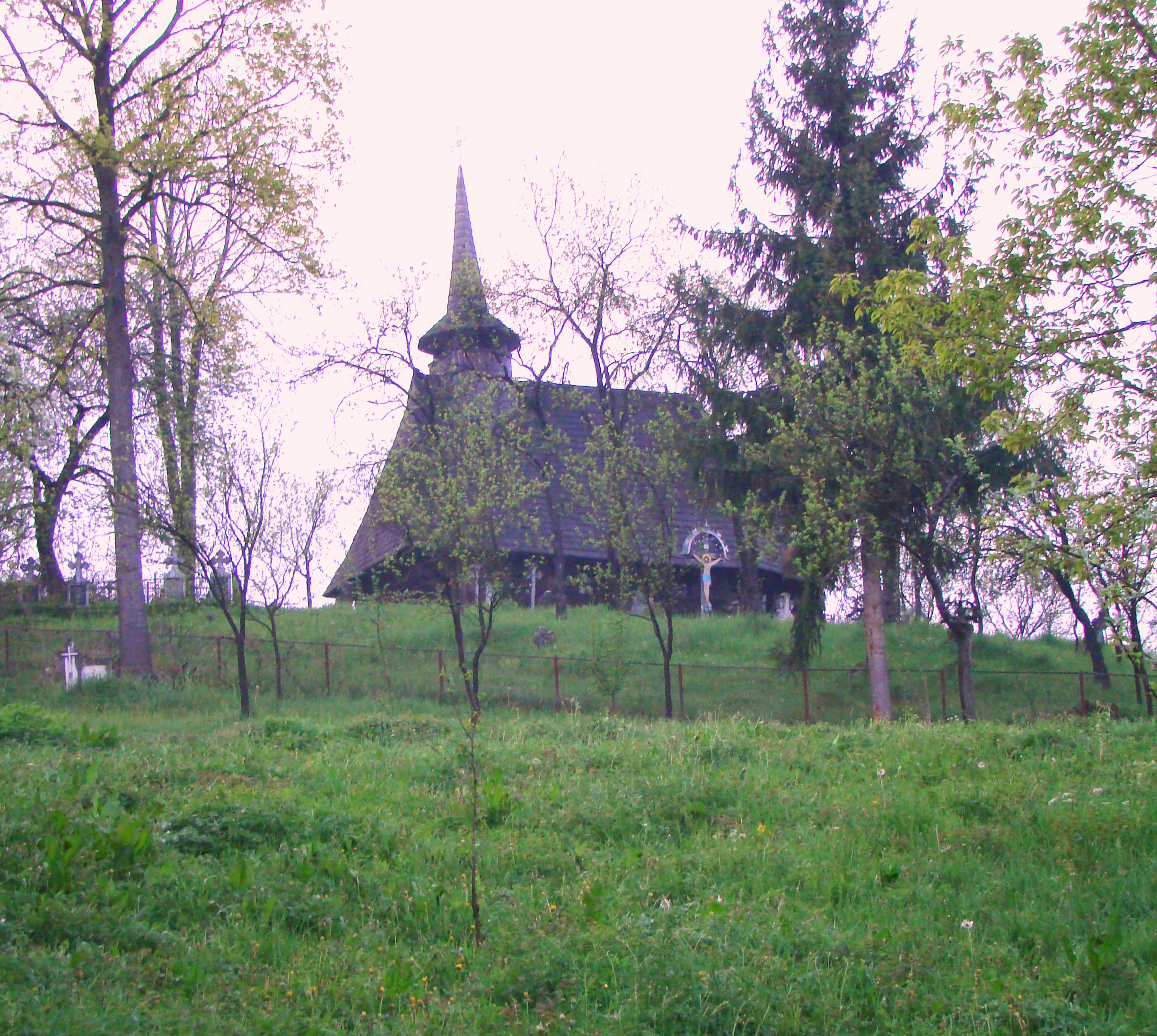
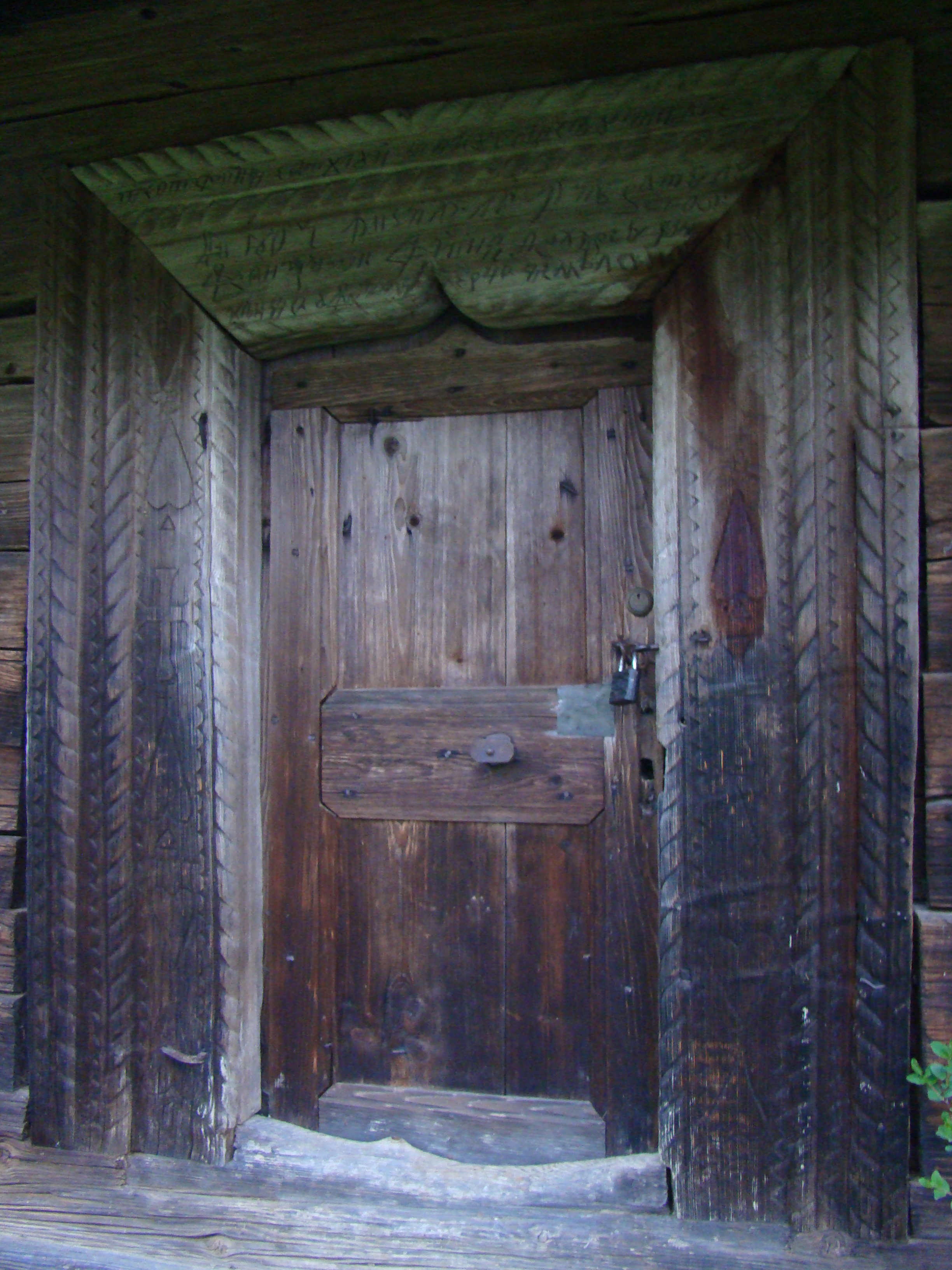
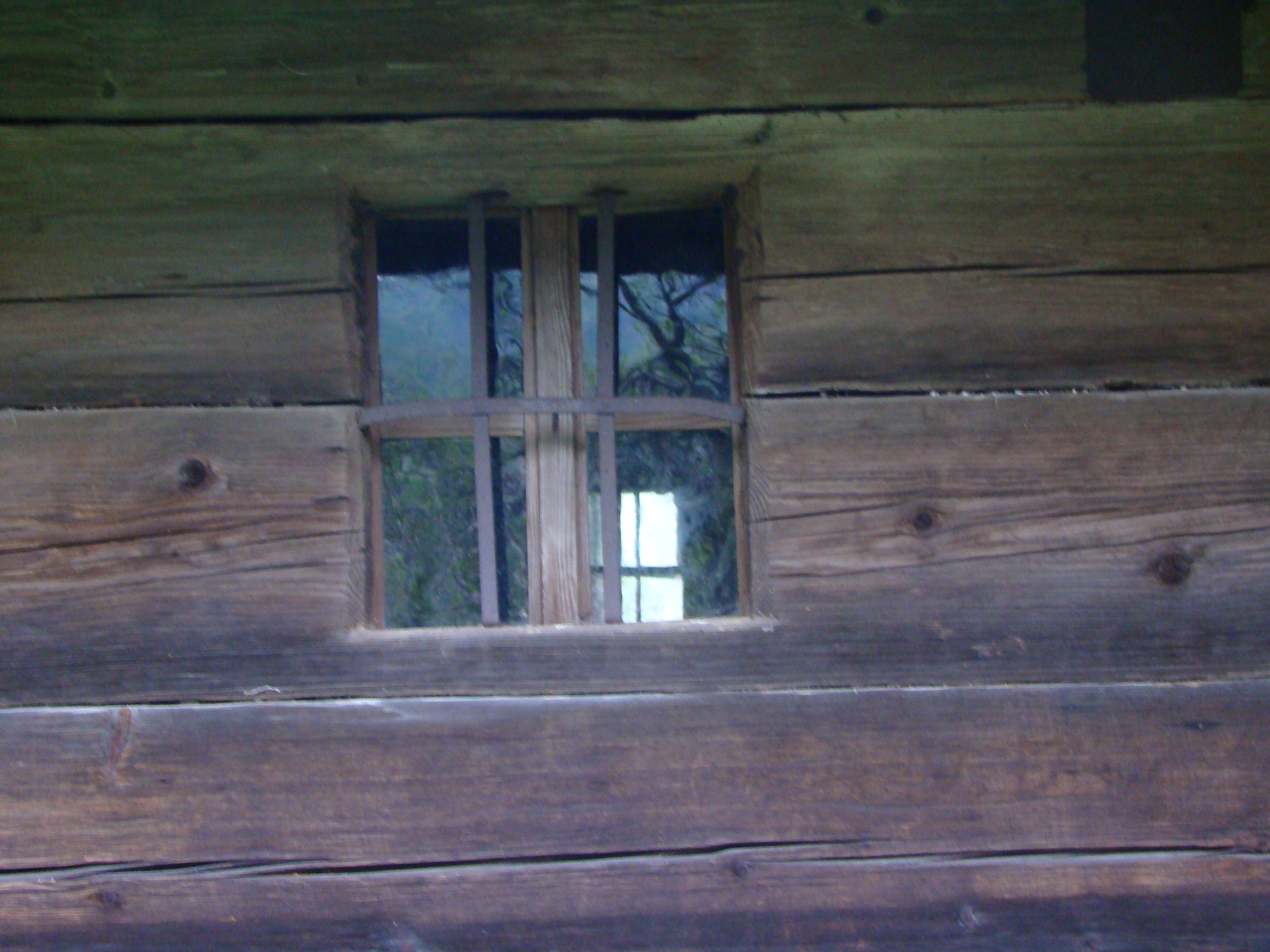
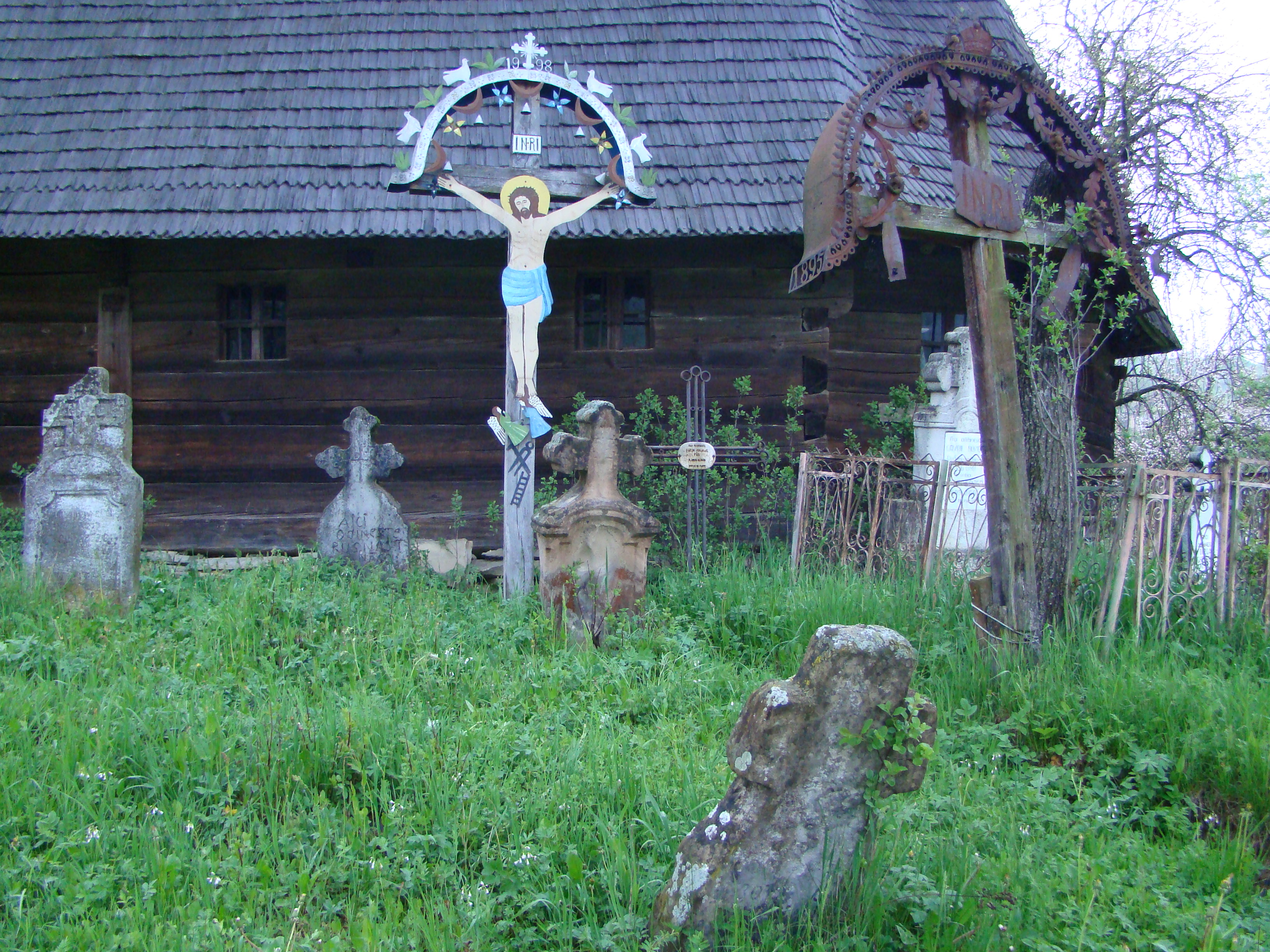
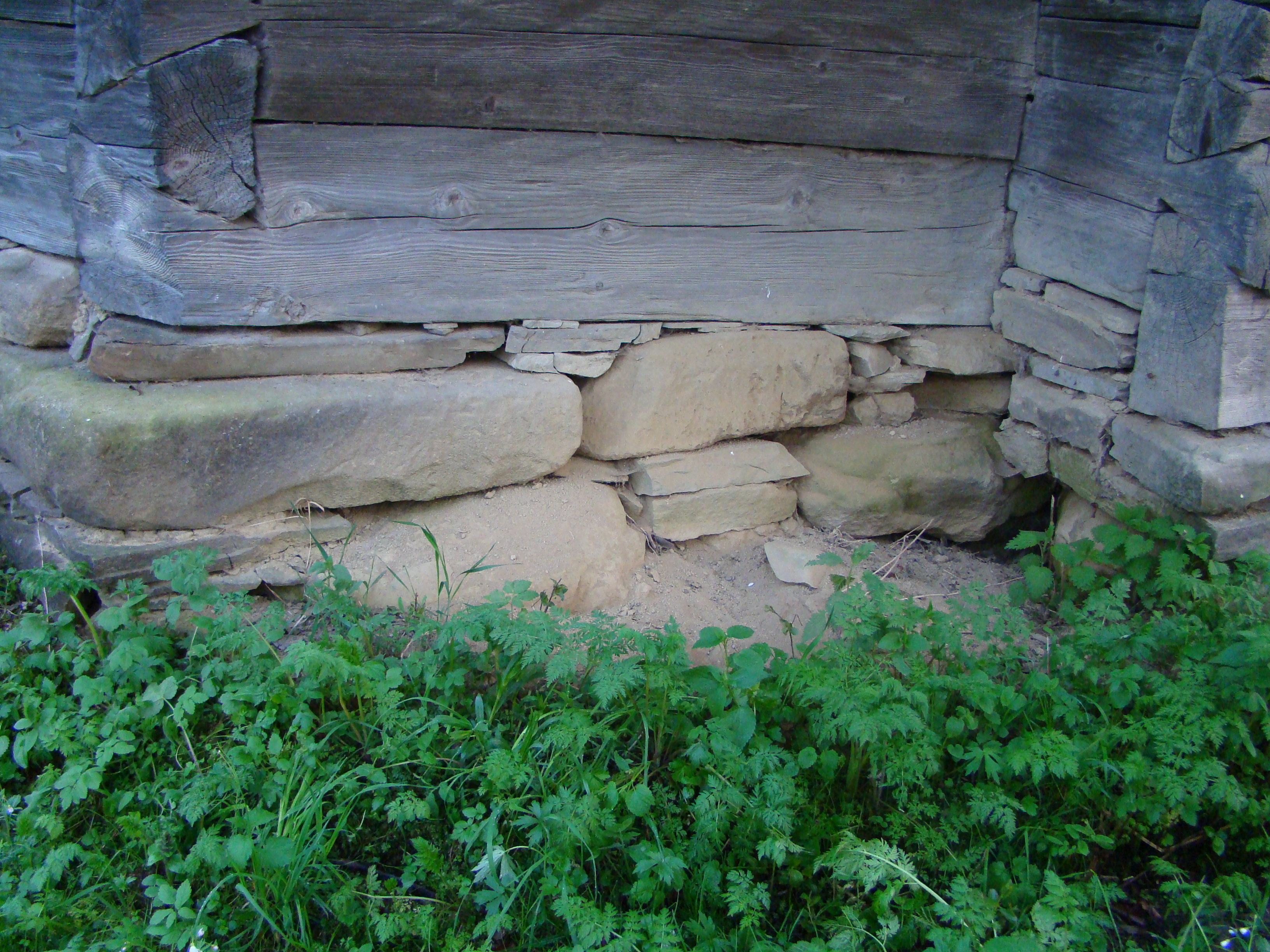
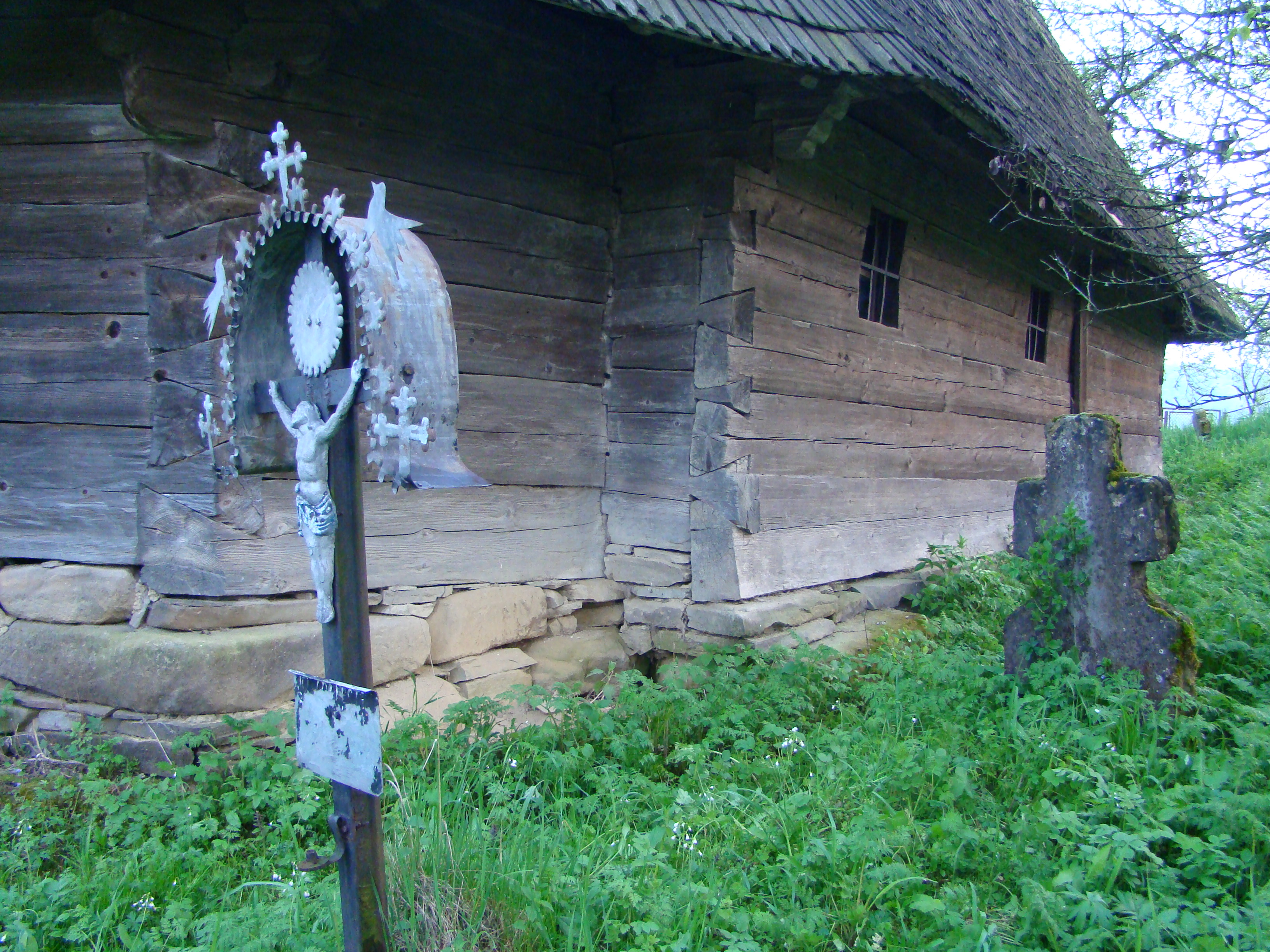
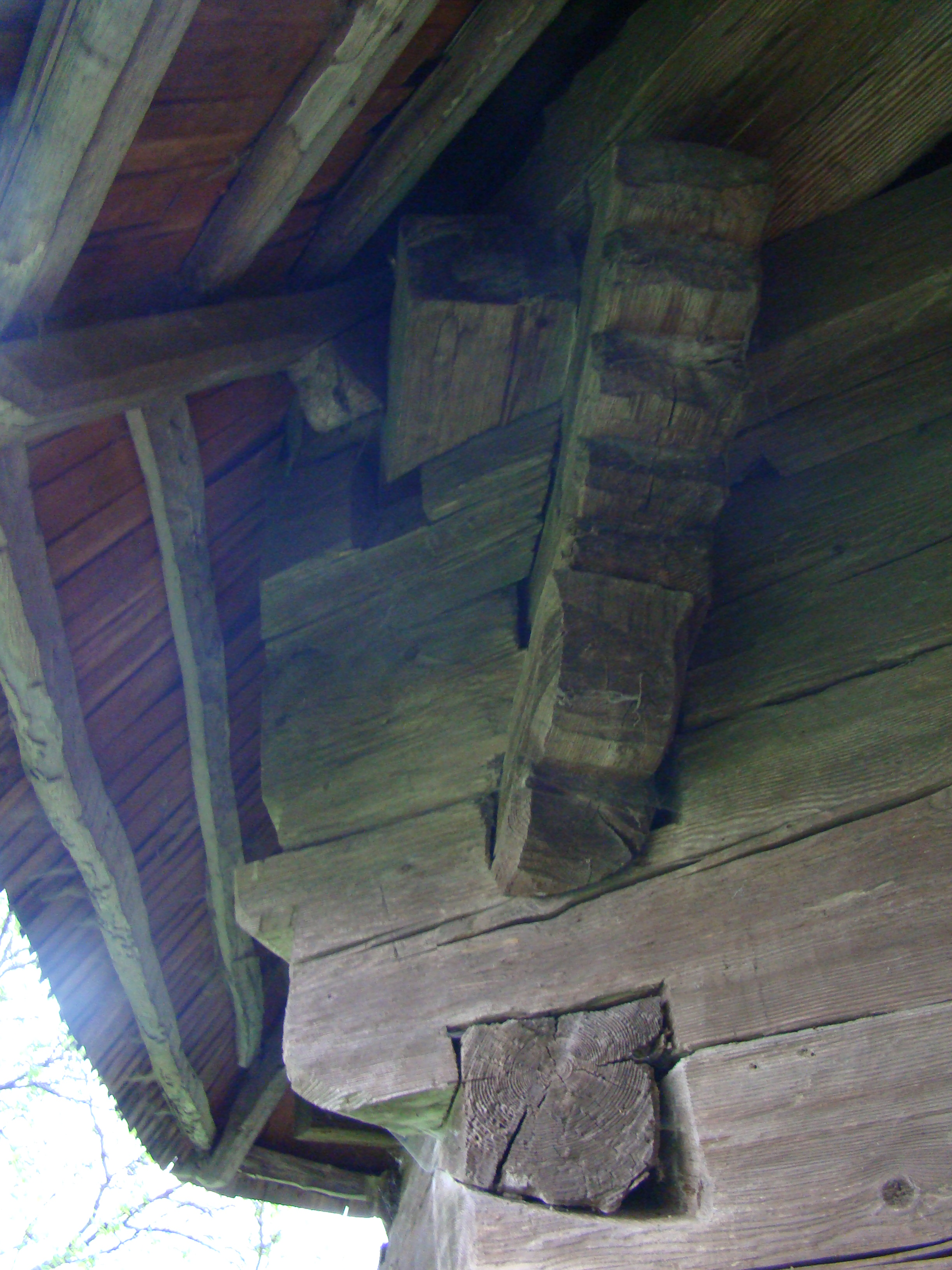
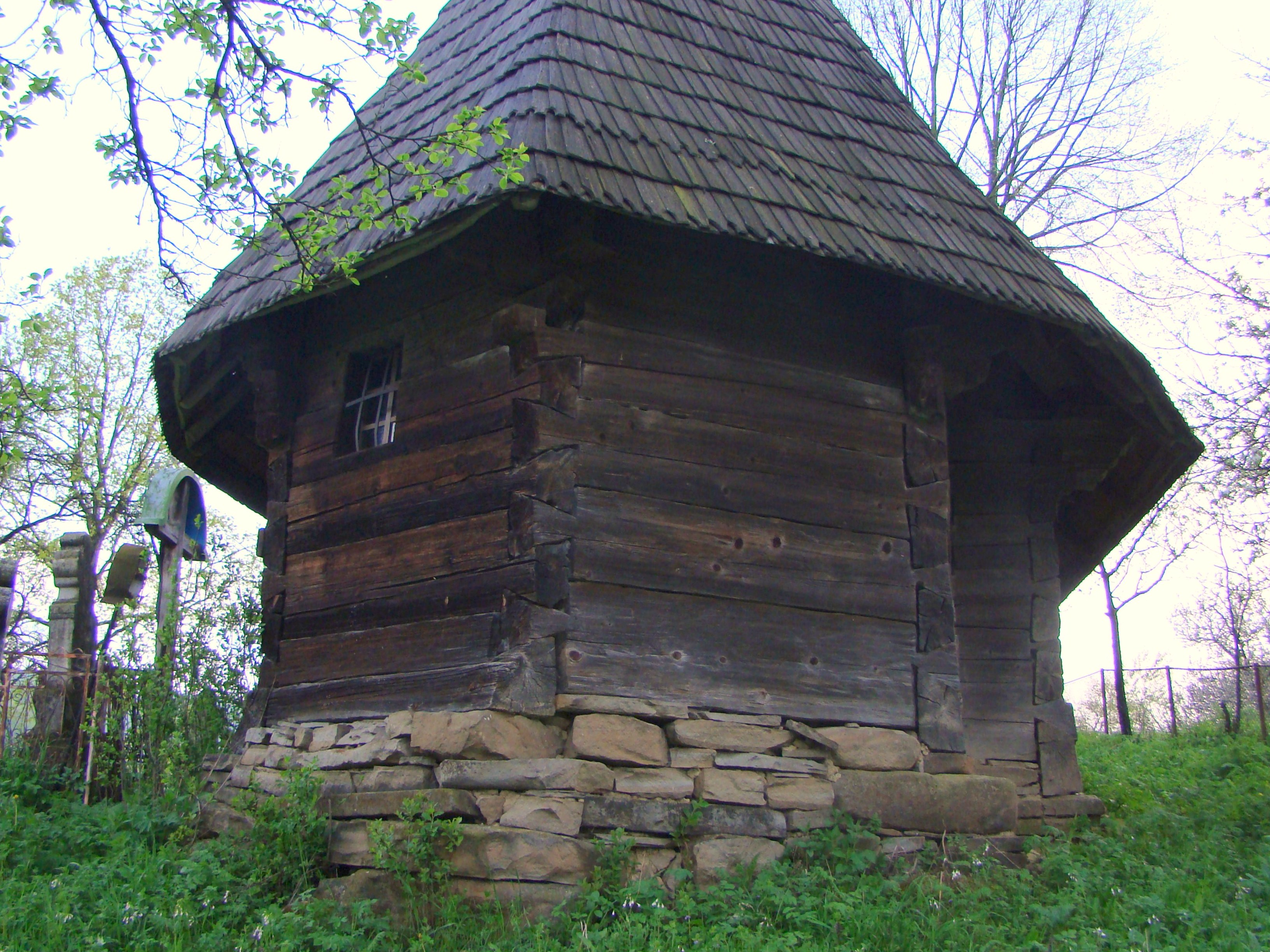
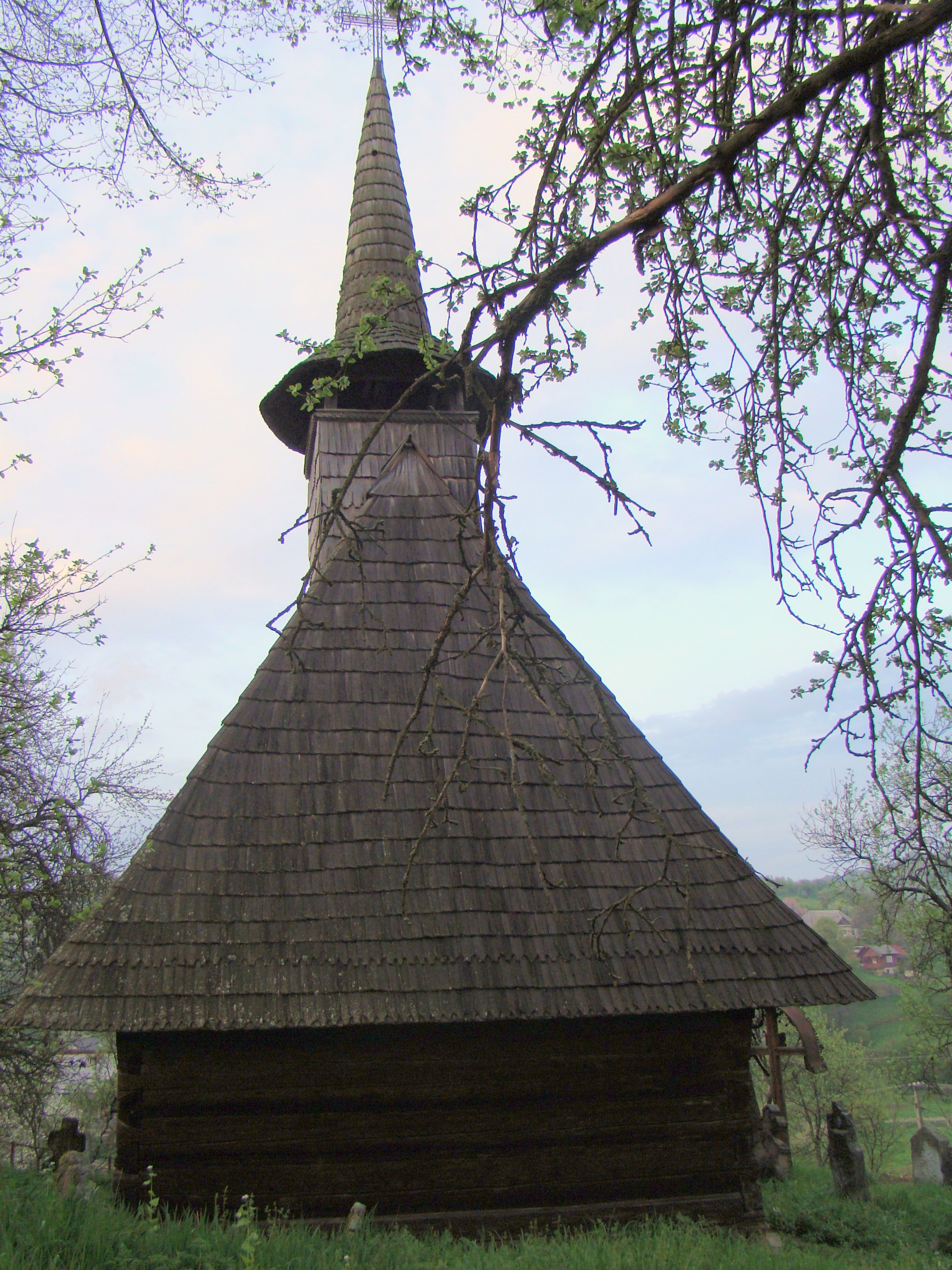
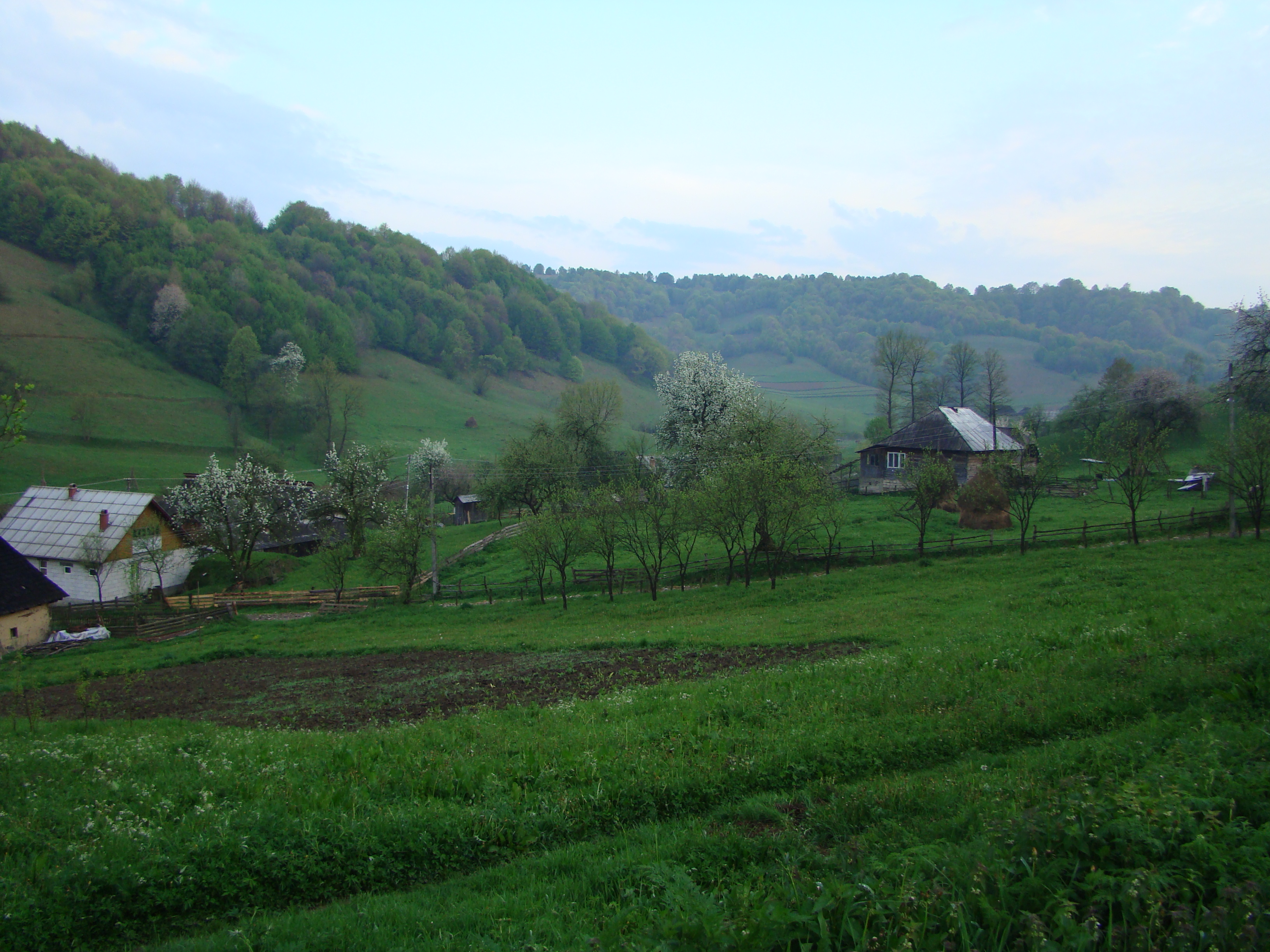
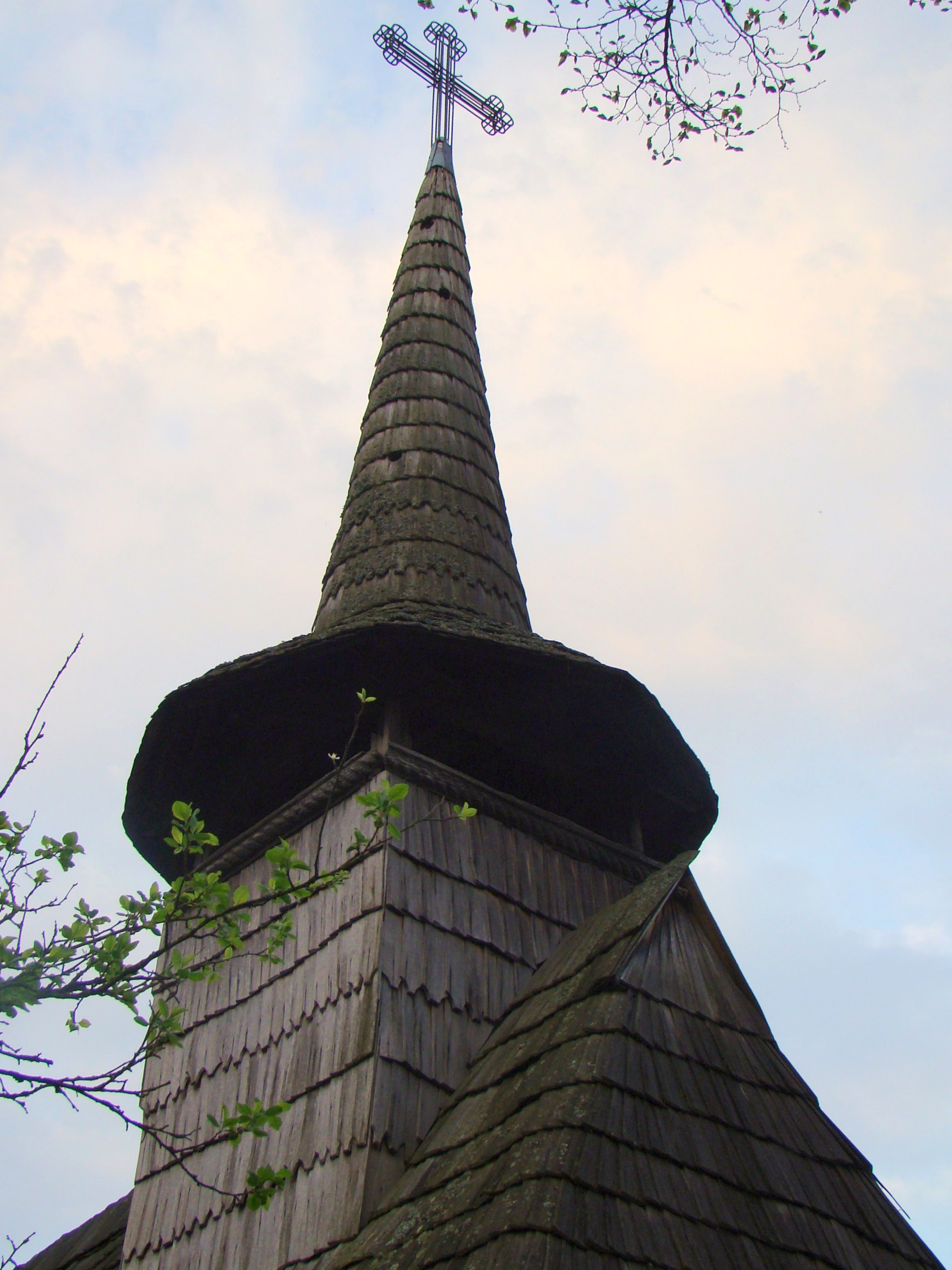
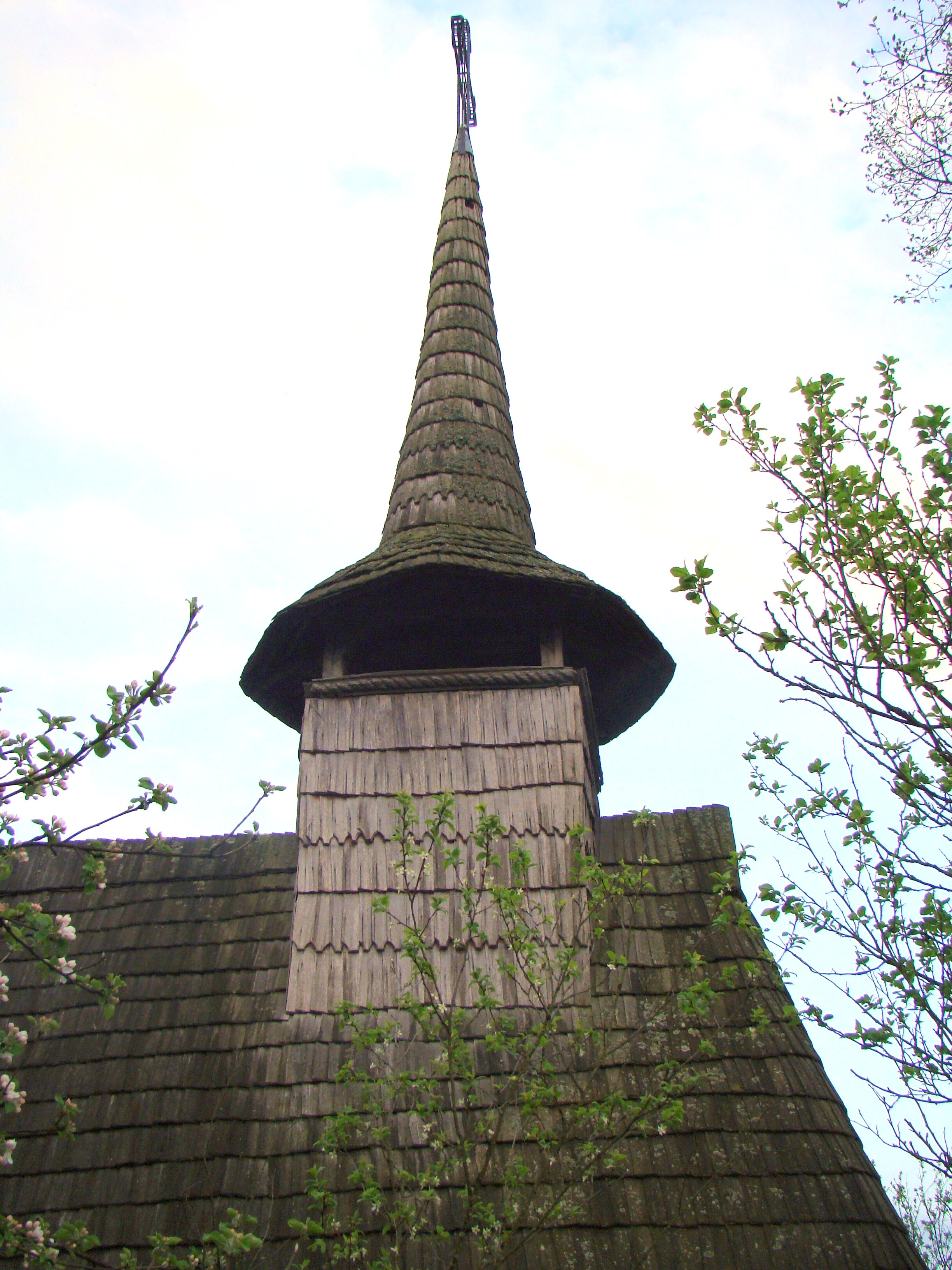
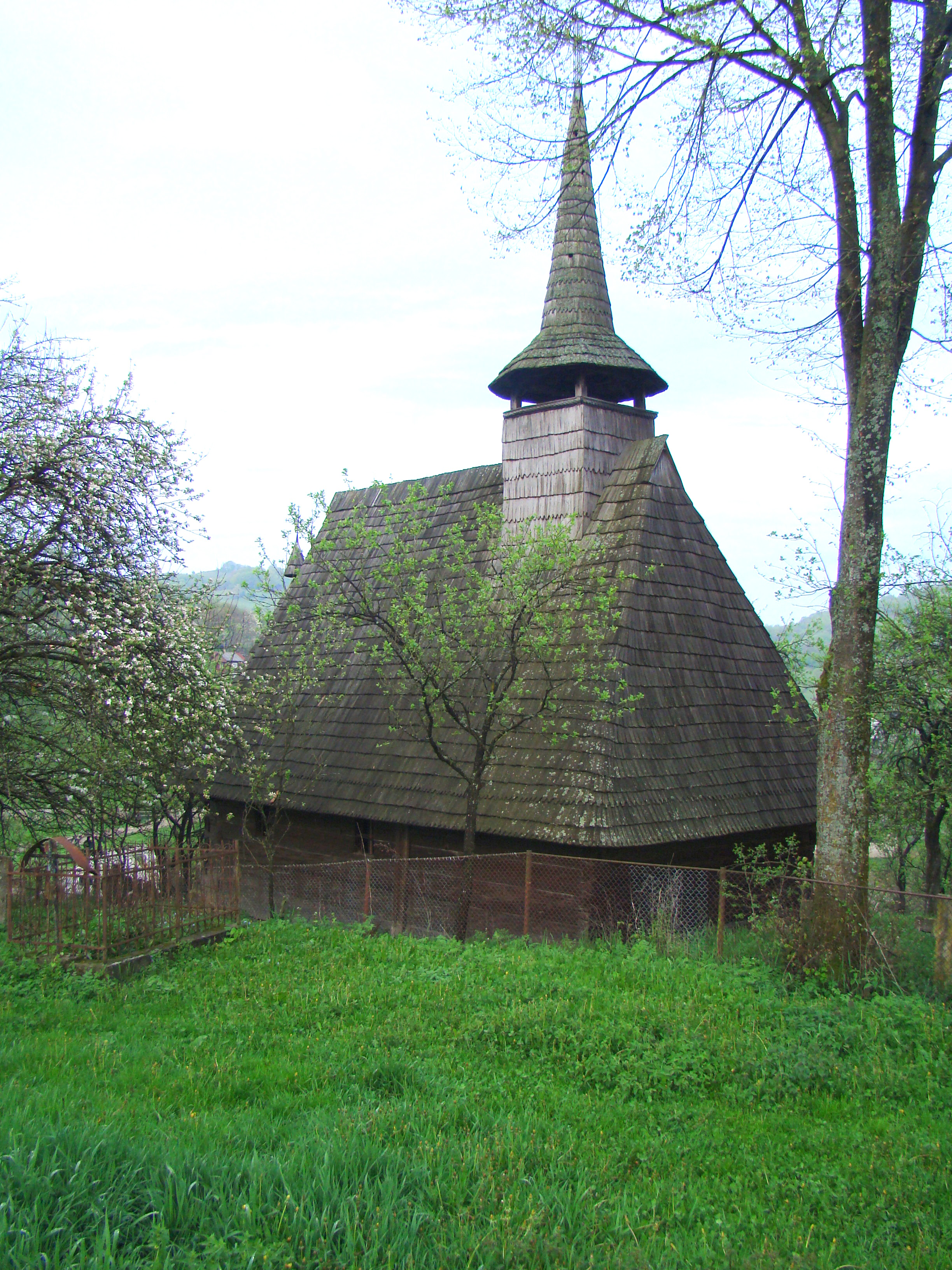
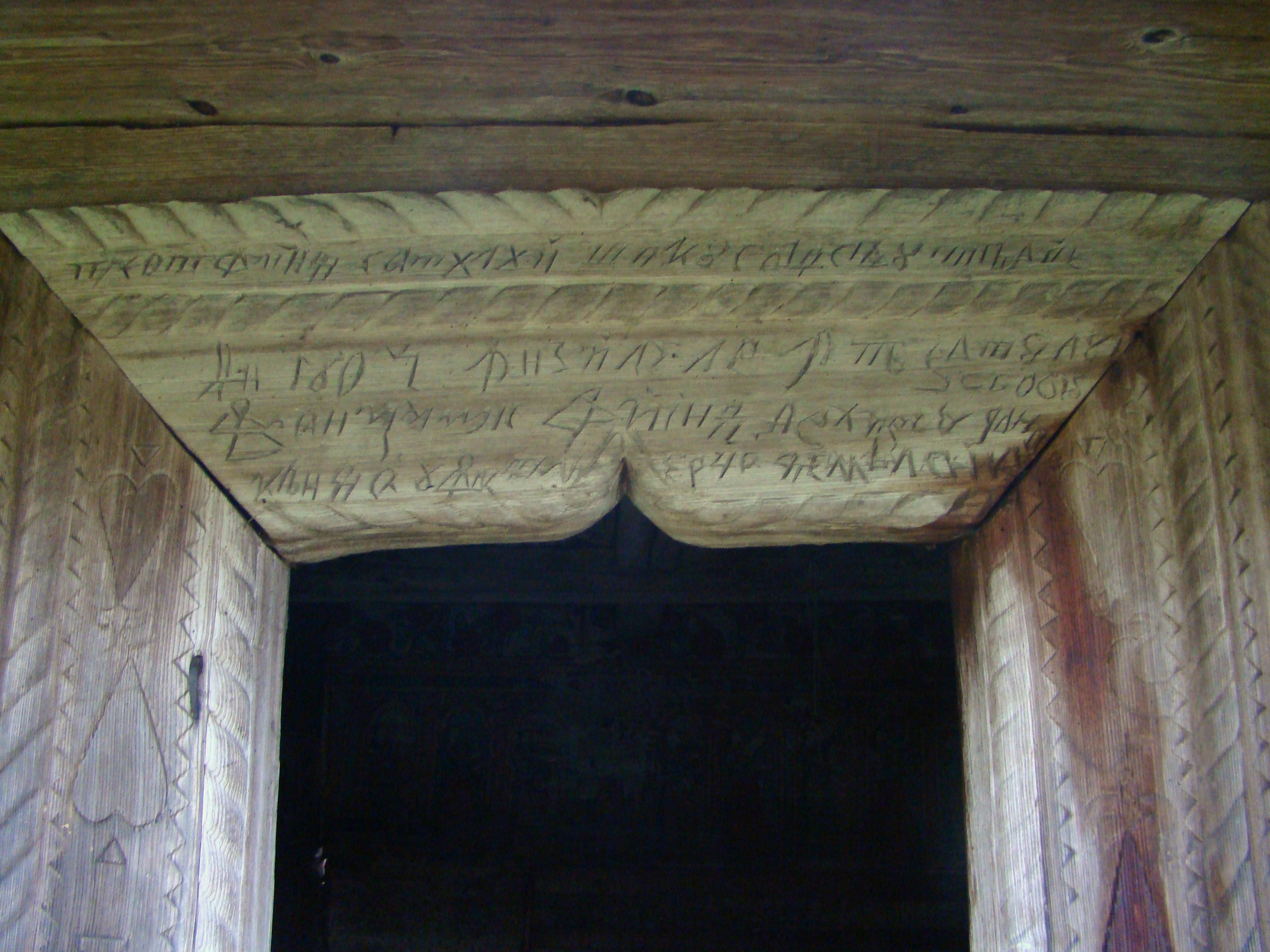
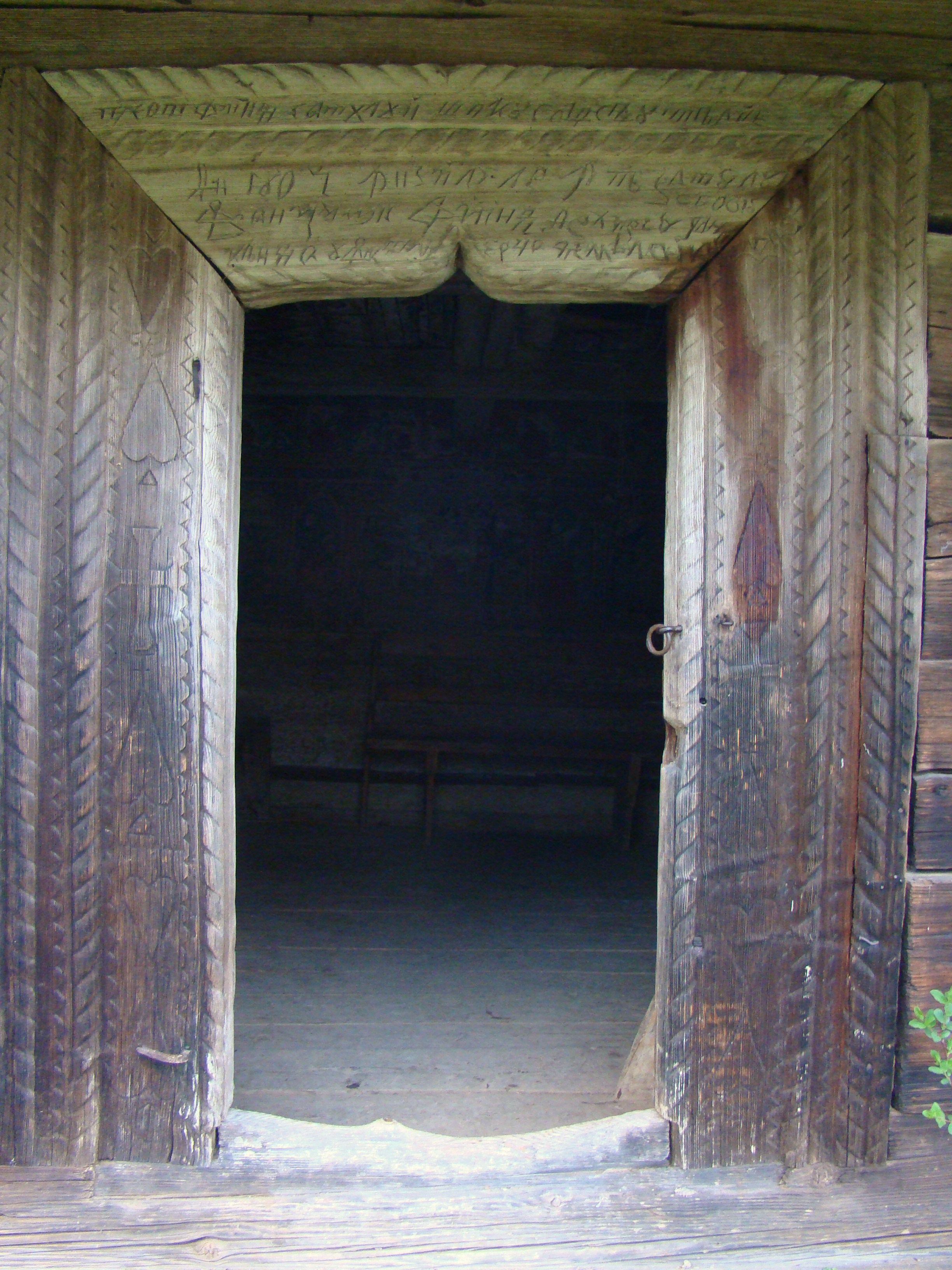
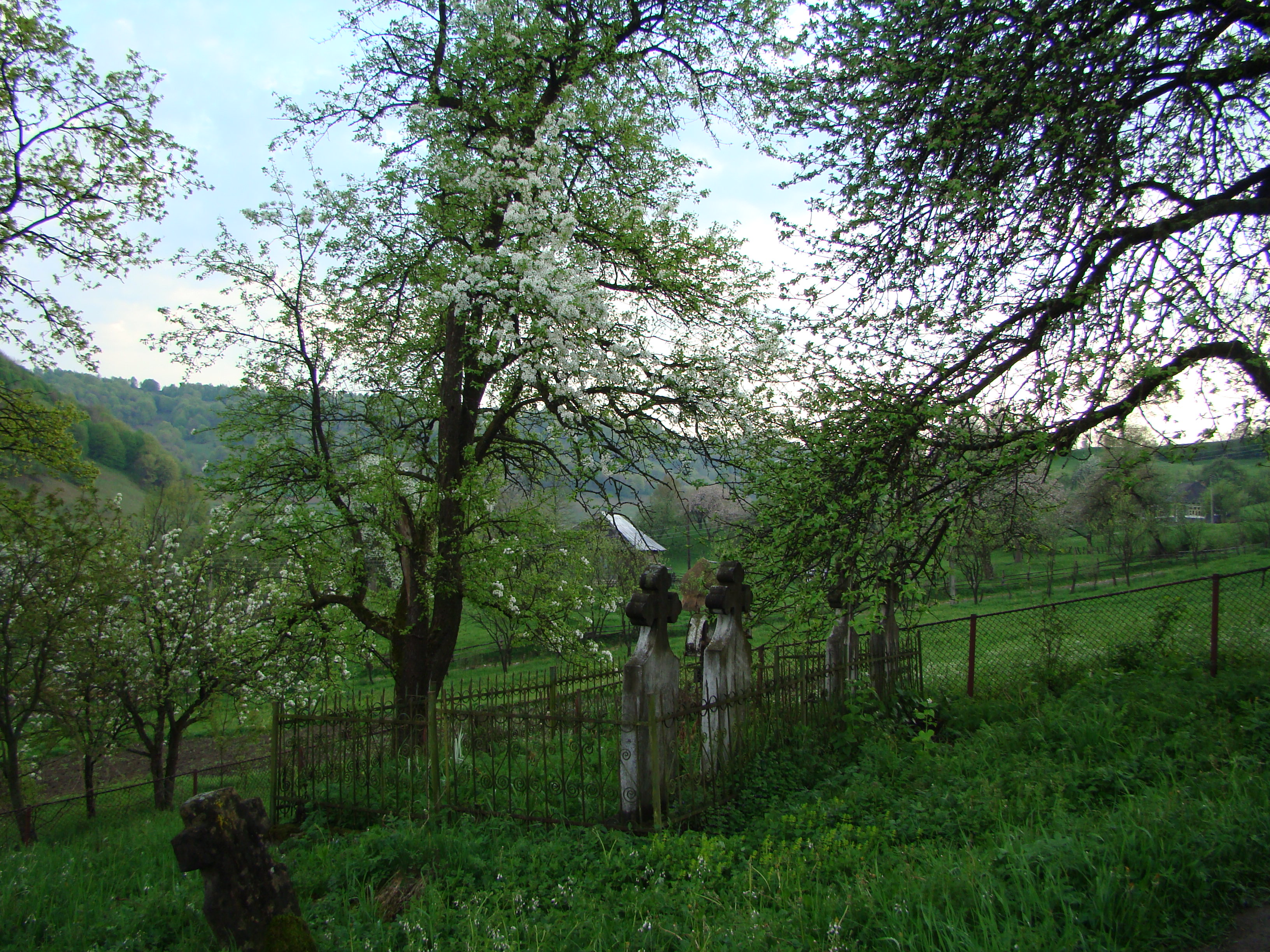
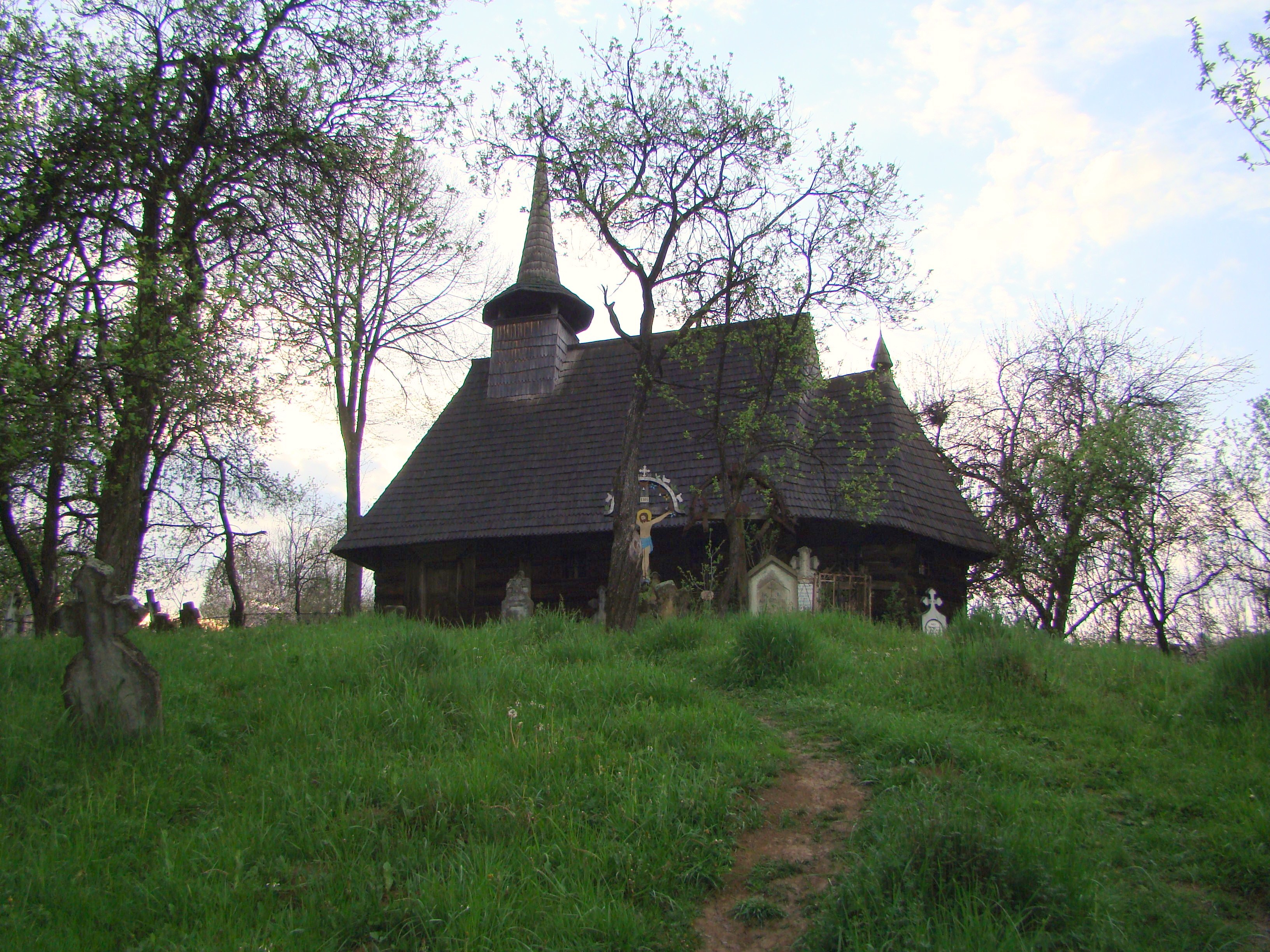
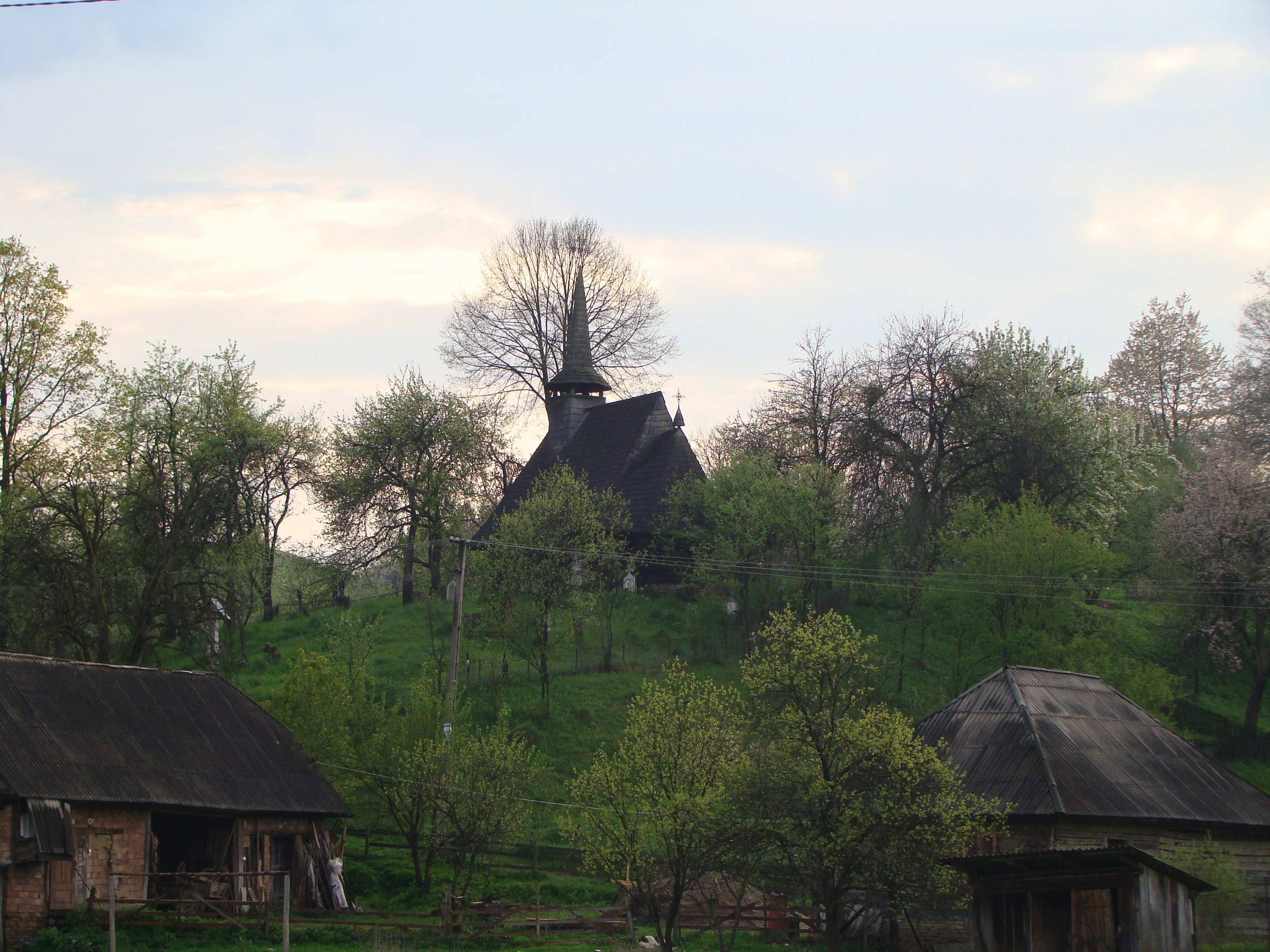
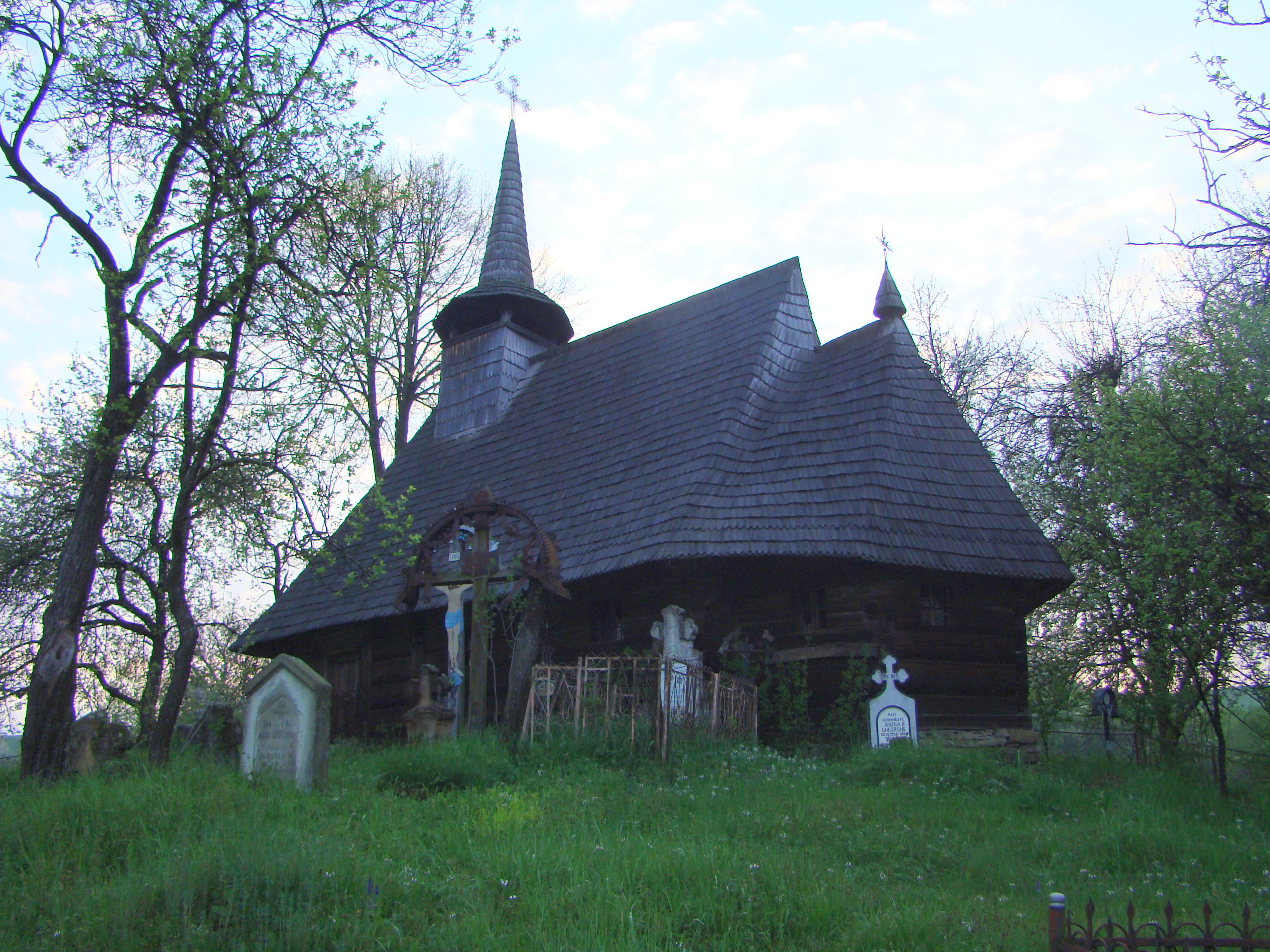
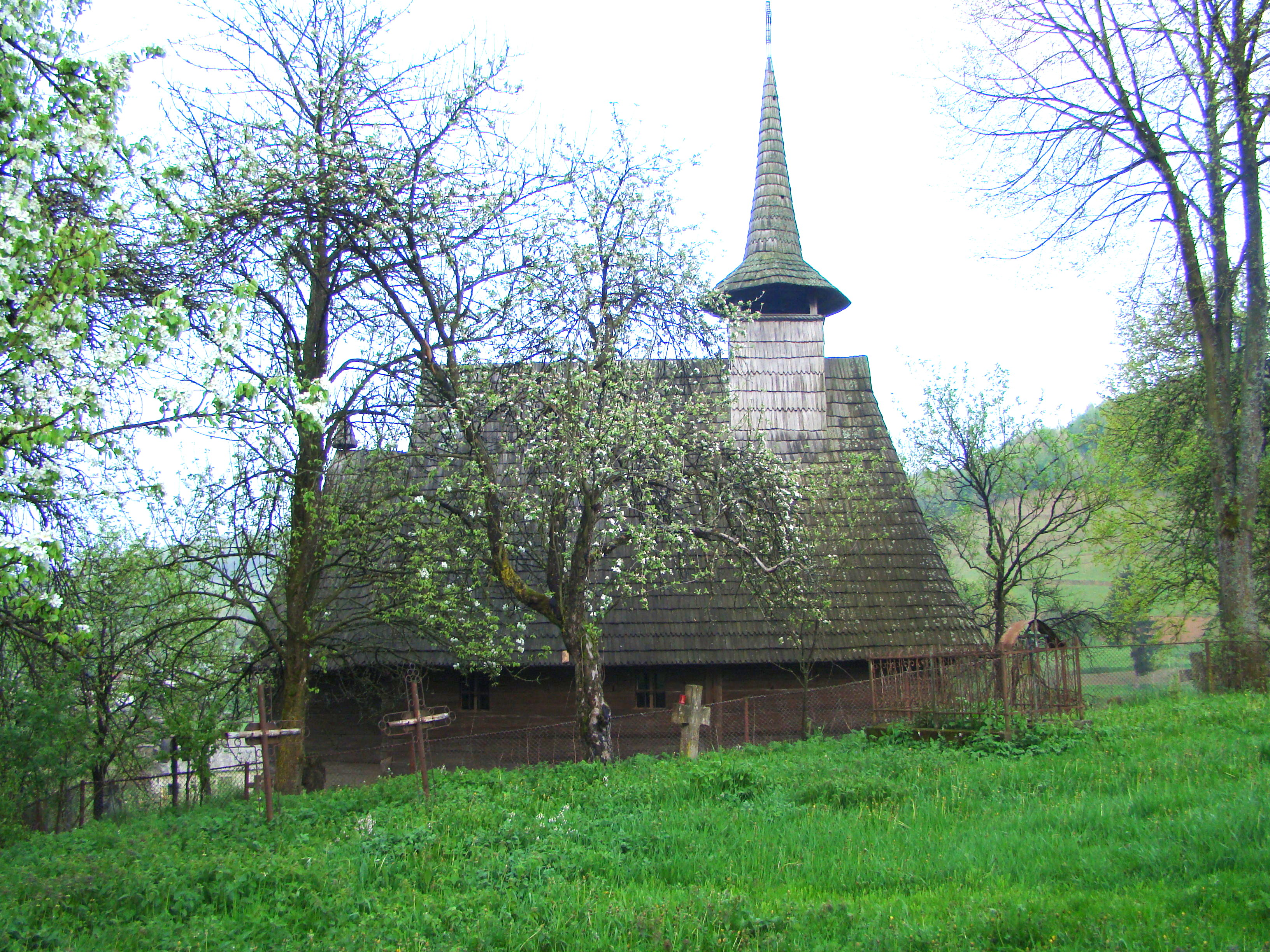
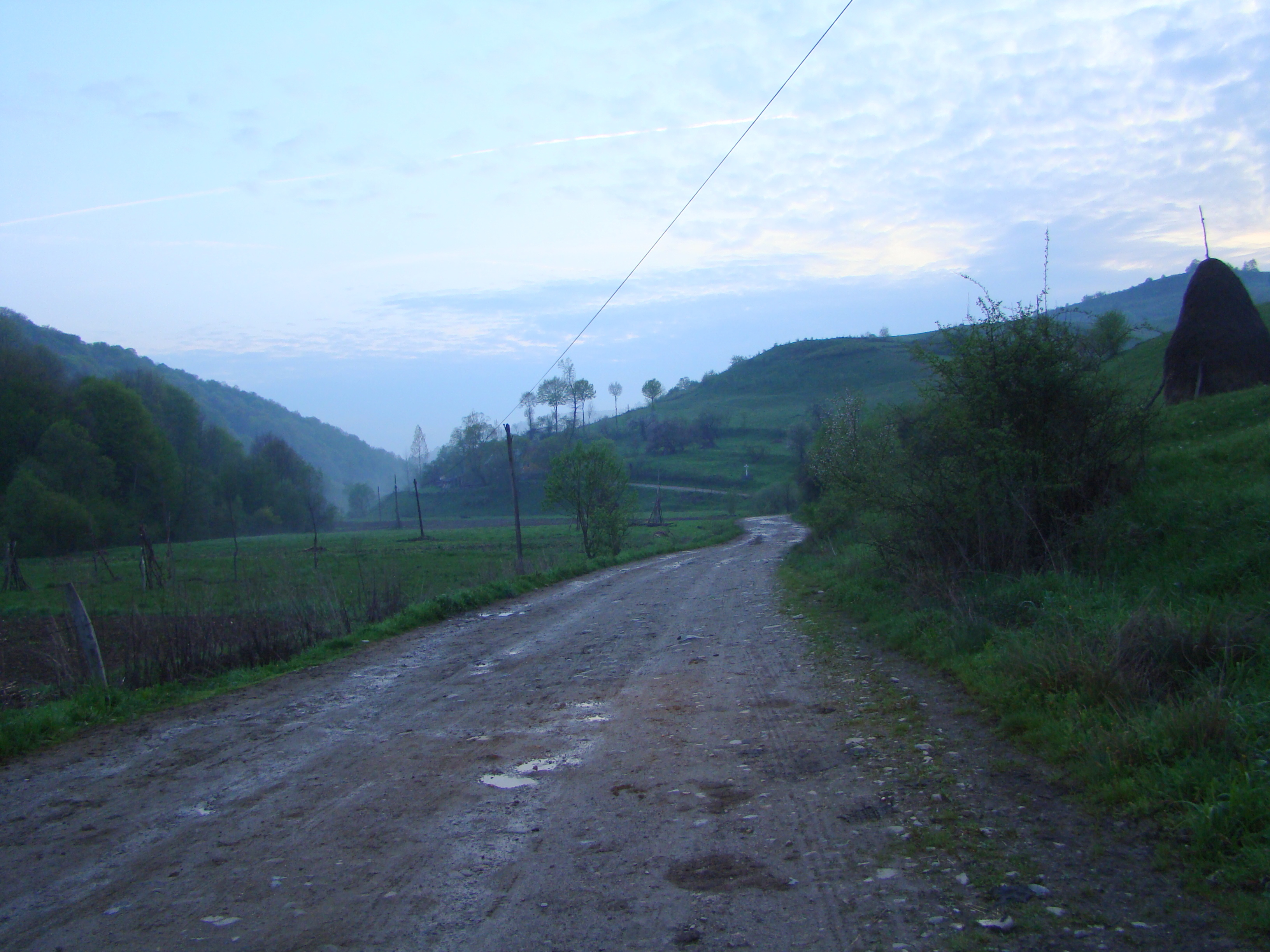
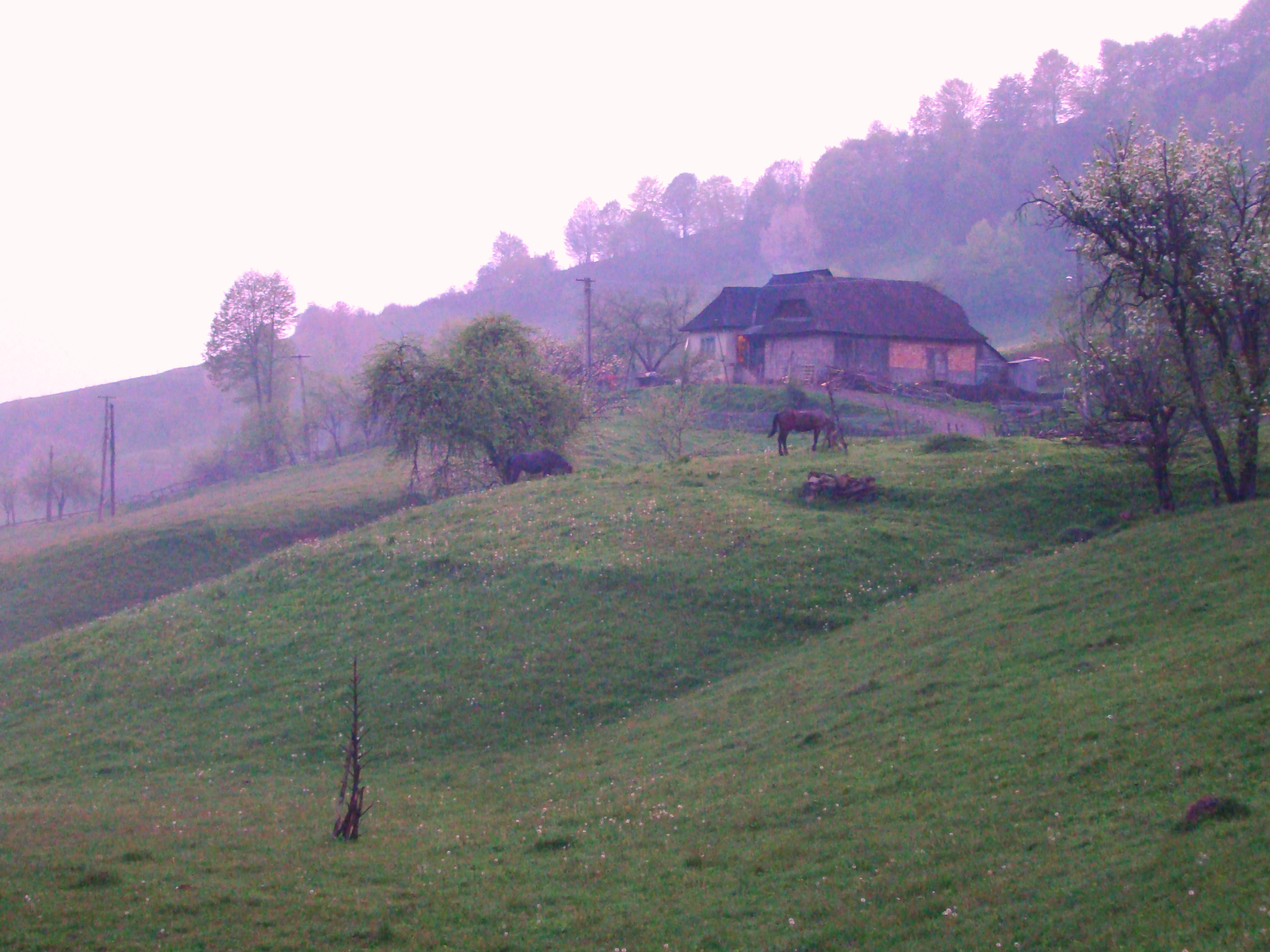

## Imagini din interior

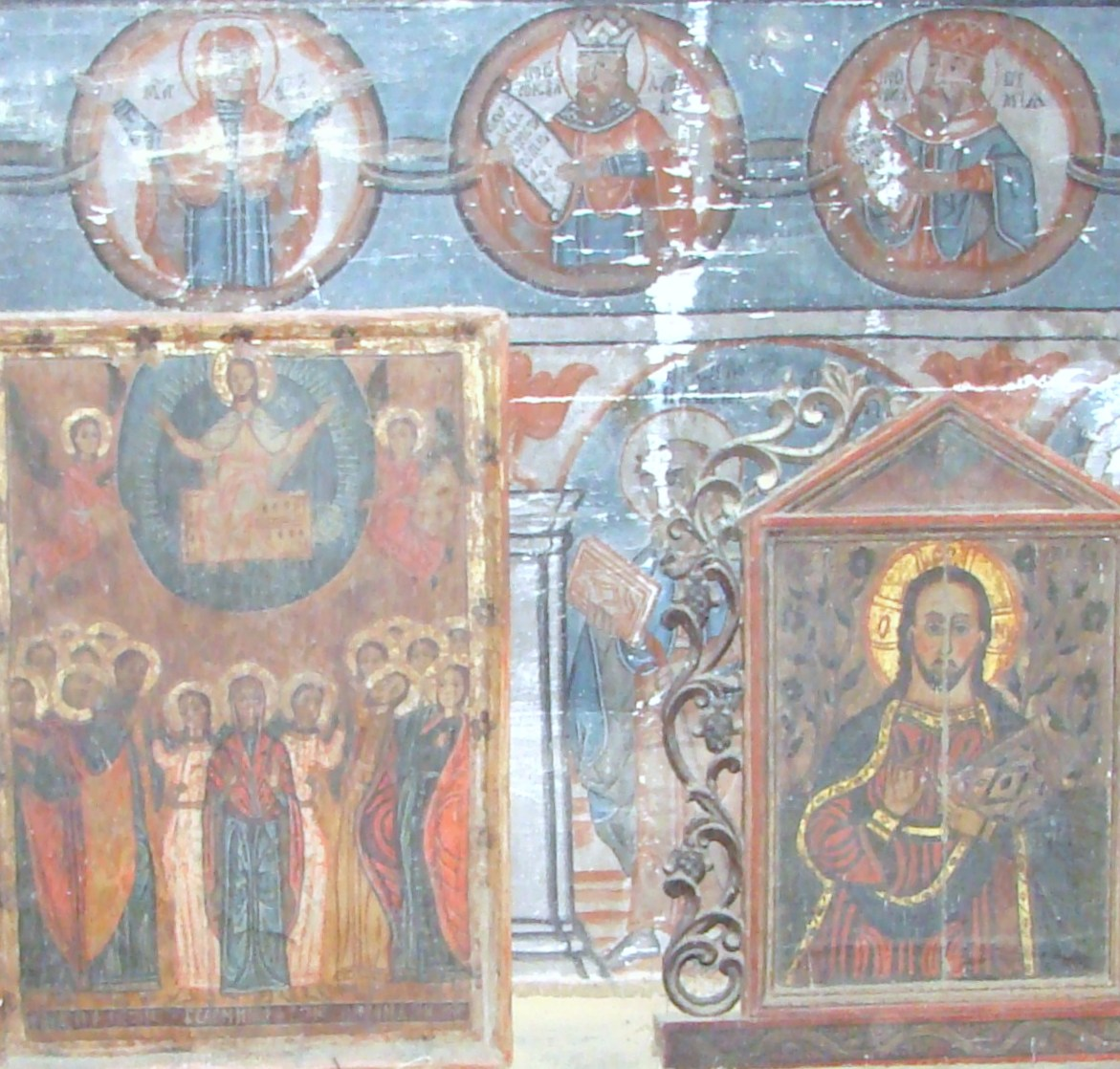
Detaliu catapeteasmă: Maica Domnului, chipuri de prooroci, icoane de patrimoniu pe lemn: Înălțarea lui Iisus și Iisus Pantrocator
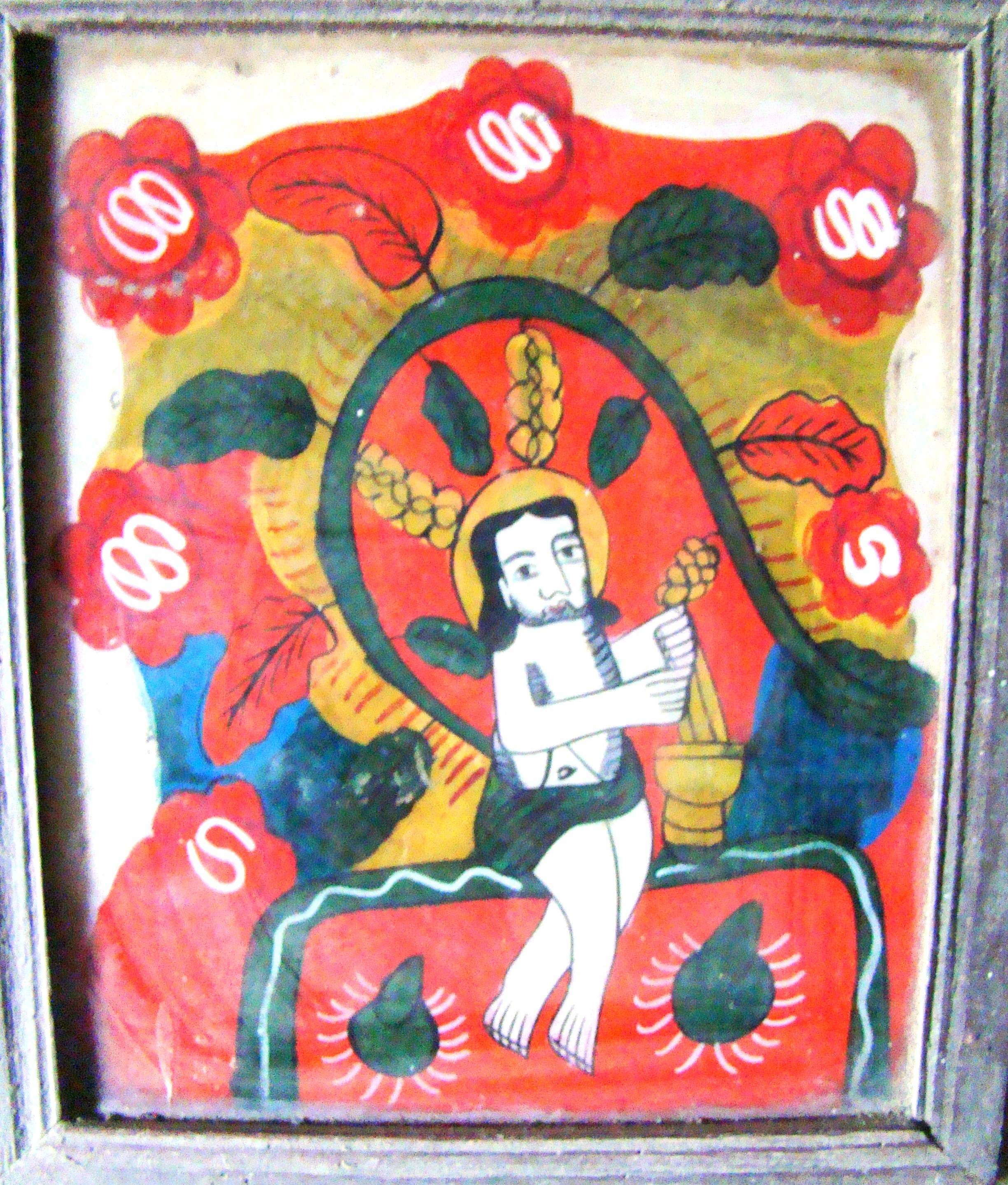
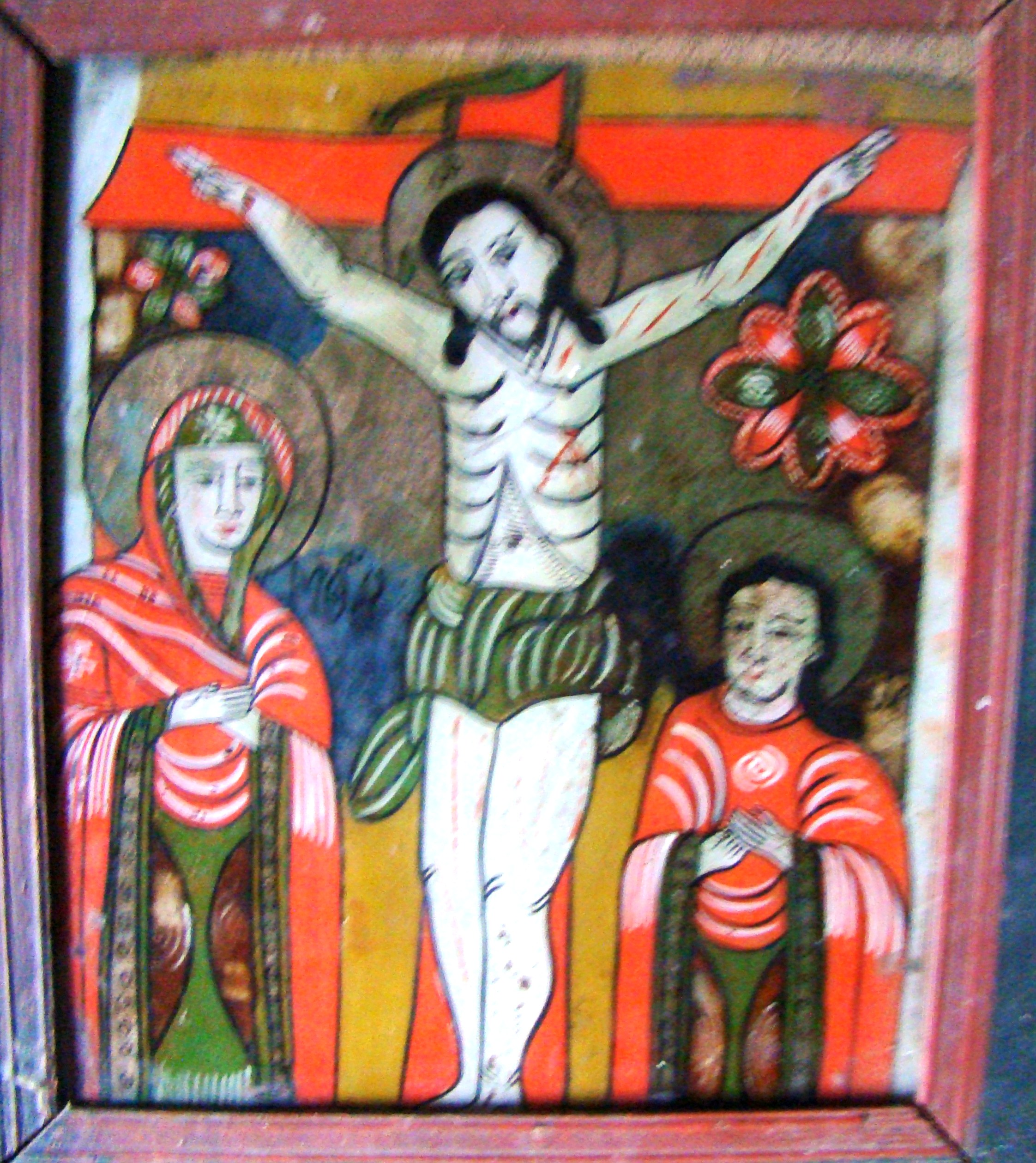
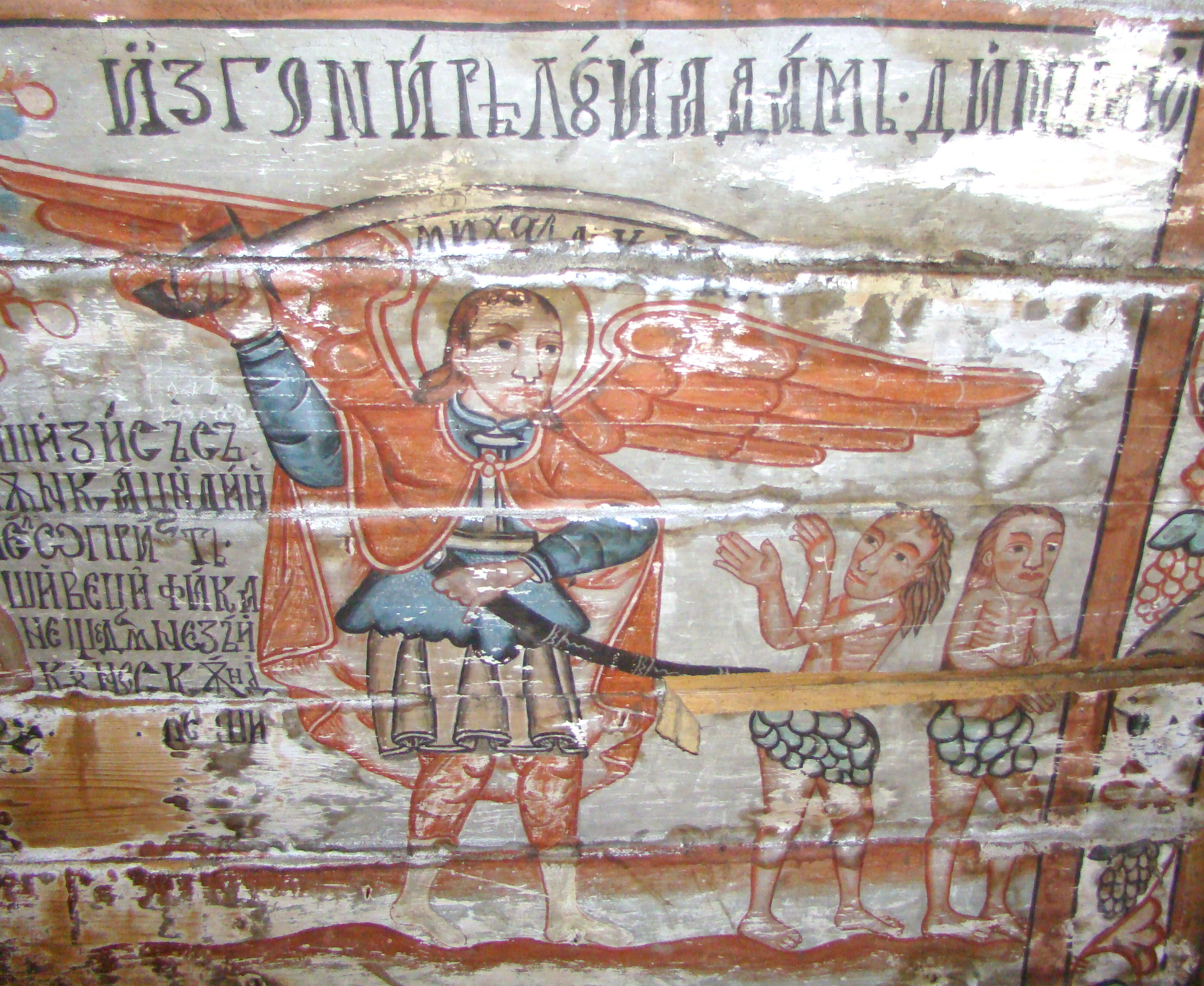
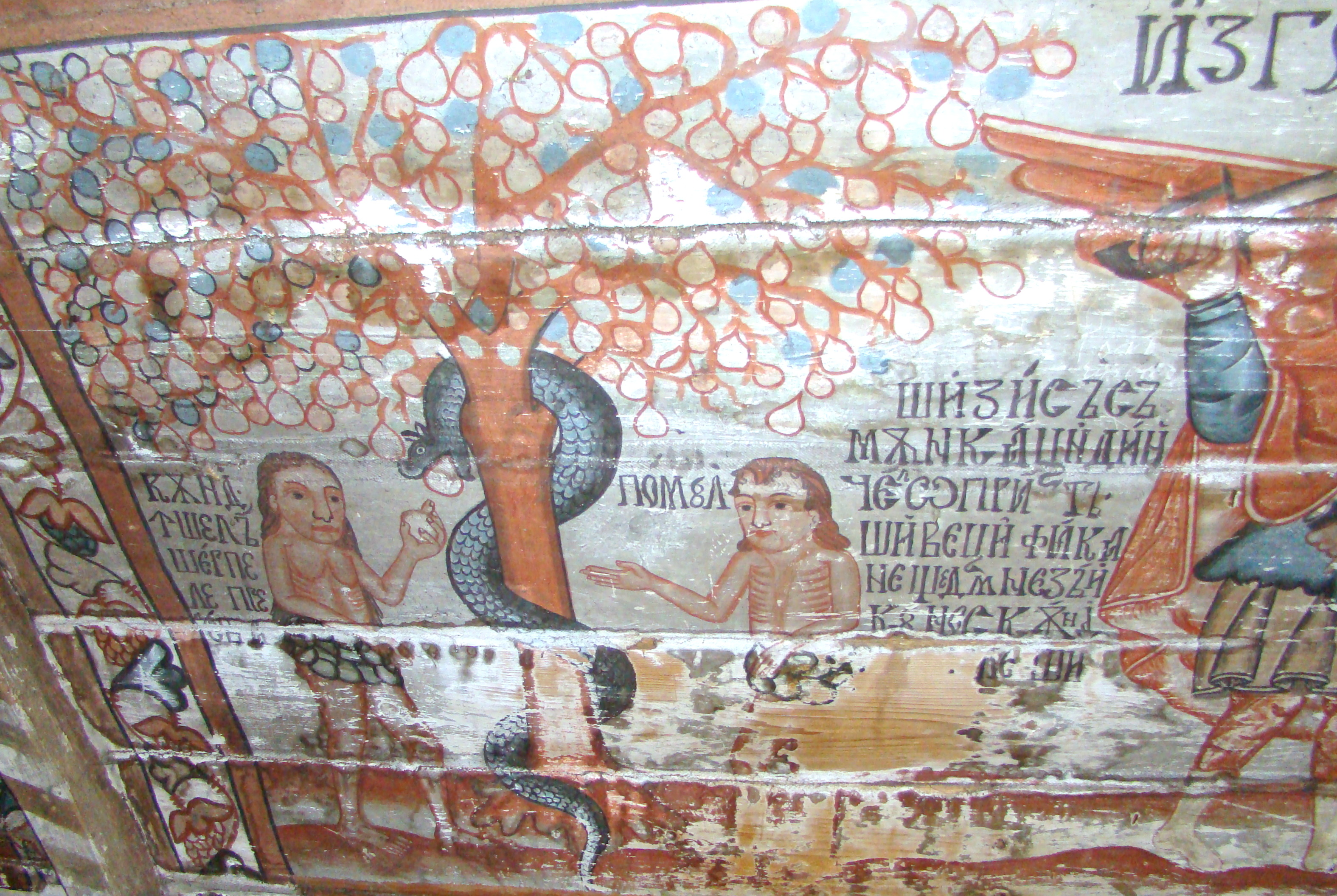
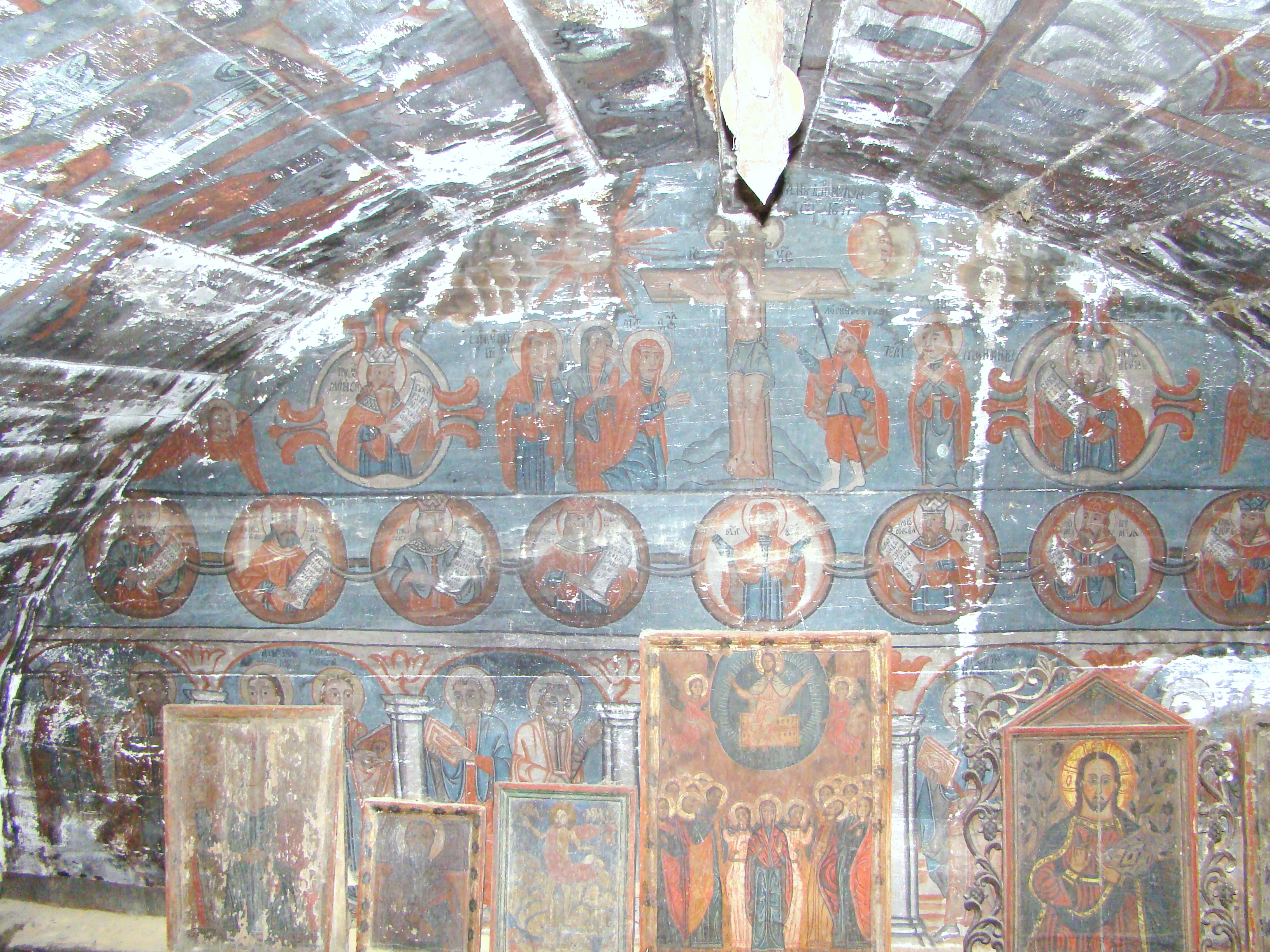
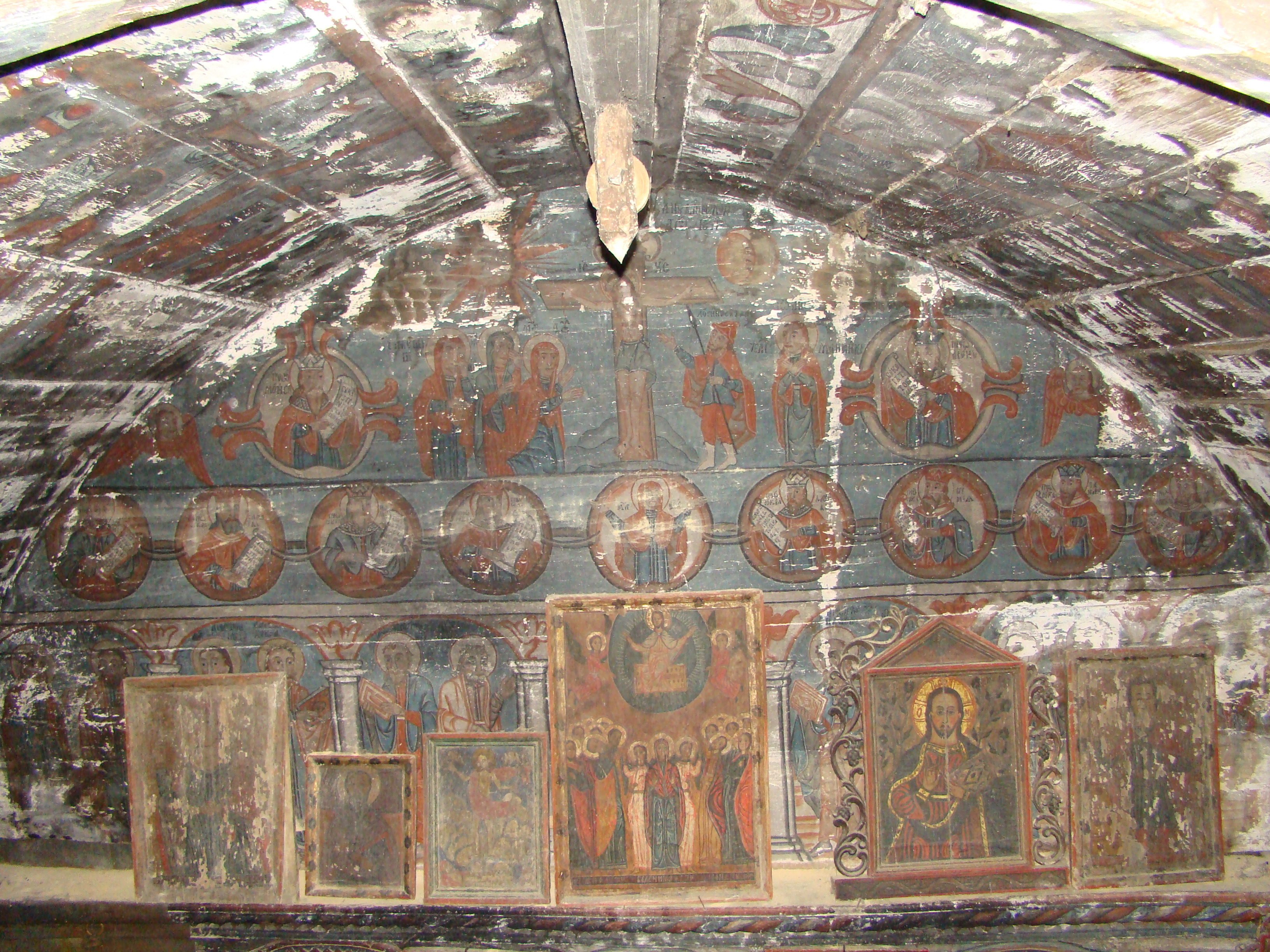
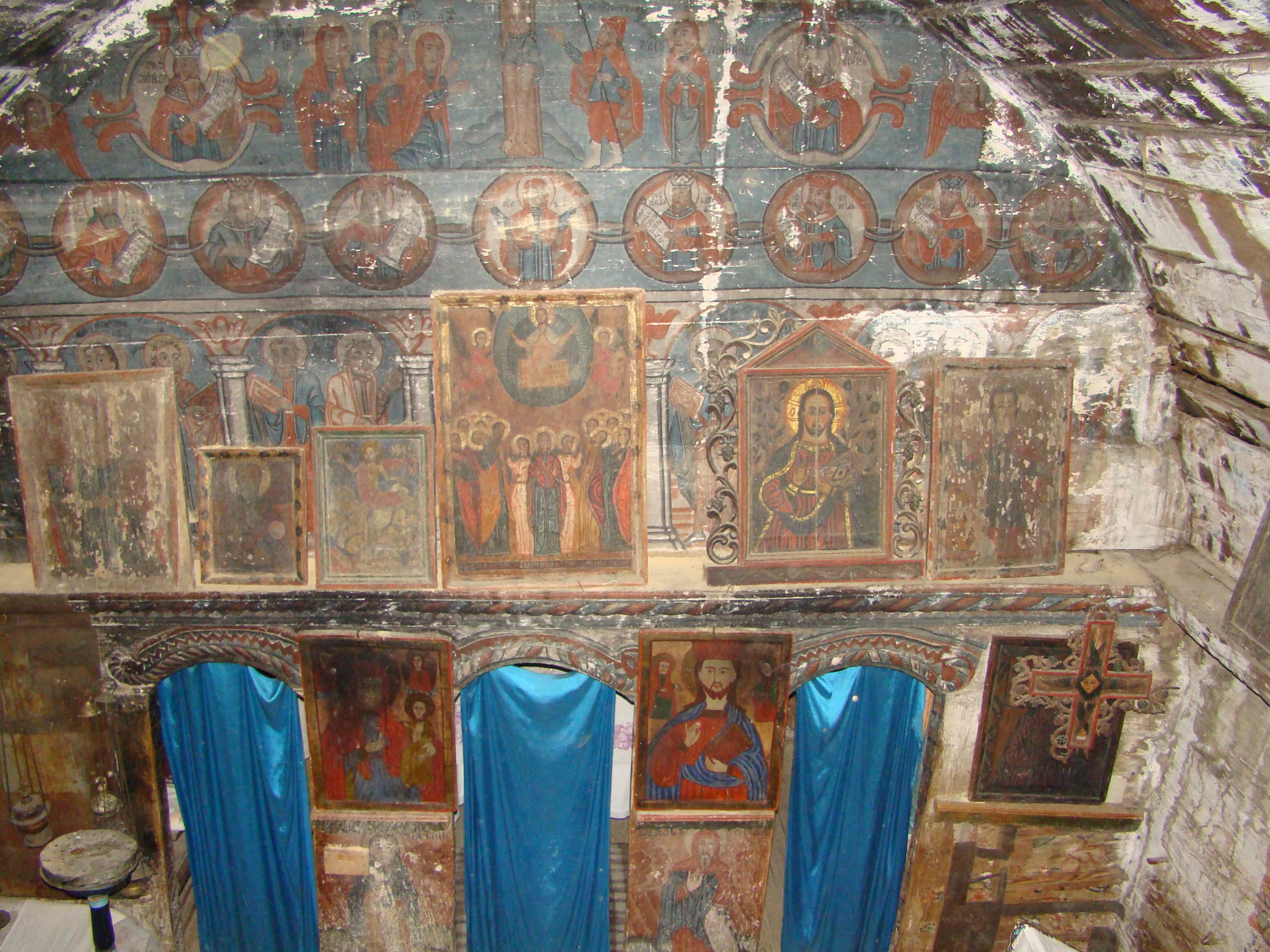
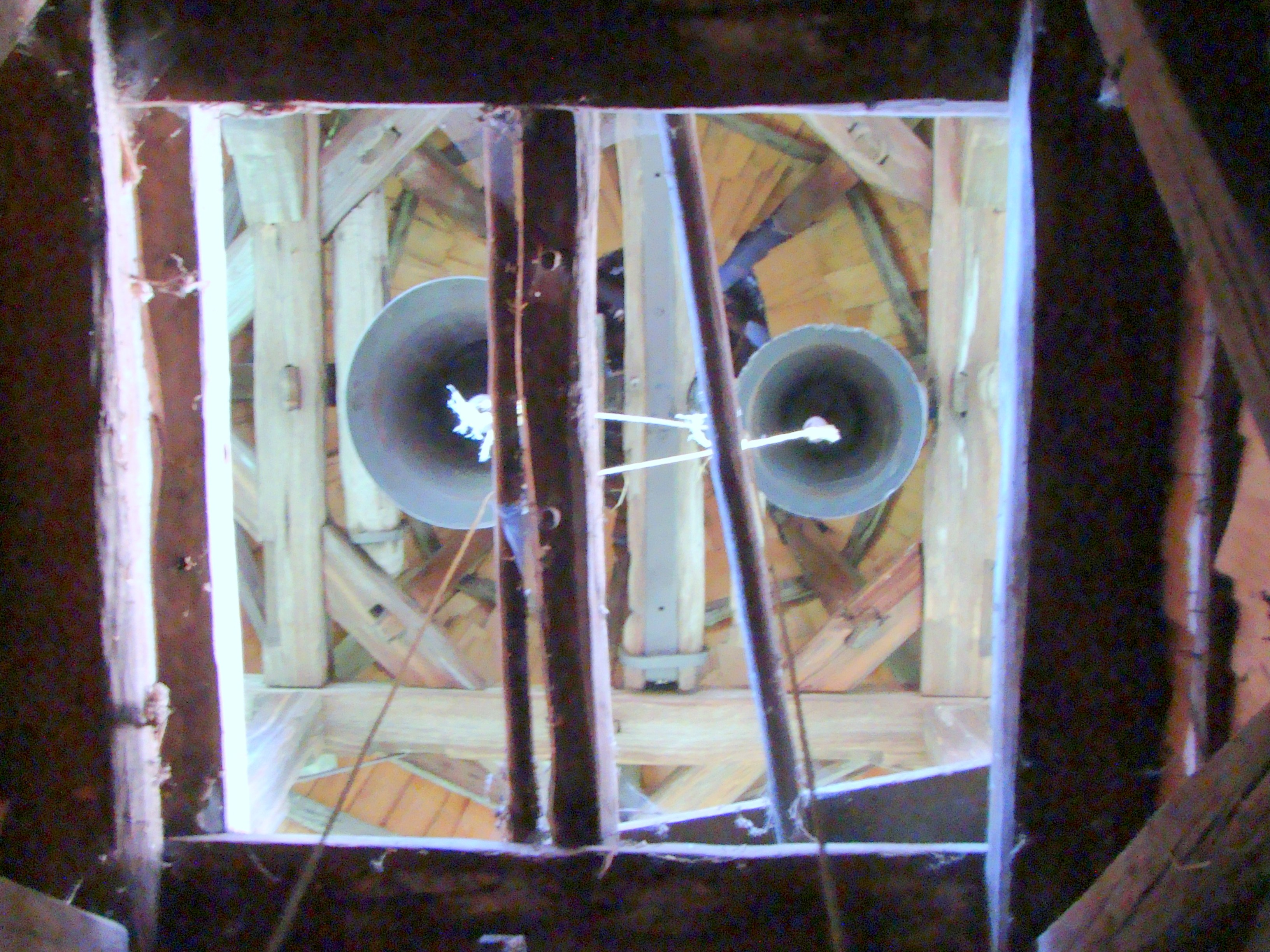
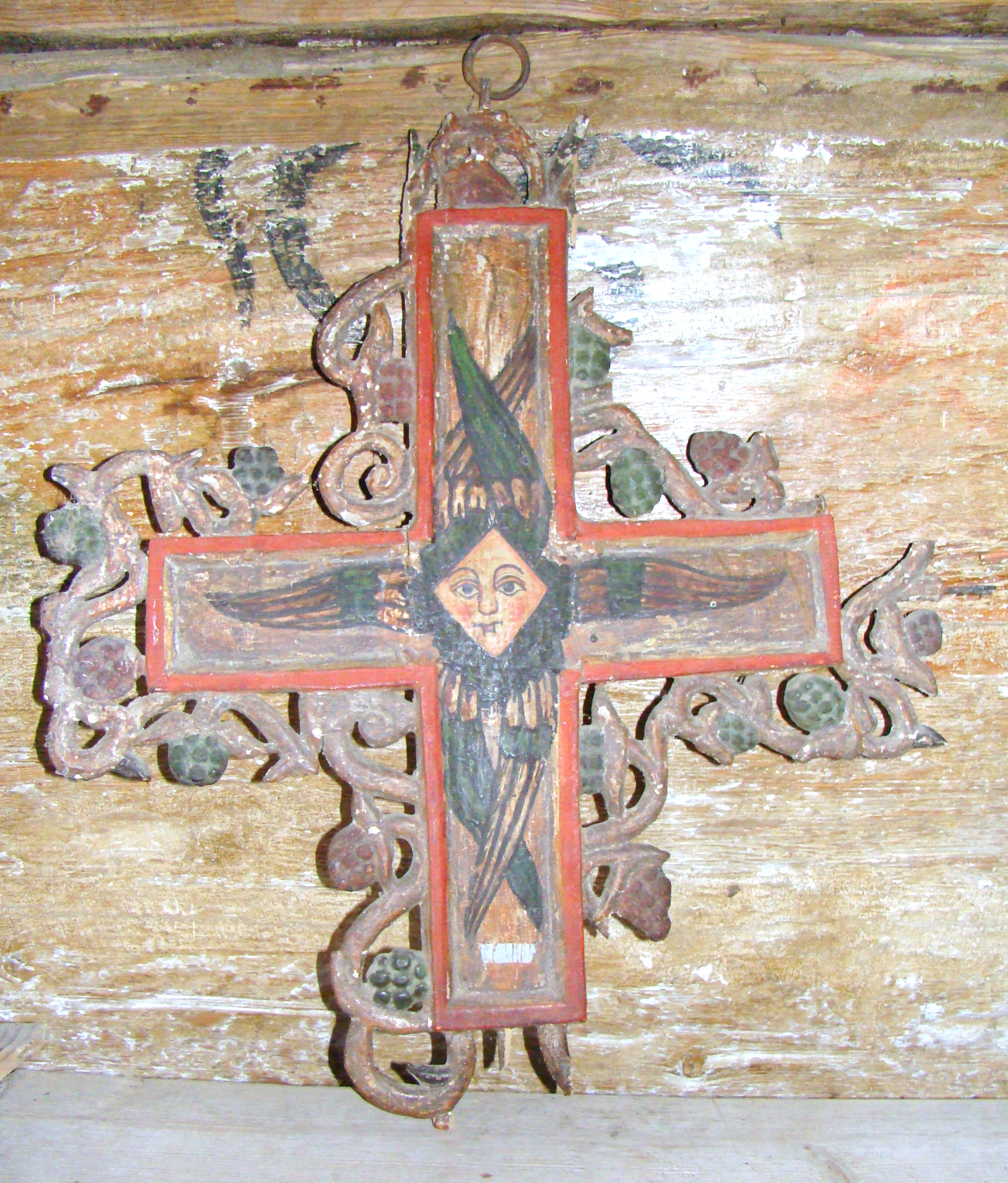
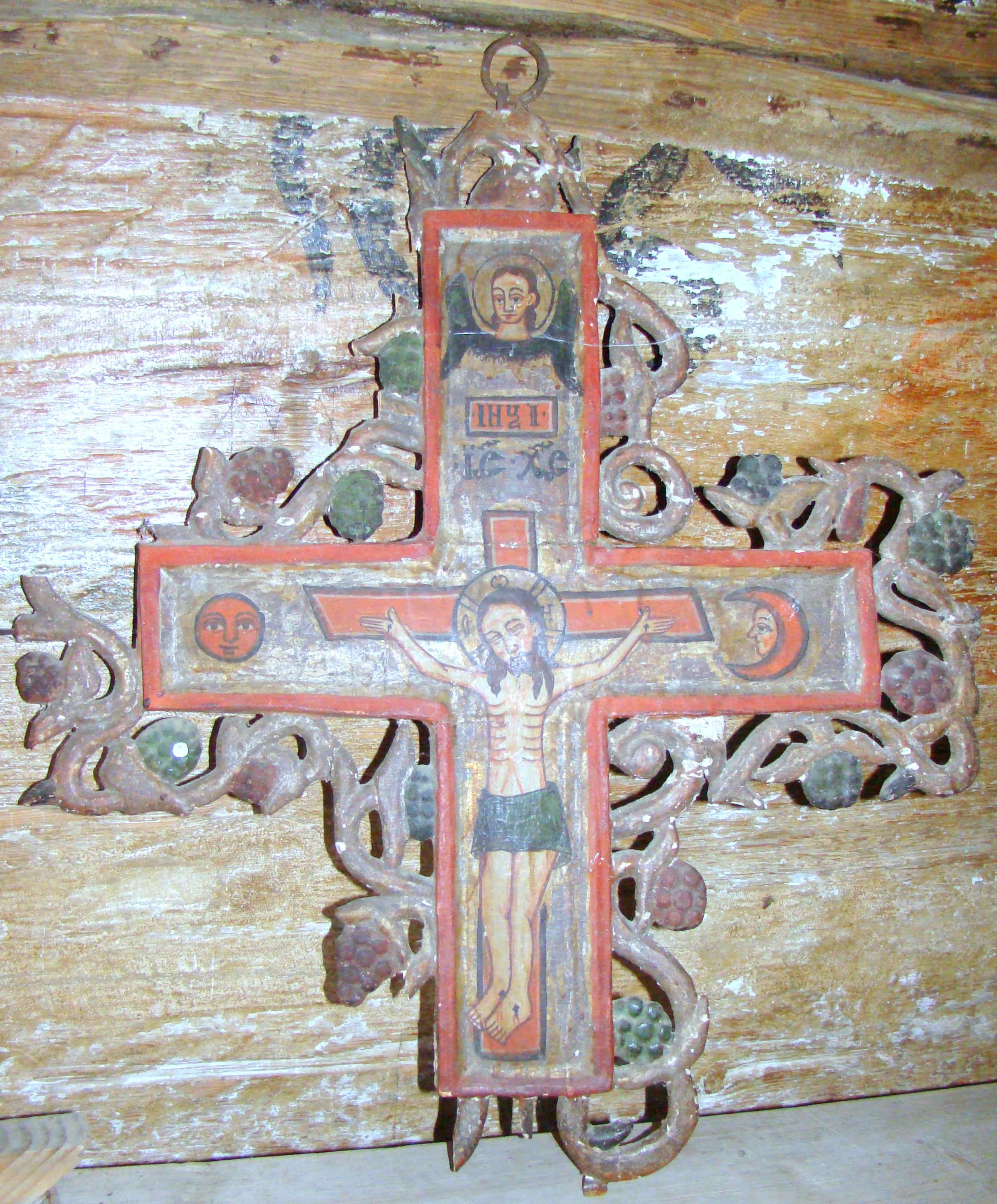
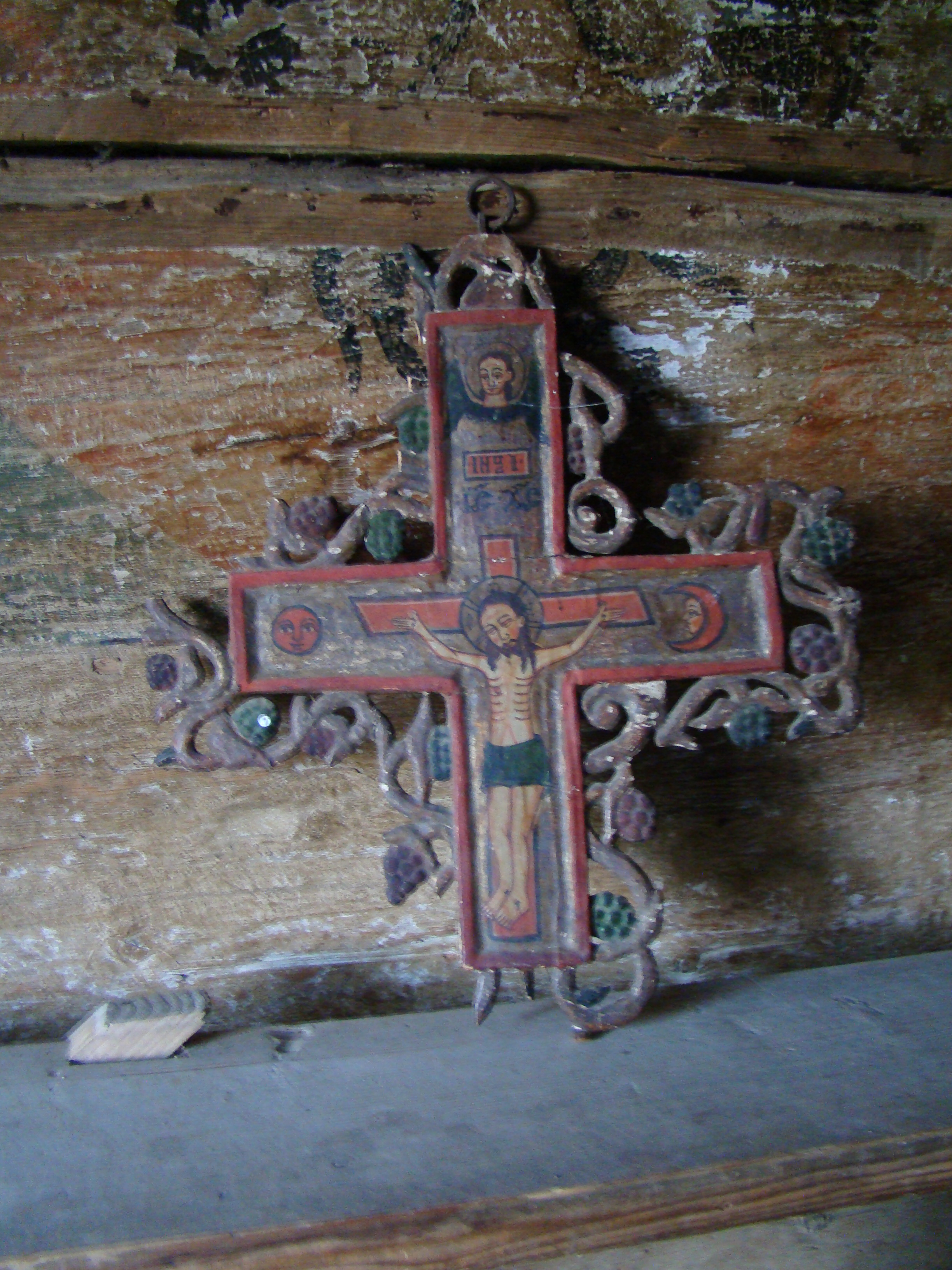
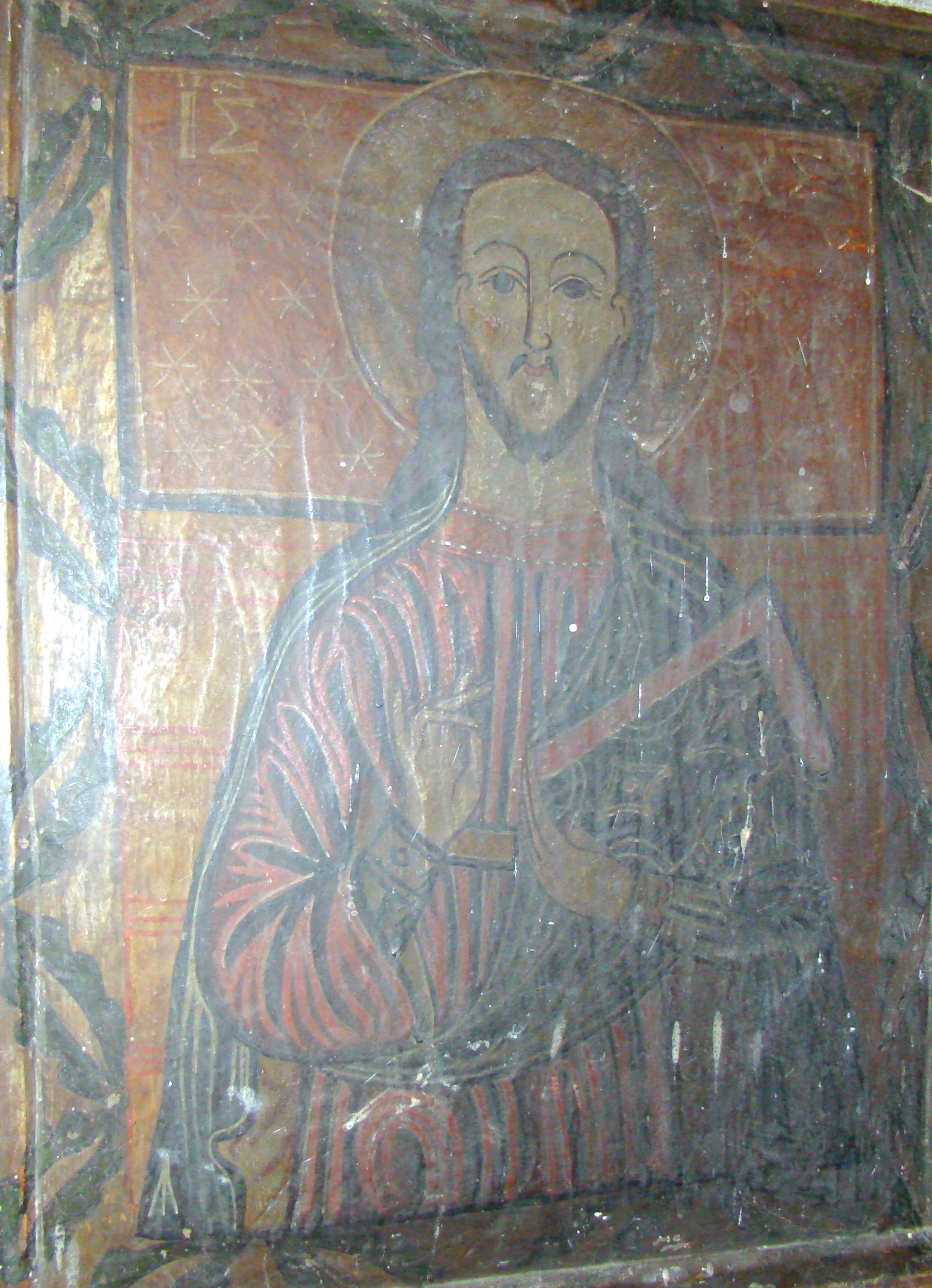
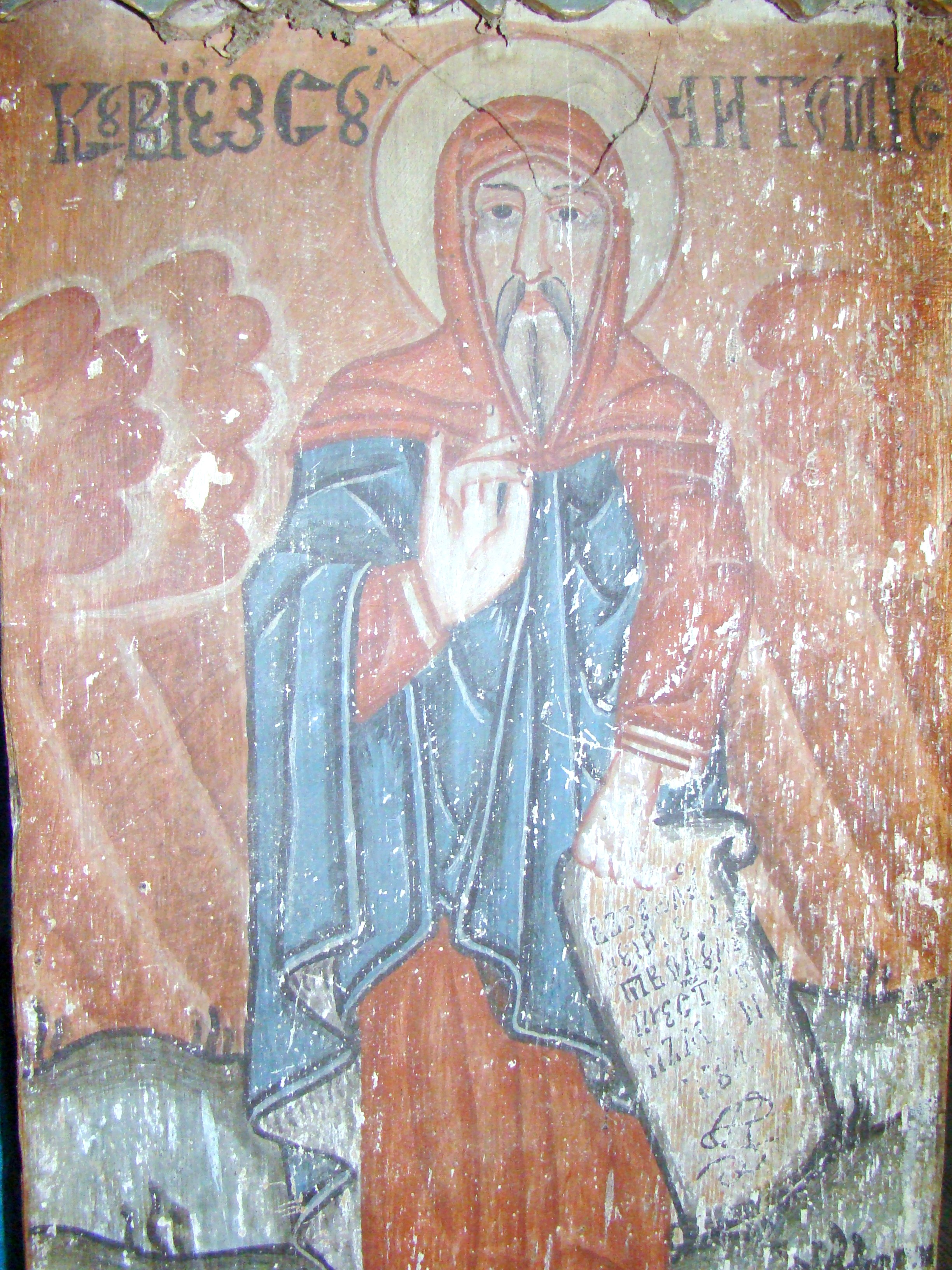
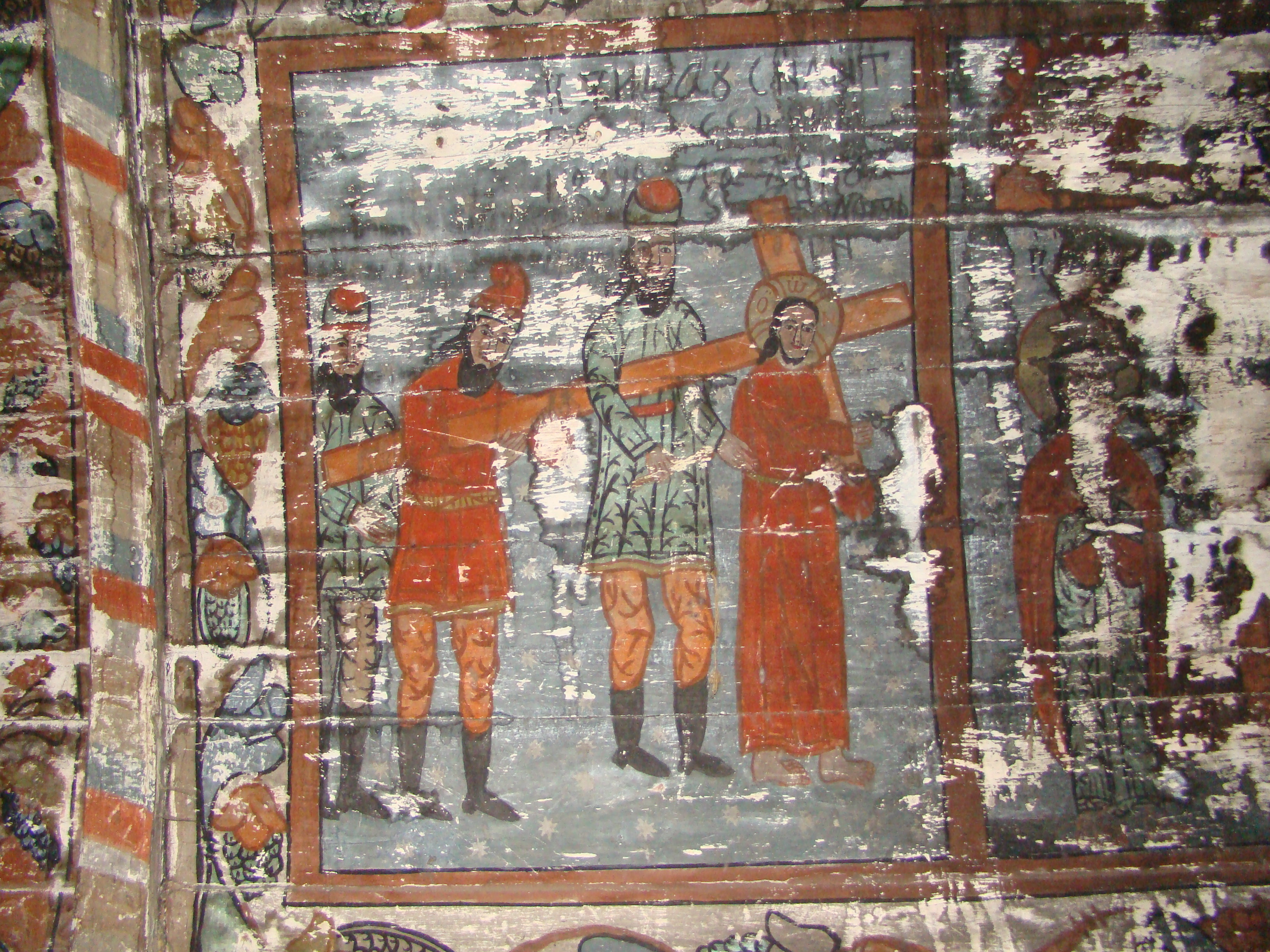
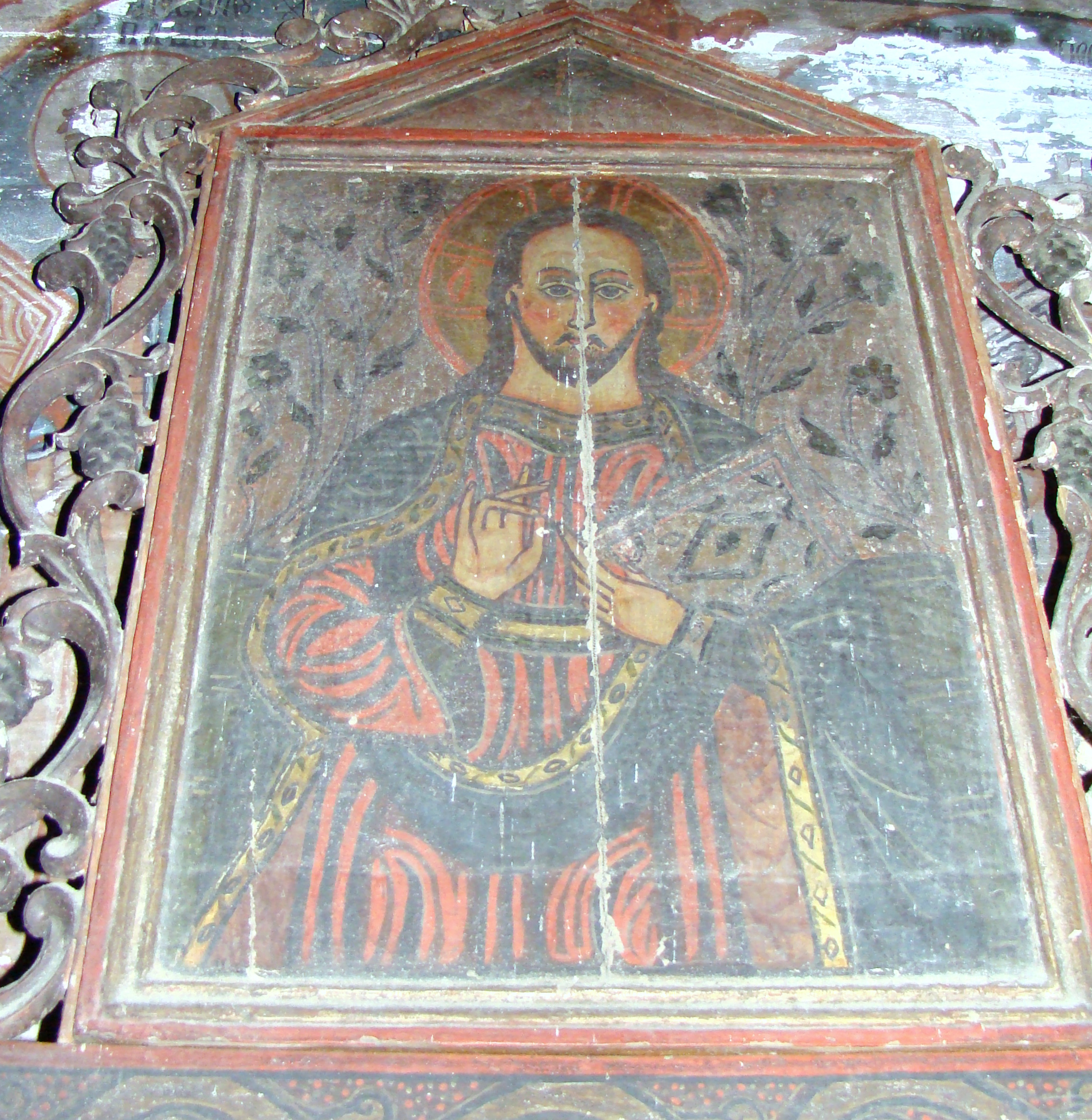
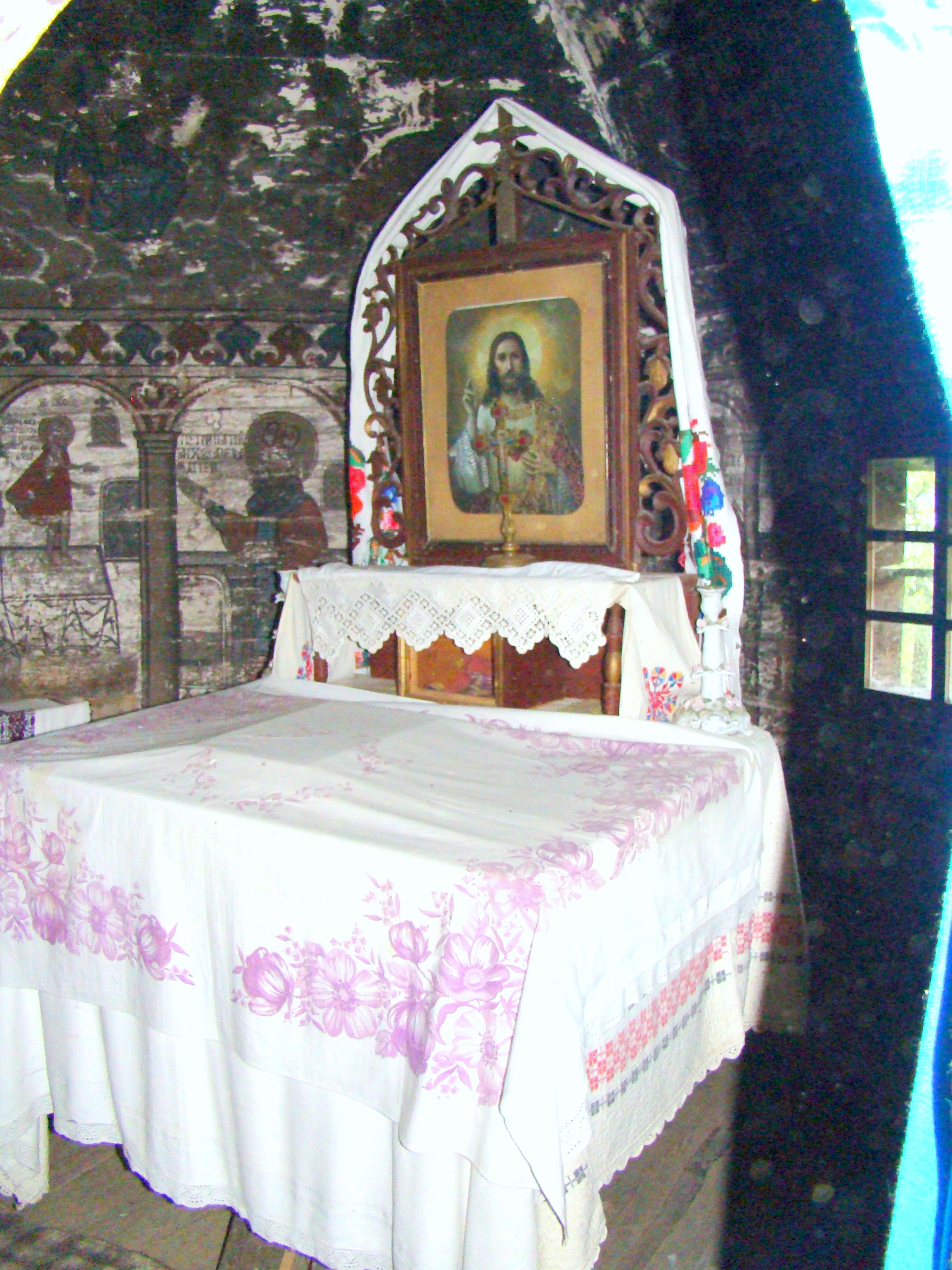
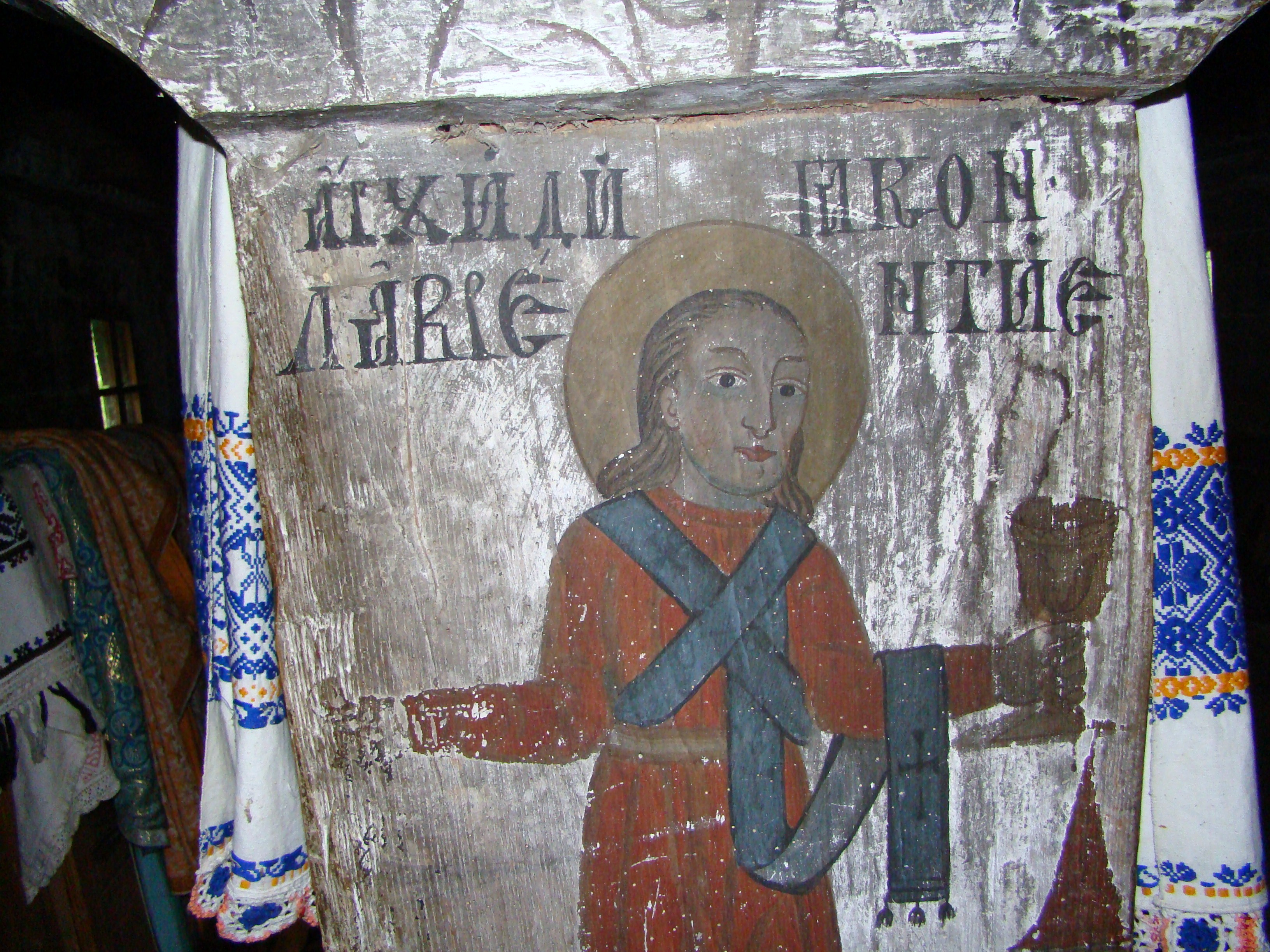
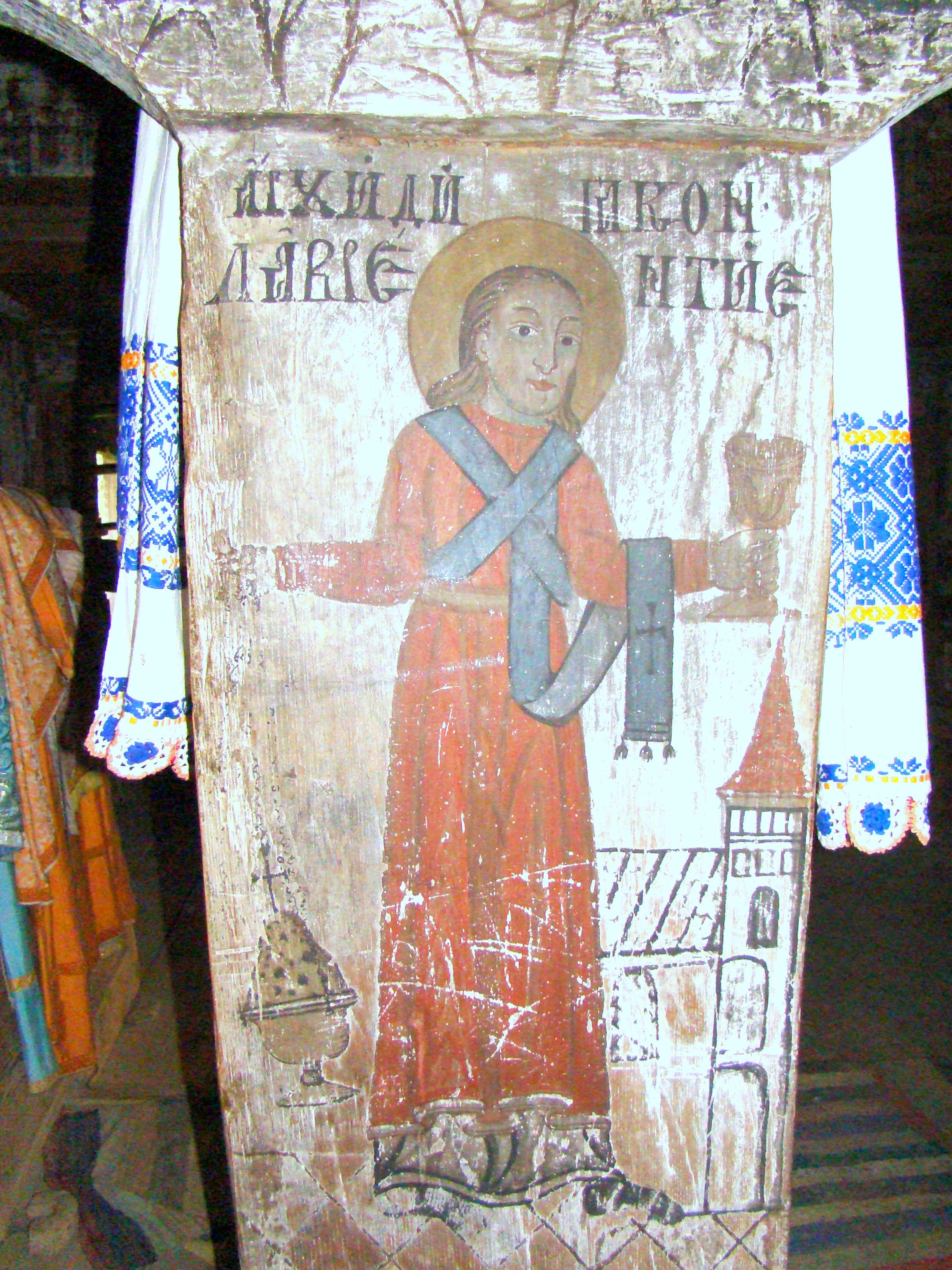
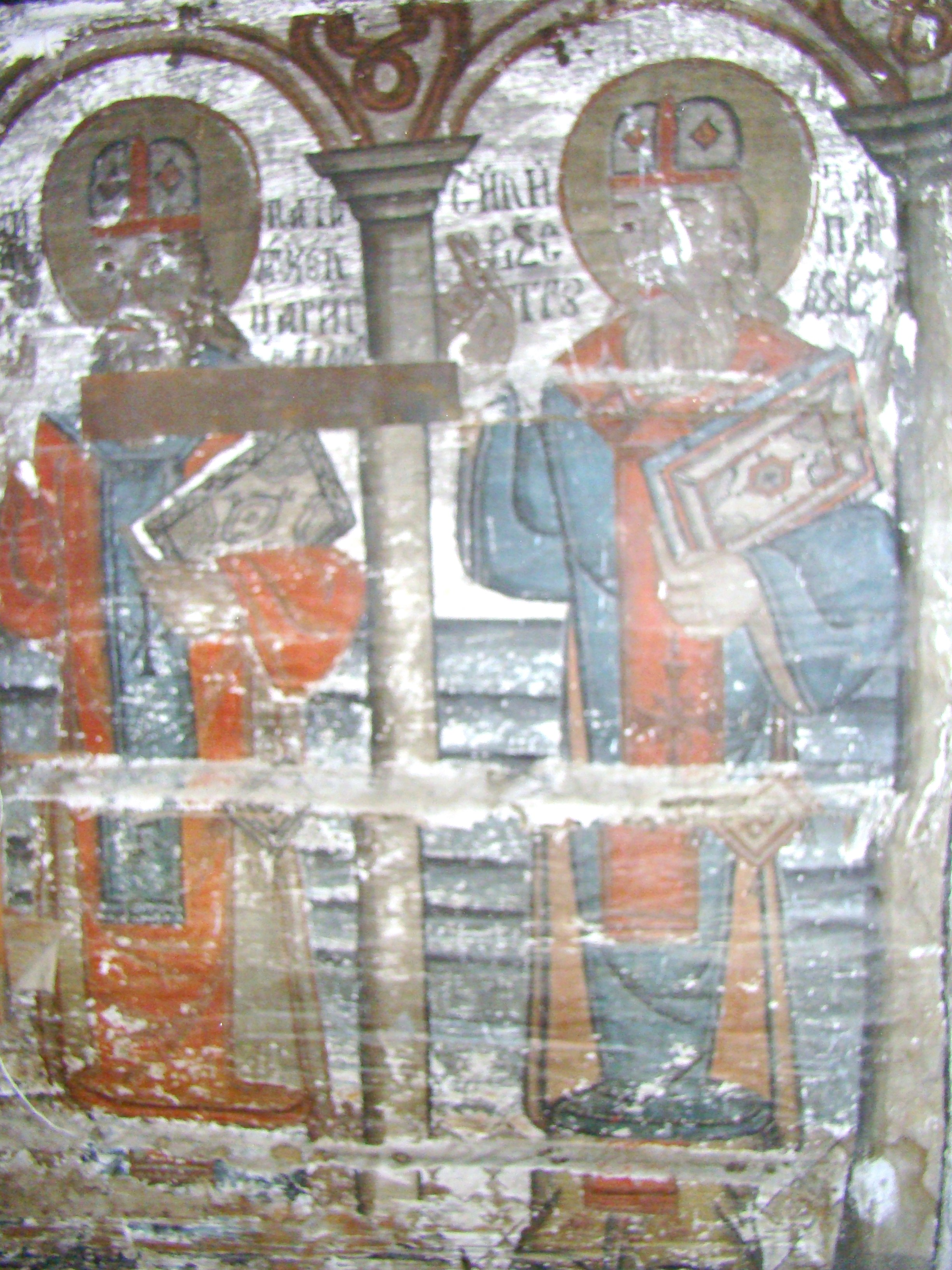
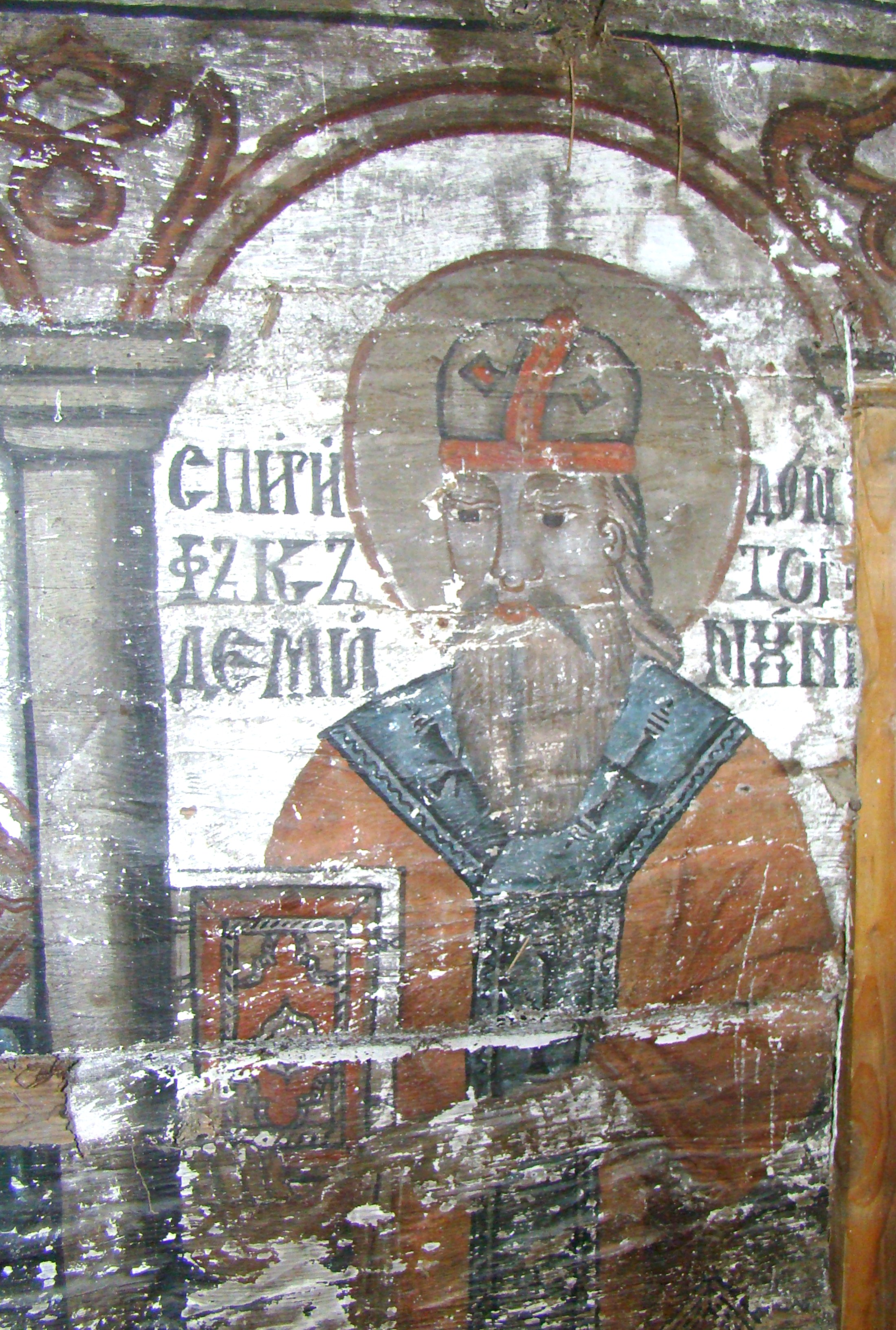
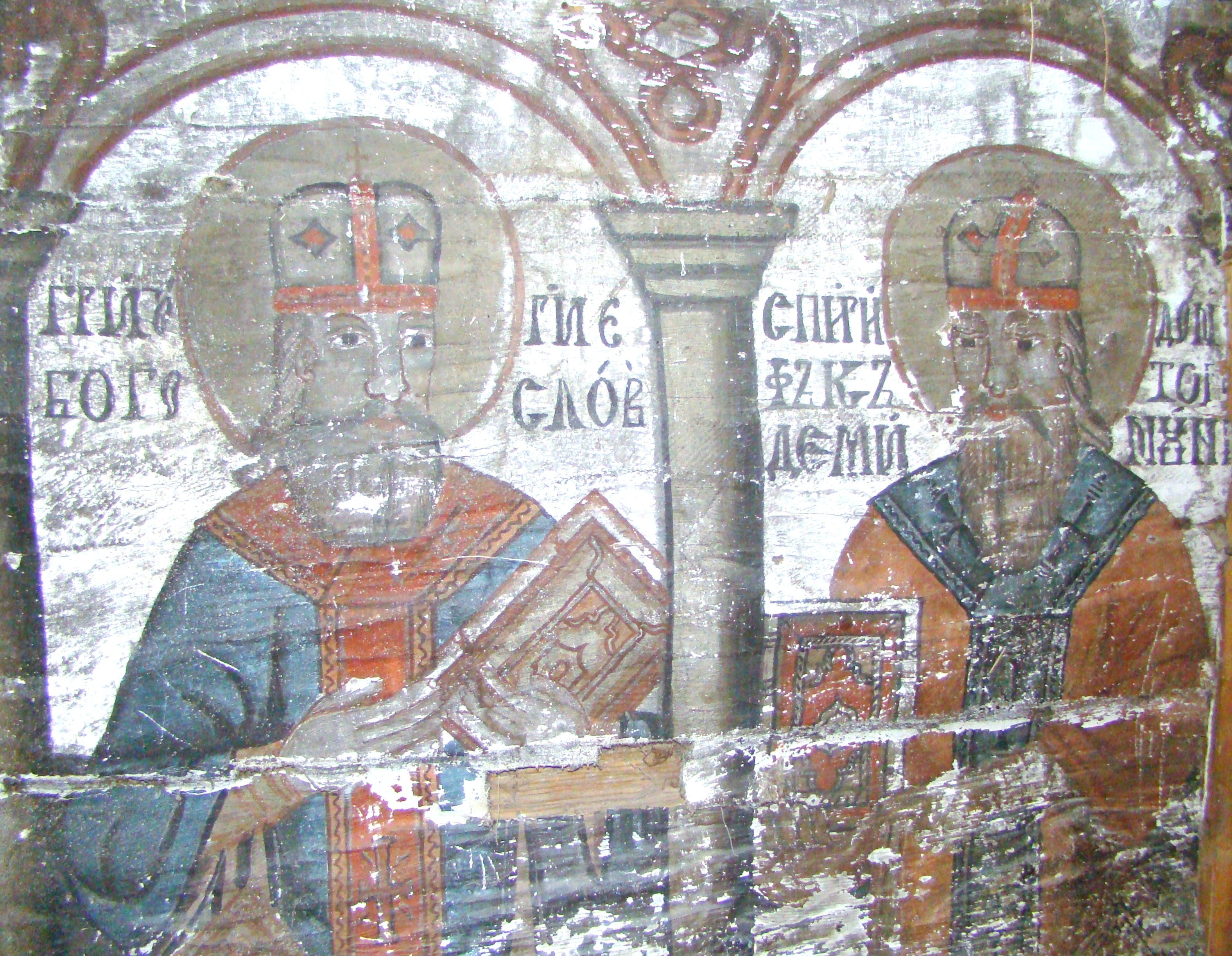
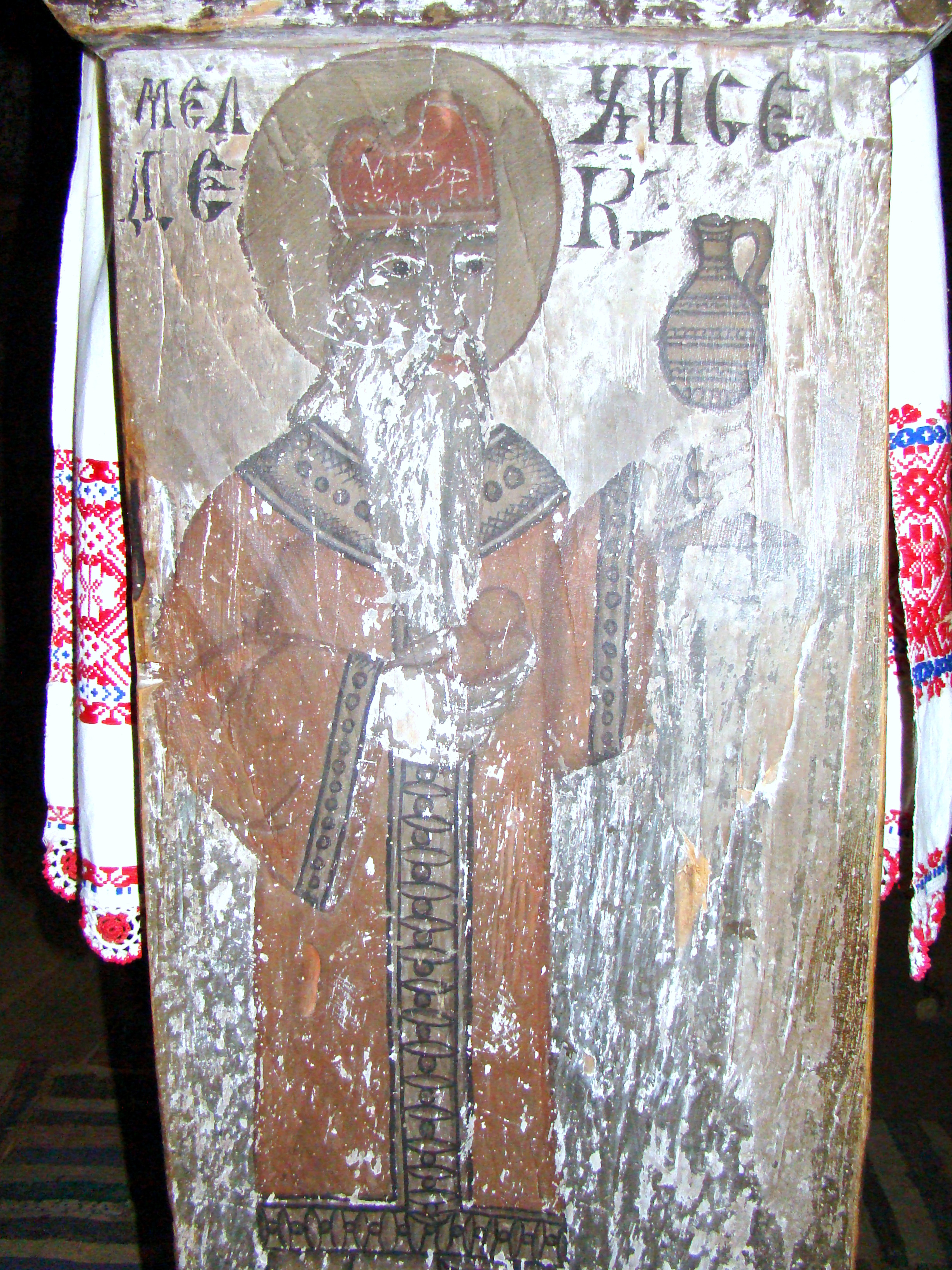
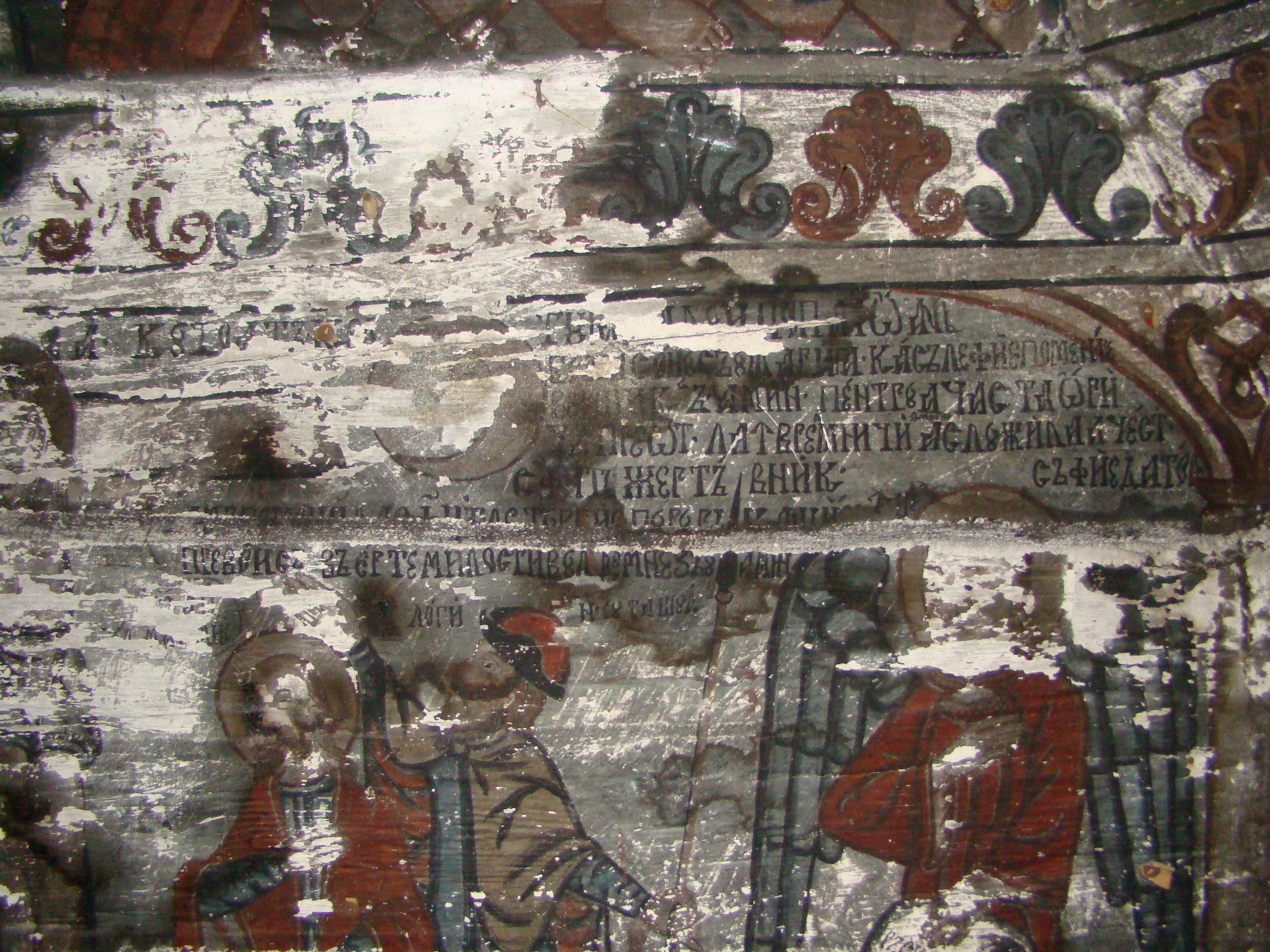
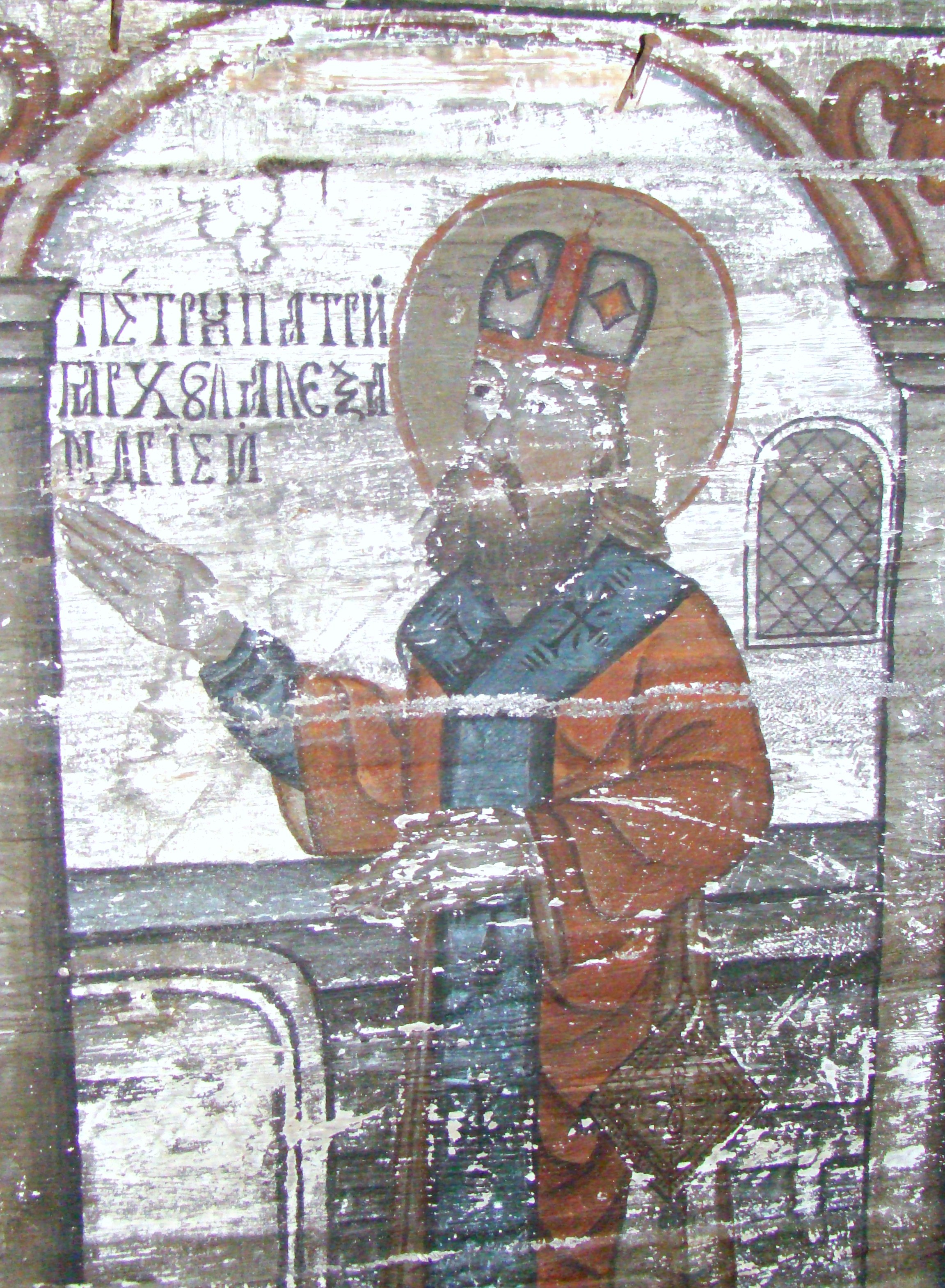
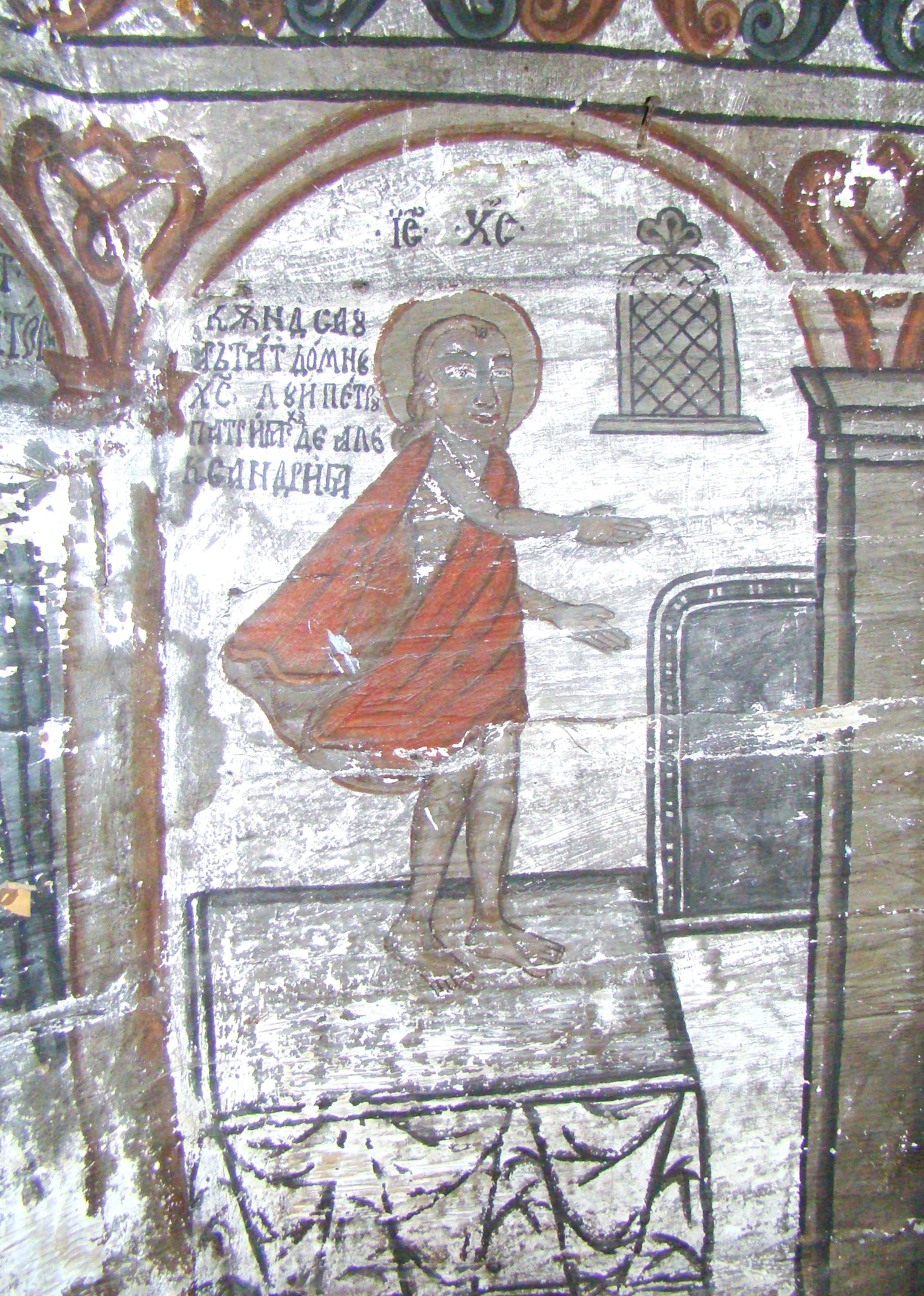
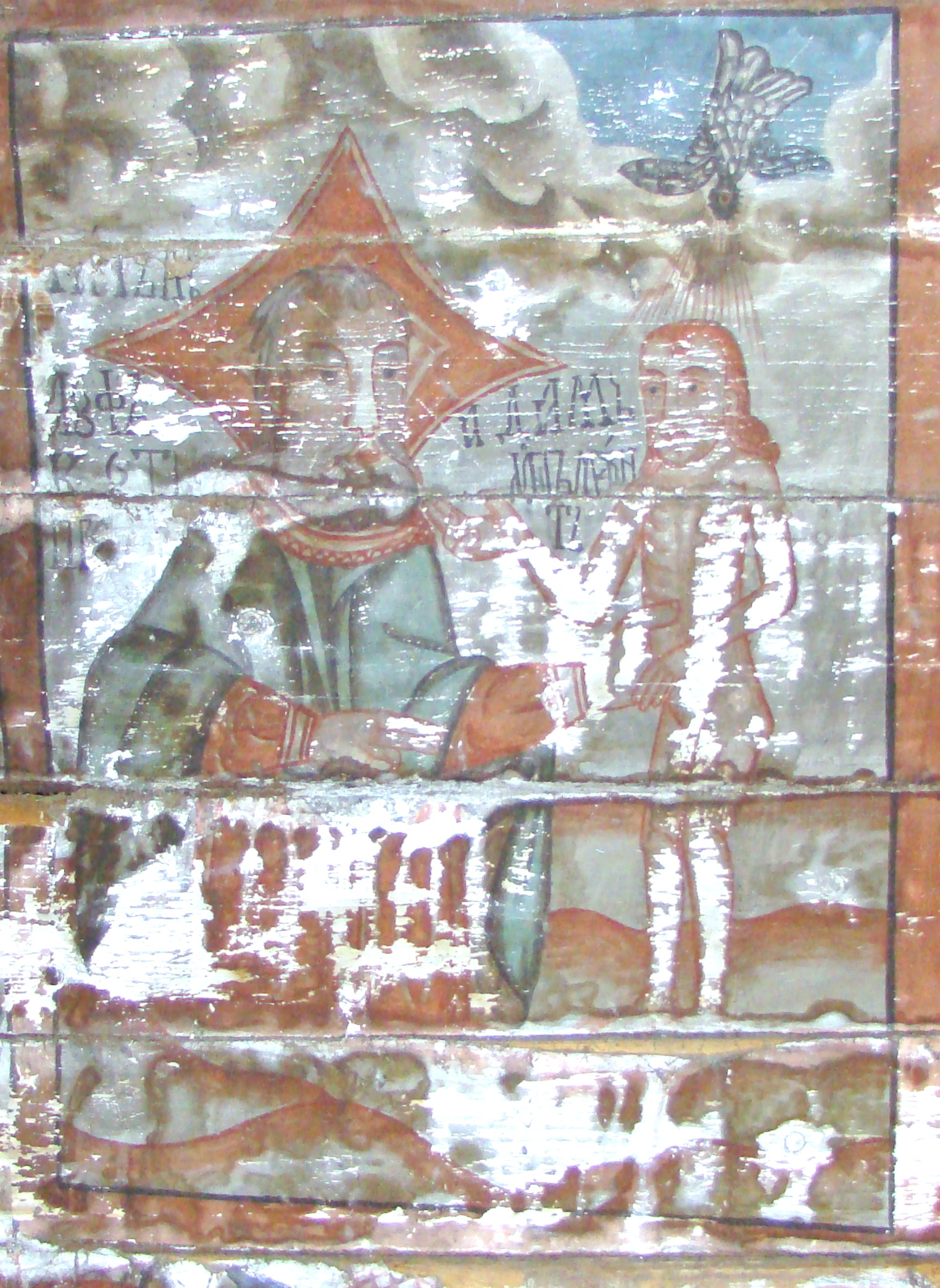
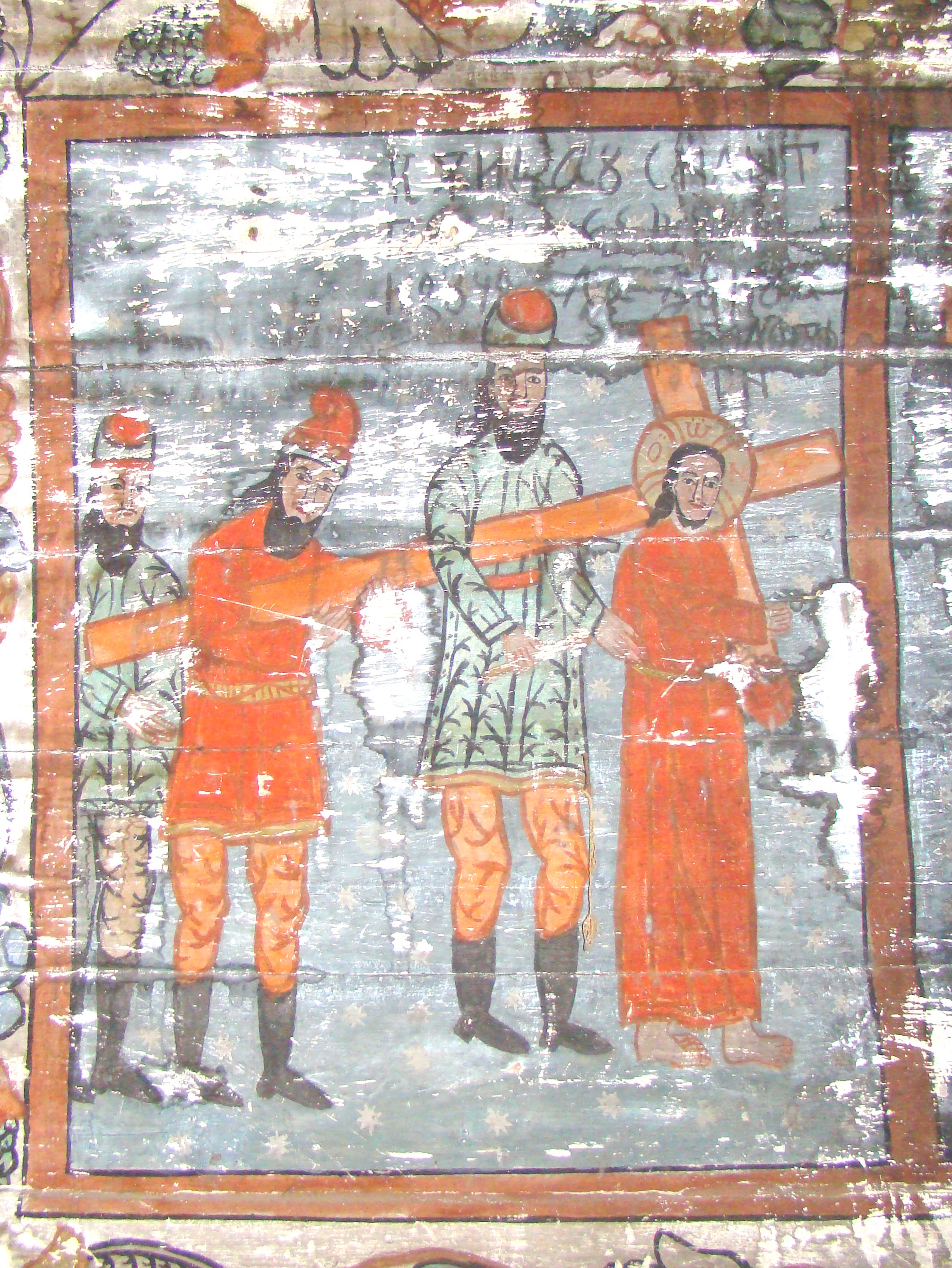
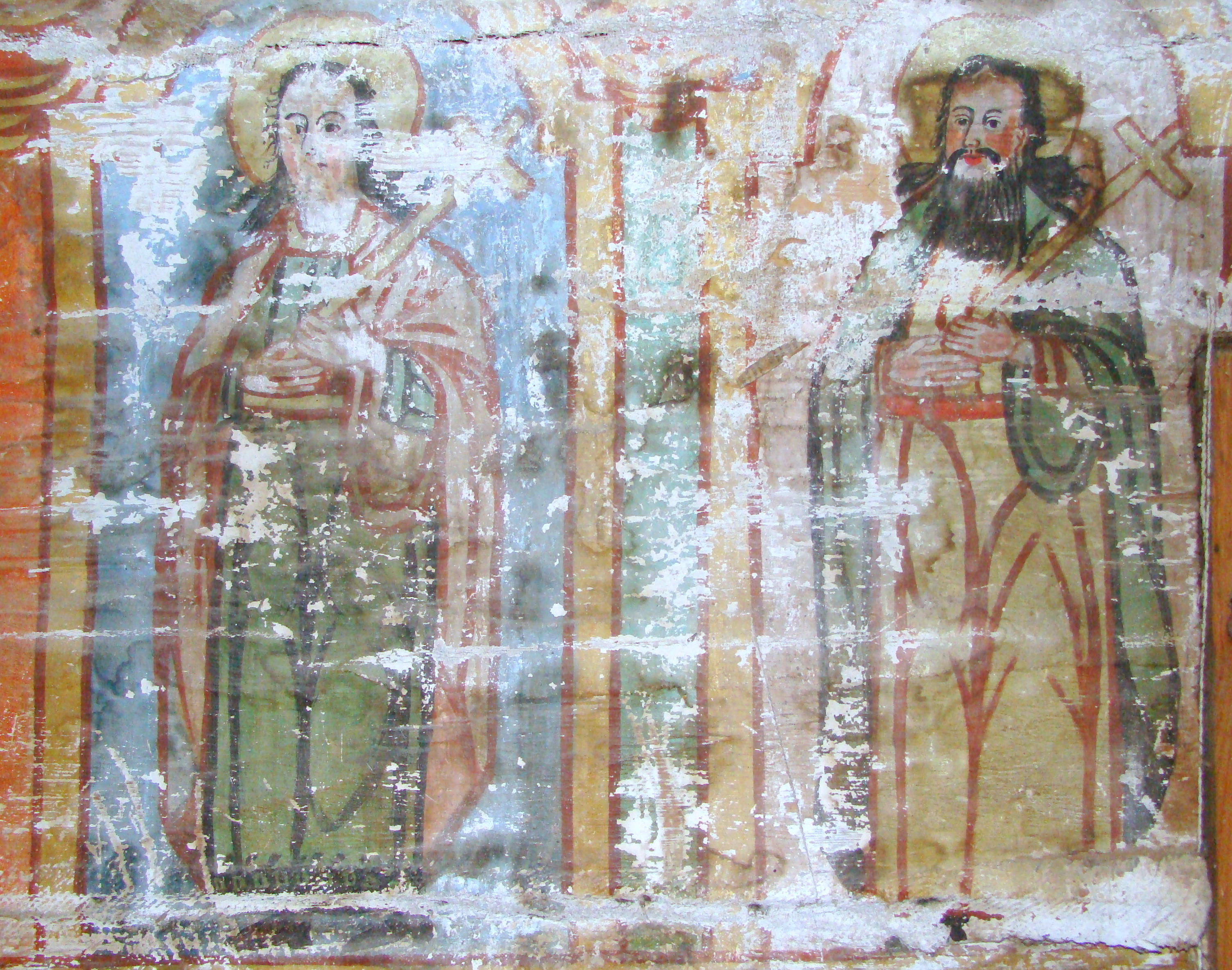
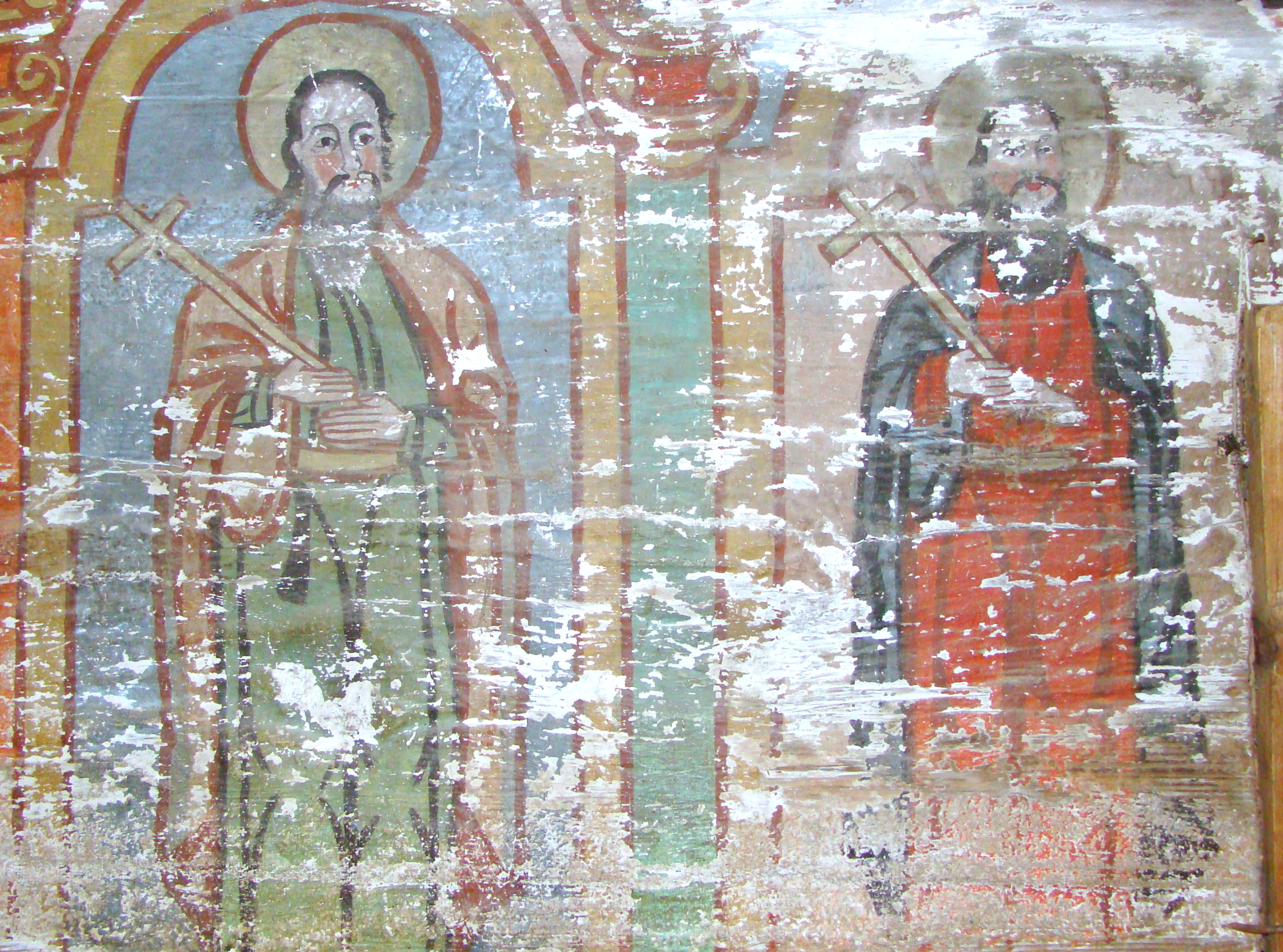
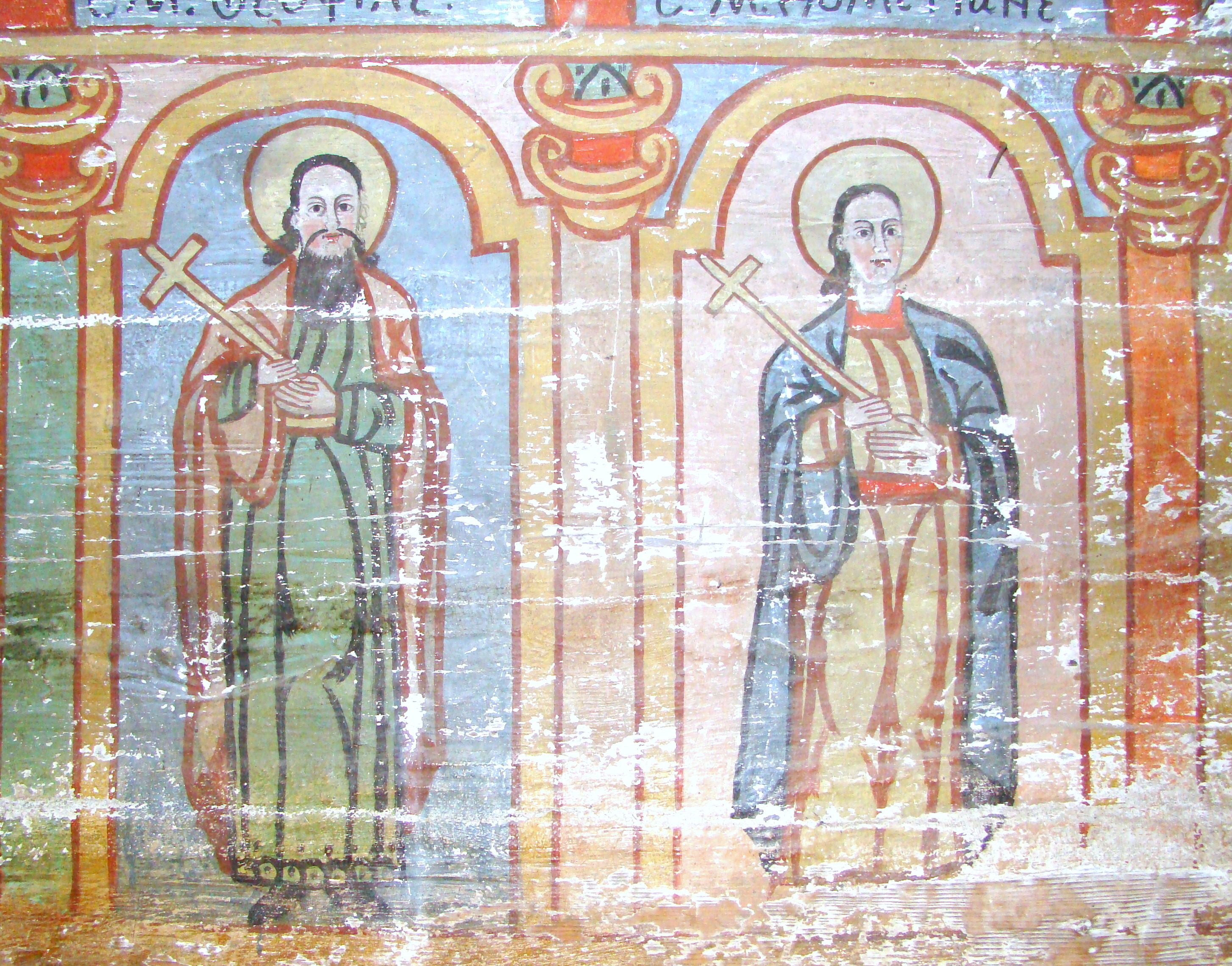
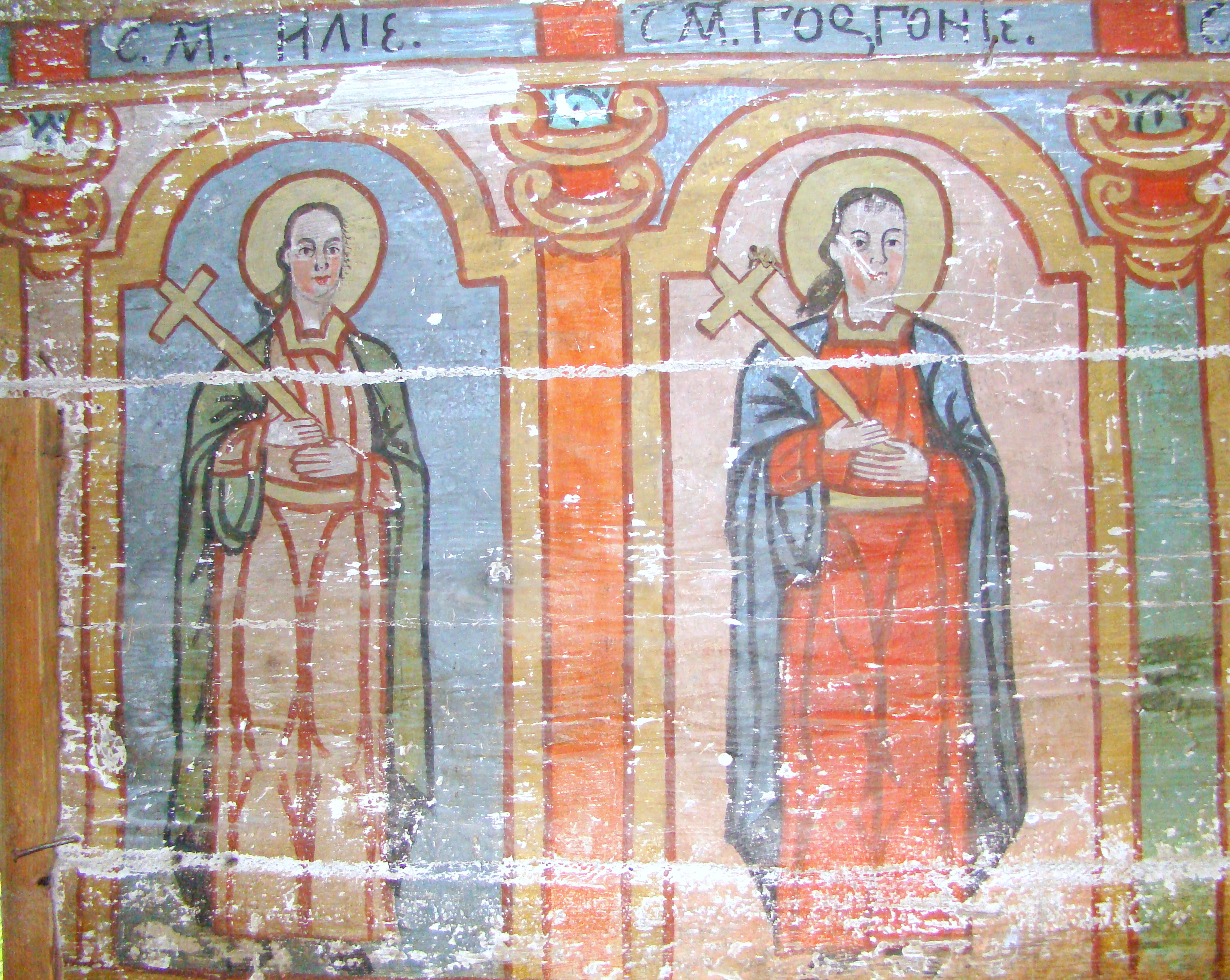
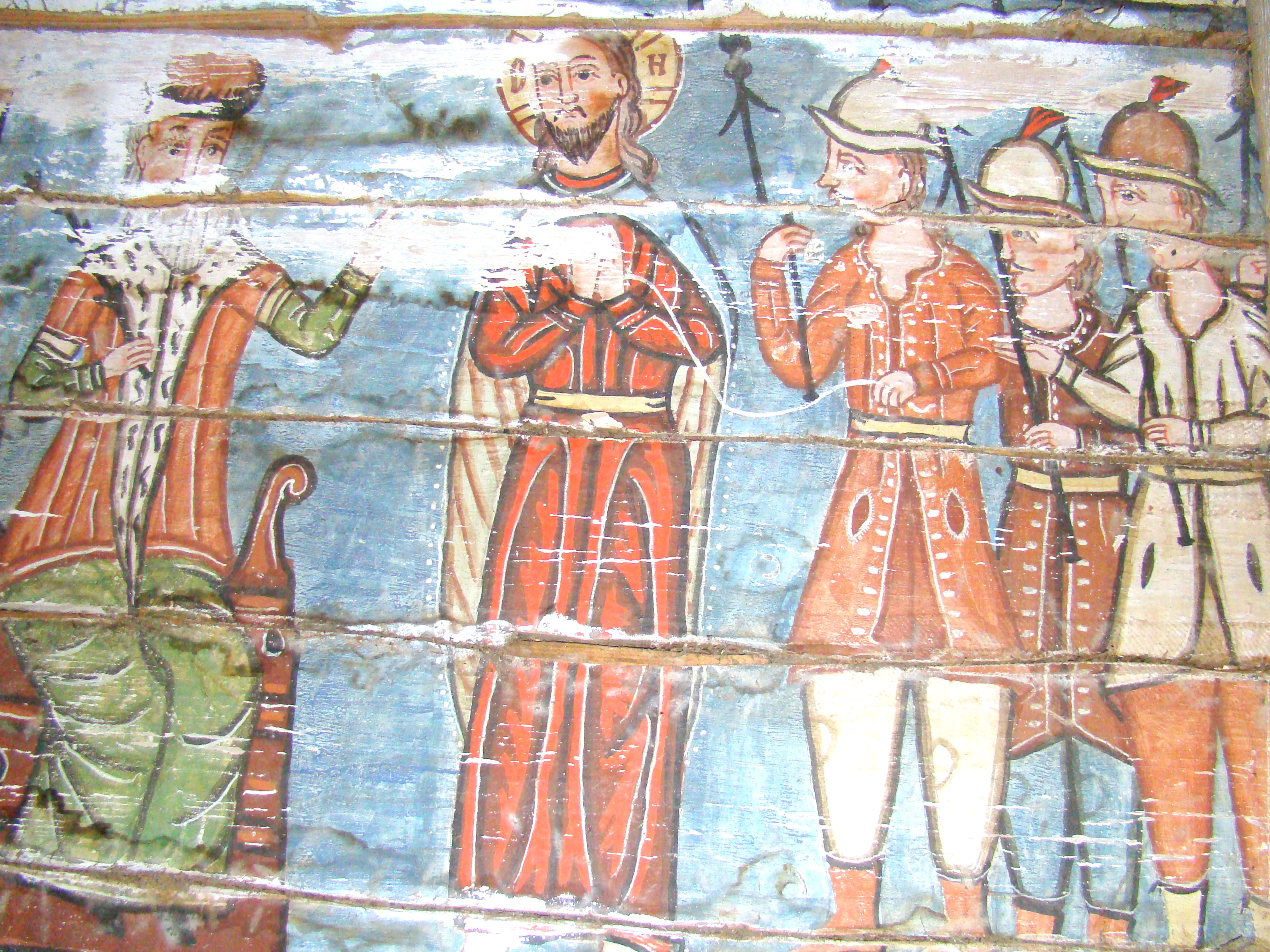
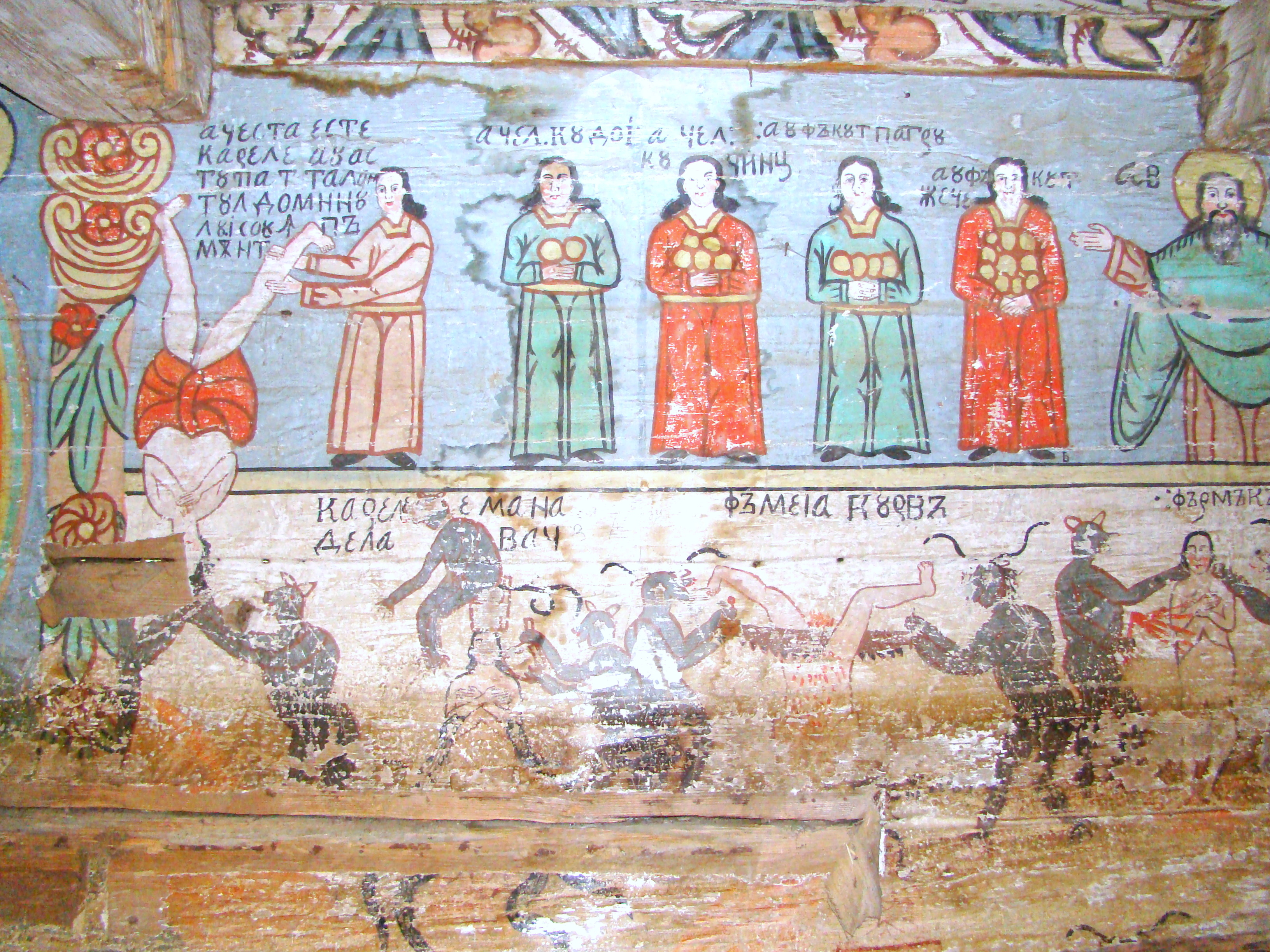
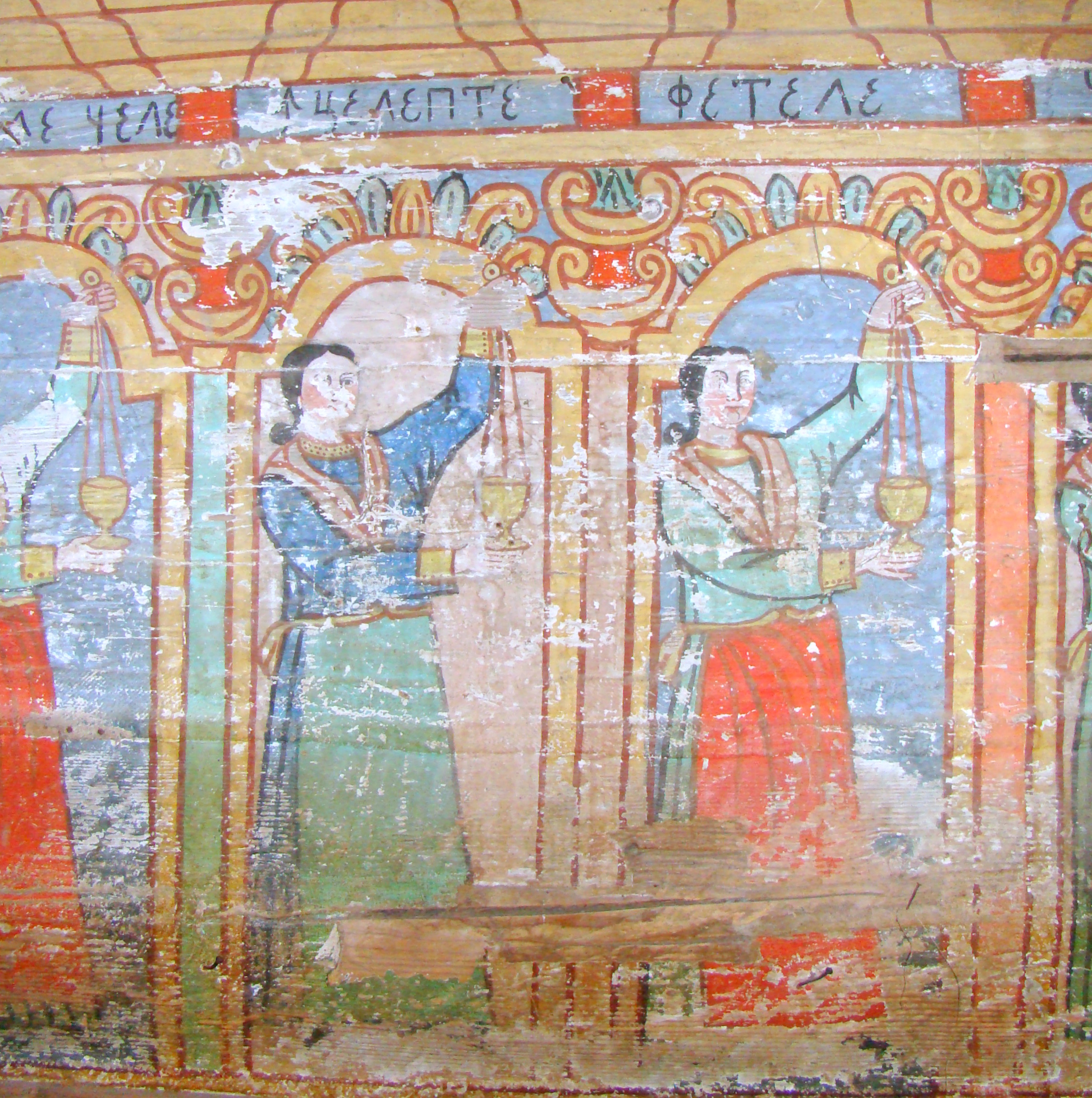
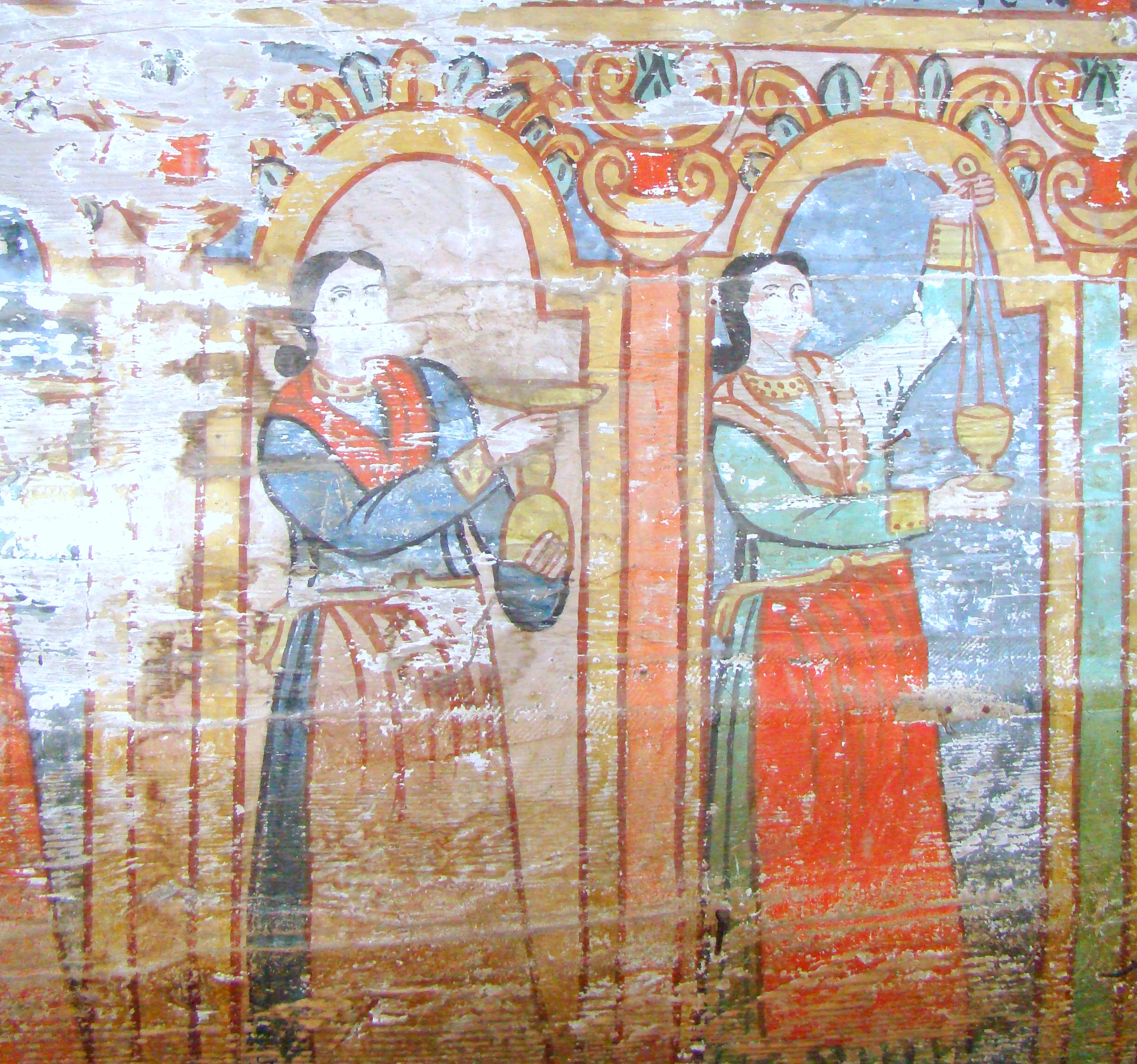
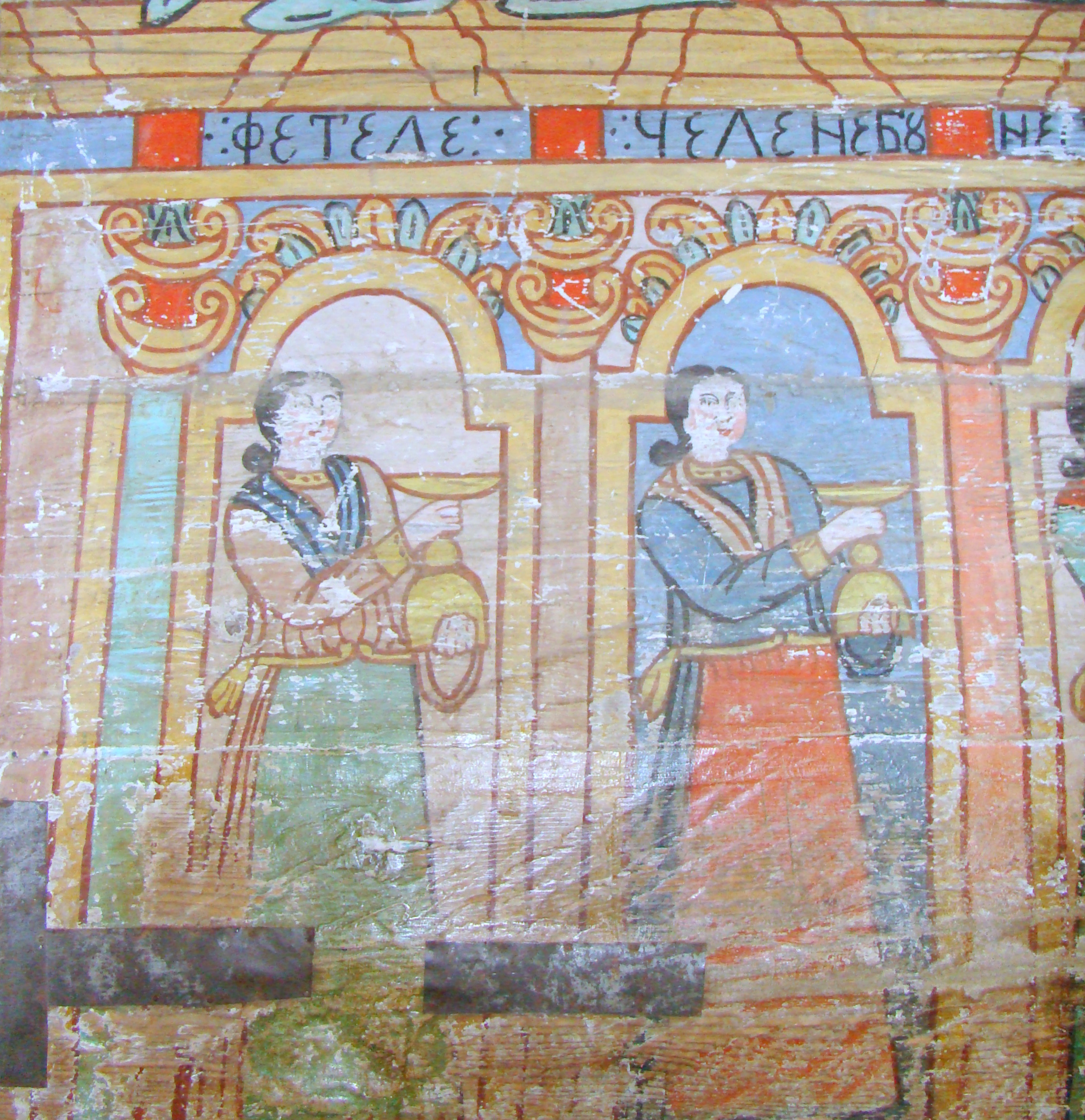